# Lista de suicídios
Essa página contém uma lista de pessoas notáveis que morreram por suicídio. Casos de suicídios assistidos, bem como de suicídios consumados sob coação, estão inseridos na lista. Não estão incluídas mortes causadas por acidentes ou infortúnios. Pessoas que podem ou não ter morrido por suicídio, ou cuja intenção de morrer seja questionável e tema de debates, estão listadas como suicídios prováveis.

## Suicídios consumados

### A

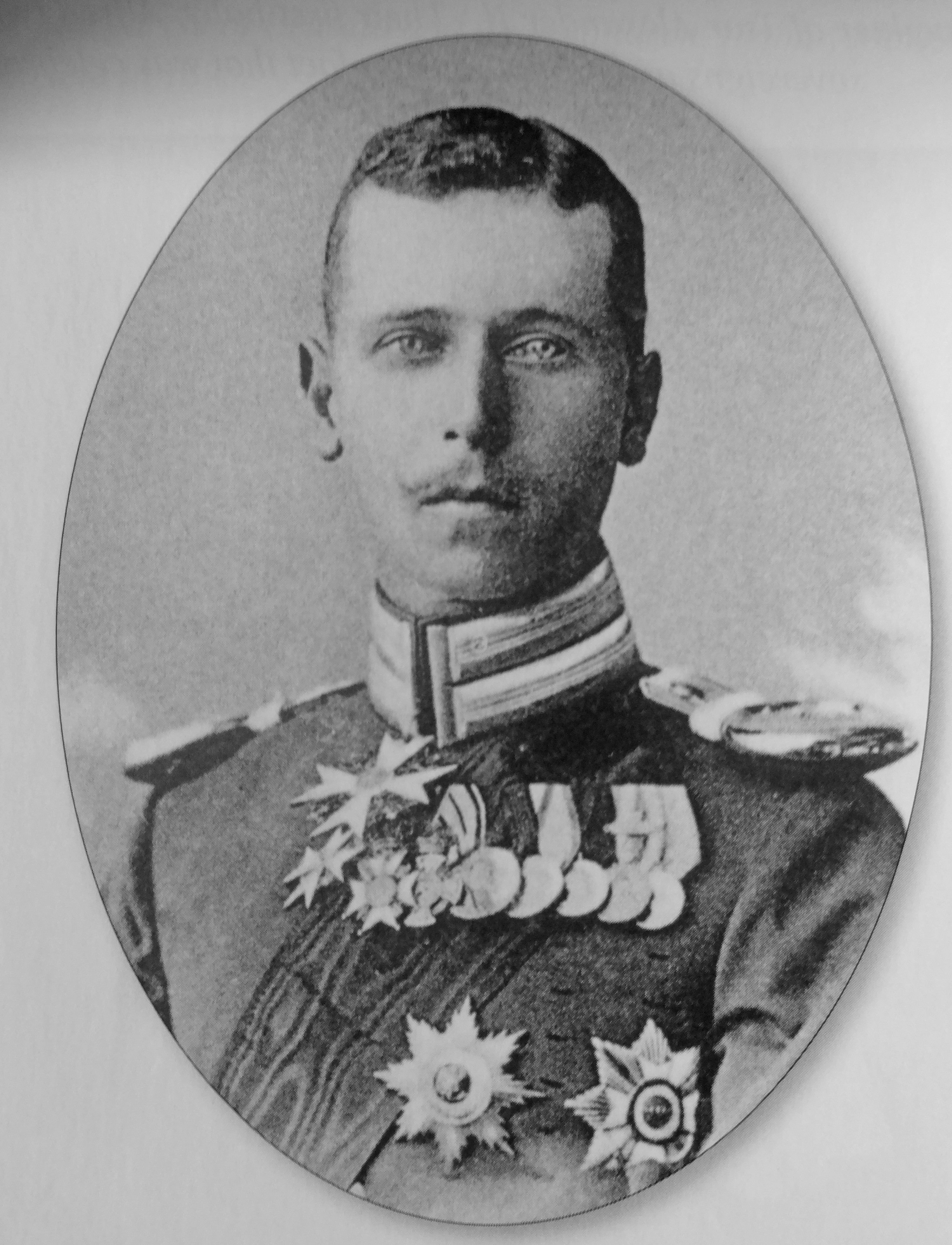
Príncipe Alfredo de Edimburgo

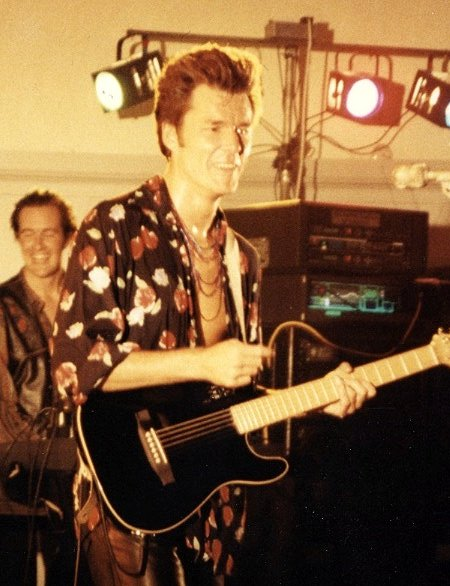
Stuart Adamson

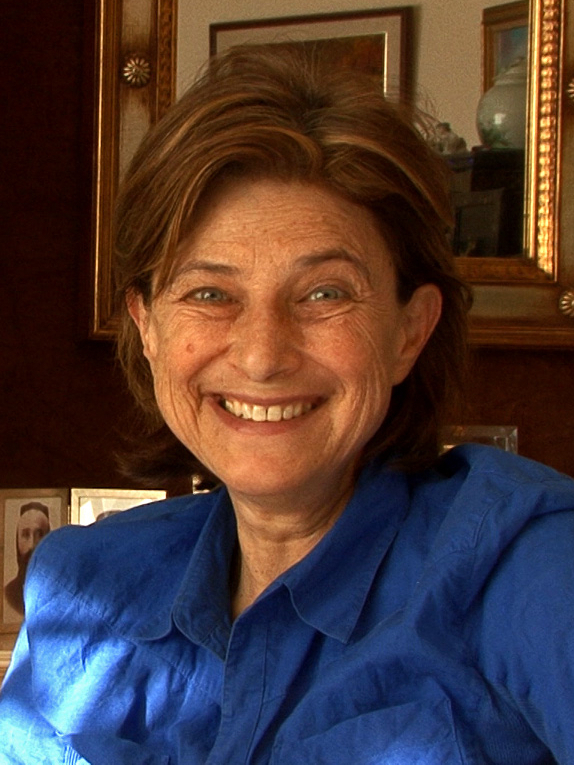
Chantal Akerman

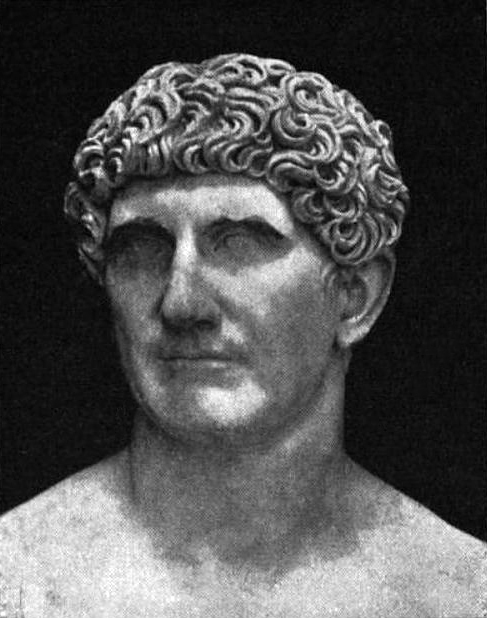
Marco Antônio

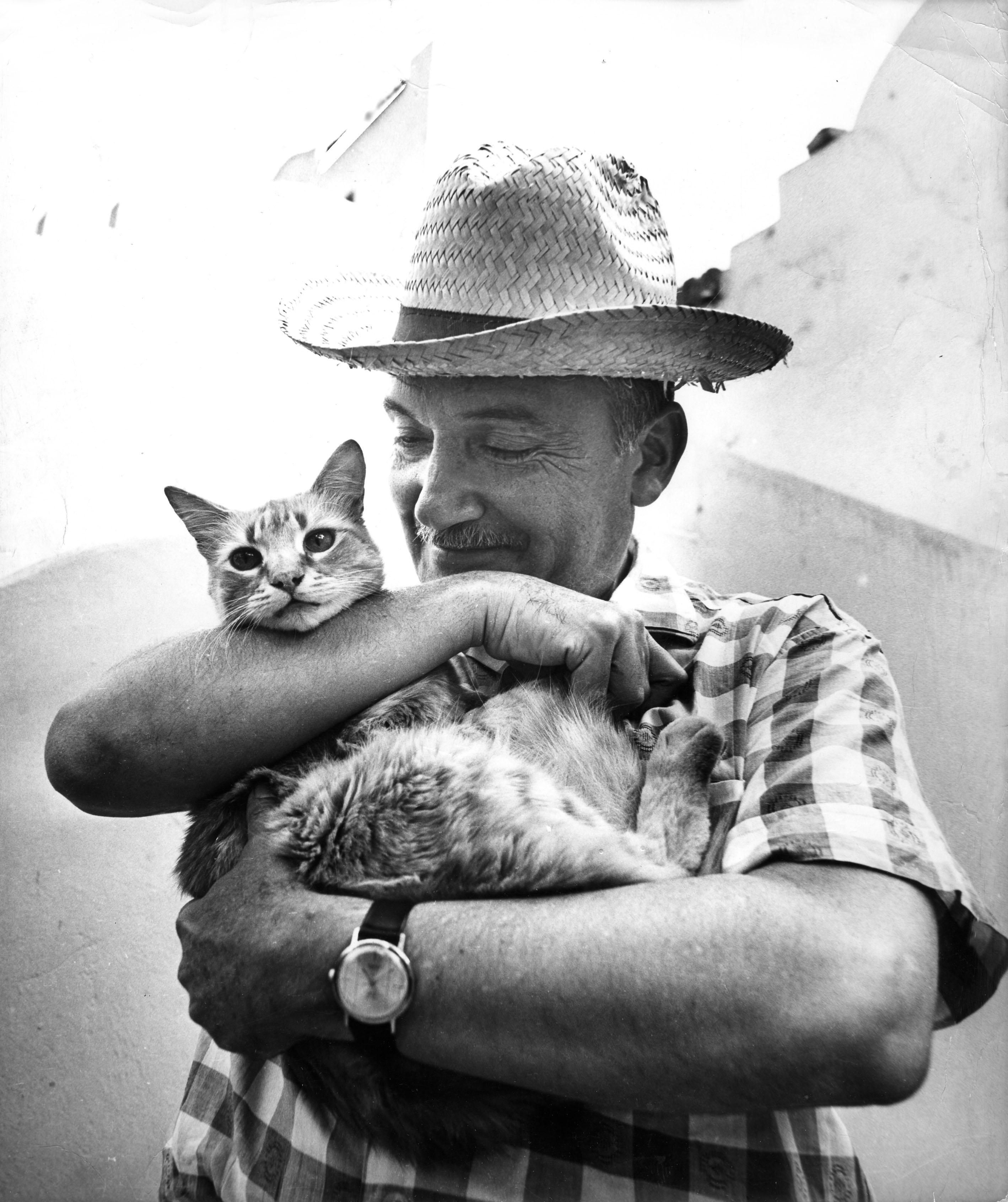
José María Arguedas

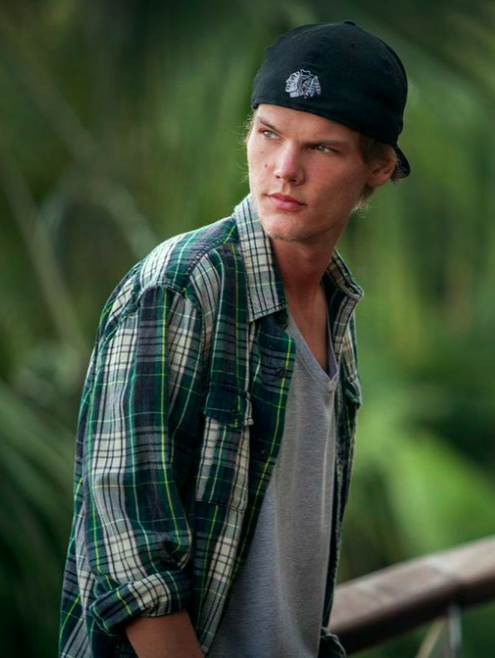
Avicii

- Chris Acland [en] (1996), baterista inglês e membro da banda Lush, enforcamento[3]
- Art Acord (1931), ator americano e campeão de rodeio, envenenamento por cianeto[4][5]
- Manuel Acuña (1873), poeta mexicano, envenenamento por cianeto de potássio[6]
- Marian "Clover" Hooper Adams (1885), socialite e fotógrafa americana, envenenamento por cianeto de potássio[7]
- George Washington Adams [en] (1829), político americano, advogado e filho mais velho de John Quincy Adams, afogamento no estuário de Long Island[8]
- Robert Adams Jr. [en] (1906), congressista da Pensilvânia, arma de fogo[9]
- Stephanie Adams (2018), ex-modelo americana, saltou de uma janela do 25º andar com seu filho de 7 anos[10]
- Stuart Adamson (2001), guitarrista e cantor escocês (membro das bandas Big Country e The Skids), enforcamento após ingestão de álcool[11]
- Adrasto (c. 550s a.C.), filho exilado de Gordias, rei da Frígia[12]
- Vibulenus Agrippa (36 d.C.), equestre romano, envenenamento[13]
- Ahn Jae-hwan (2008), ator sul-coreano, intoxicação por monóxido de carbono[14]
- Aizong de Jin [en] (1234), imperador chinês da Segunda Dinastia Jin[15]
- Chantal Akerman (2015), diretora de cinema belga[16]
- Sergey Akhromeyev (1991), marechal da União Soviética, enforcamento[17]
- Stephen Akinmurele (1999), suspeito de assassino em série britânico, enforcamento[18]
- Ryūnosuke Akutagawa (1927), escritor japonês, overdose de barbital[19]
- Marwan al-Shehhi (2001), membro da Al-Qaeda e um dos sequestradores envolvidos nos ataques de 11 de setembro, impacto intencional do voo 175 da United Airlines[20]
- Abu Ibrahim al-Hashimi al-Qurashi (2022), terrorista iraquiano e militante do Estado Islâmico do Iraque e da Síria (EIIS), assassinato-suicídio com explosivos, matando outras 12 pessoas[21]
- Alcetas (320 a.C.), general helênico de Alexandre, o Grande[22]
- Leelah Alcorn (2014), adolescente transgênera americana, atirou-se na frente de um caminhão[23]
- Leandro N. Alem (1896), político argentino, fundador da União Cívica Radical, disparo de arma de fogo contra a cabeça[24]
- Alexandre (220 a.C.), sátrapa selêucida de Pérsis[22]
- Ross Alexander (1937), ator americano, disparo por arma de fogo na cabeça[25]
- Ekaterina Alexandrovskaya (2020), patinadora russa-australiana no gelo, pulou da janela de seu apartamento[26]
- Alfredo, Príncipe-Hereditário de Saxe-Coburgo-Gota (1899), membro da Família Real Britânica, disparo por arma de fogo[27]
- Ghazaleh Alizadeh (1996), poeta e escritora iraniana, enforcamento[28]
- Gia Allemand (2013), atriz e modelo americana, enforcamento[29]
- Nadejda Alliluyeva (1932), esposa de Josef Stalin, disparo de arma de fogo[30]
- Jeff Alm (1993), jogador de futebol americano, disparo por arma de fogo[31]
- Jason Altom (1998), estudante americano de pós-doutoramento, envenenamento por cianeto de potássio[32]
- August Ames (2017), atriz pornográfica canadense, enforcamento[33]
- Jean Améry (1978), escritor austríaco, overdose de barbitúricos[34]
- Anficratos de Atenas (86 a.C.), sofista e retórico grego, inanição[35]
- Korechika Anami (1945), ministro japônes, ritual de seppuku[36]
- Adna Anderson (1889), general das ferrovias militares dos EUA durante a Guerra Civil Americana, engenheiro civil e gerente de ferrovias, disparo por arma de fogo[37]
- Forrest H. Anderson (1989), governador do estado americano de Montana, disparo por arma de fogo[38]
- Mary A. Anderson (1996), mulher não identificada usando um pseudônimo, envenenamento por cianeto[39]
- Keith Andes (2005), ator americano, asfixia[40]
- Andragathius (388 d.C.), general romano e mestre da cavalaria que assassinou o imperador Graciano, afogamento[41]
- Andromachus (364 a.C.). general de cavalaria de Eleia[42]
- Roger Angleton (1998), assassino americano, cortou-se mais de de 50 vezes com uma navalha[43]
- Publius Rufus Anteius (67 DC), político romano, envenenamento e automutilação[44]
- Marco Antônio (30 a.C.), político e general romano, esfaqueado com espada[45]
- Kei Aoyama (2011), artista japonês de mangá, enforcamento[42]
- Marco Gávio Apício (antes de 40 DC), estadista romano e detentor de vasta riqueza, envenenamento[46]
- Marshall Applewhite (1997), líder americano do culto religioso Heaven's Gate , envenenou-se como parte de um suicídio coletivo[47]
- Araki Yukio (1945), kamikaze japonês[48]
- Arbogasto (394 d.C.), general romano[49]
- Diane Arbus (1971), fotógrafa americana, overdose e automutilação[50]
- Arquias de Chipre (entre 158 e 154 a.C.), governador do Reino Ptolemaico de Chipre, enforcamento[51]
- Reinaldo Arenas (1990), artista e escritor cubano-americano, overdose de drogas e álcool[52]
- José María Arguedas (1969), romancista e poeta peruano, arma de fogo[53]
- Pedro Armendáriz (1963), ator mexicano, arma de fogo[54]
- Edwin Armstrong (1954), inventor americano do rádio FM, saltou de uma janela do 13º andar[55]
- Árria (42 d.C.), esposa romana de Aulo Cecina Peto, um suposto conspirador contra o Imperador Cláudio, cortes autoinfligidos
- John Atchison (2007), promotor federal americano e suposto agressor sexual de crianças, enforcamento[56]
- Mohamed Atta (2001), membro egípcio da Al-Qaeda e líder dos sequestradores dos ataques de 11 de setembro, impacto intencional do voo 11 da American Airlines[57][58]
- Pekka-Eric Auvinen (2007), atirador finlandês da Jokela High School, disparo por arma de fogo na cabeça[59]
- Avicii (2018), DJ e produtor musical sueco, cortes autoinfligidos[60]
- Mike Awesome (2007), lutador profissional americano, enforcamento[61]
- Marion Aye (1951), atriz americana, envenenamento por cloreto mercúrico[62]
- May Ayim (1996), escritora e poeta alemã, saltou do 13º andar de um edifício em Berlim[63]
- Albert Ayler (1970), saxofonista de jazz americano, pulou no rio East da cidade de Nova York[64]

### B

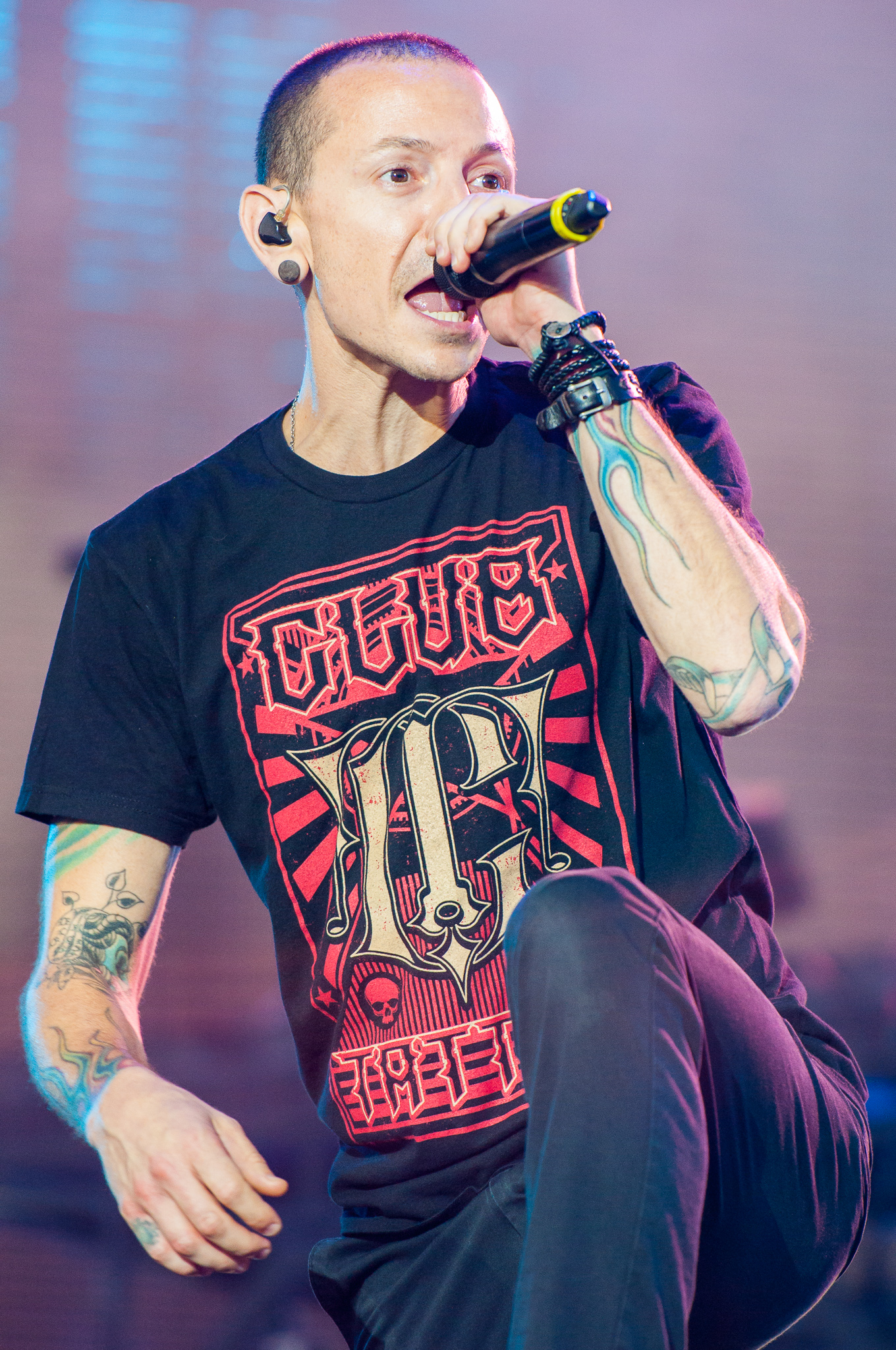
Chester Bennington

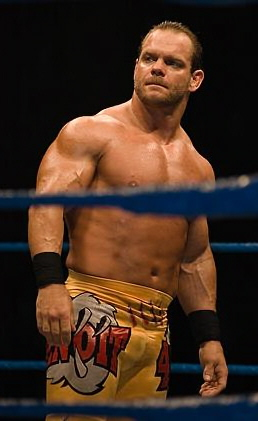
Chris Benoit

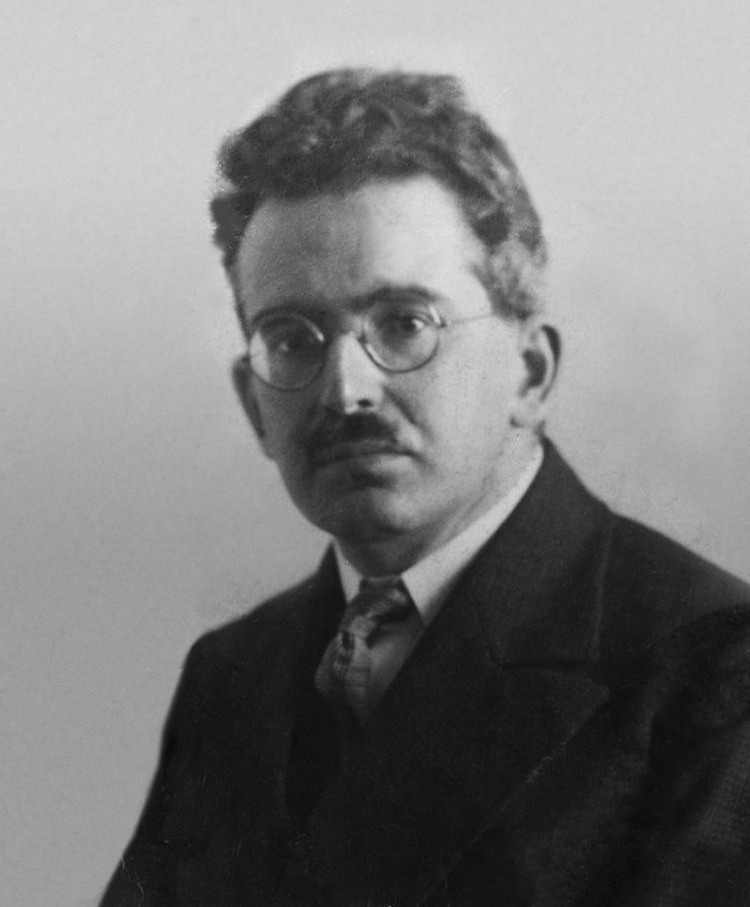
Walter Benjamin

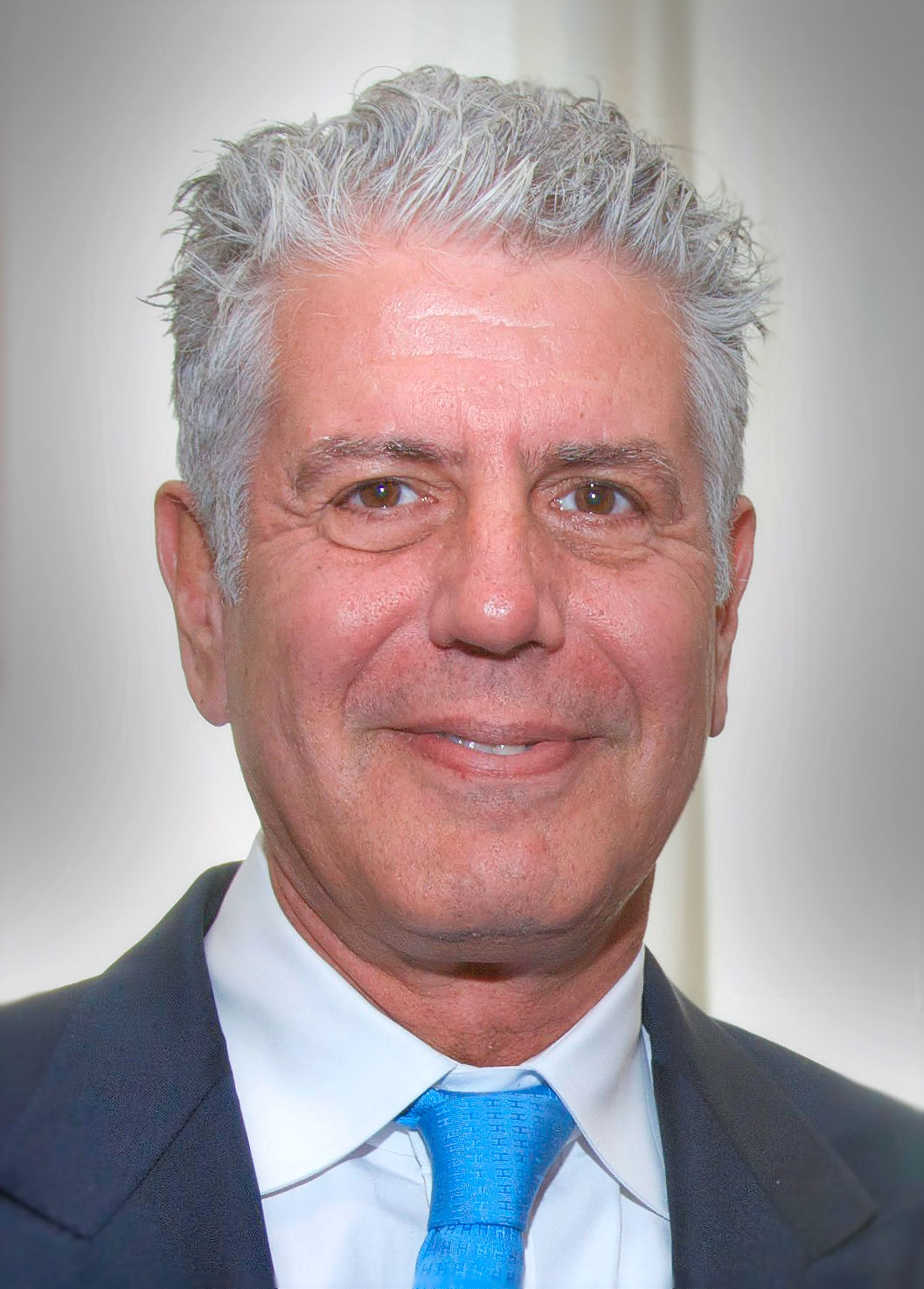
Anthony Bourdain

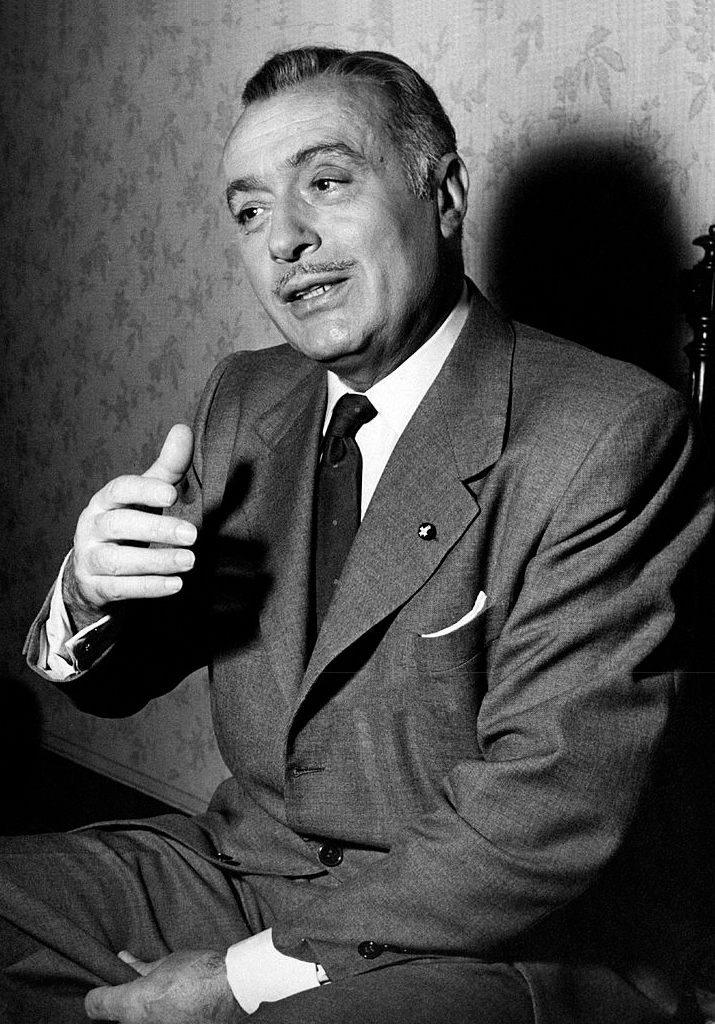
Charles Boyer

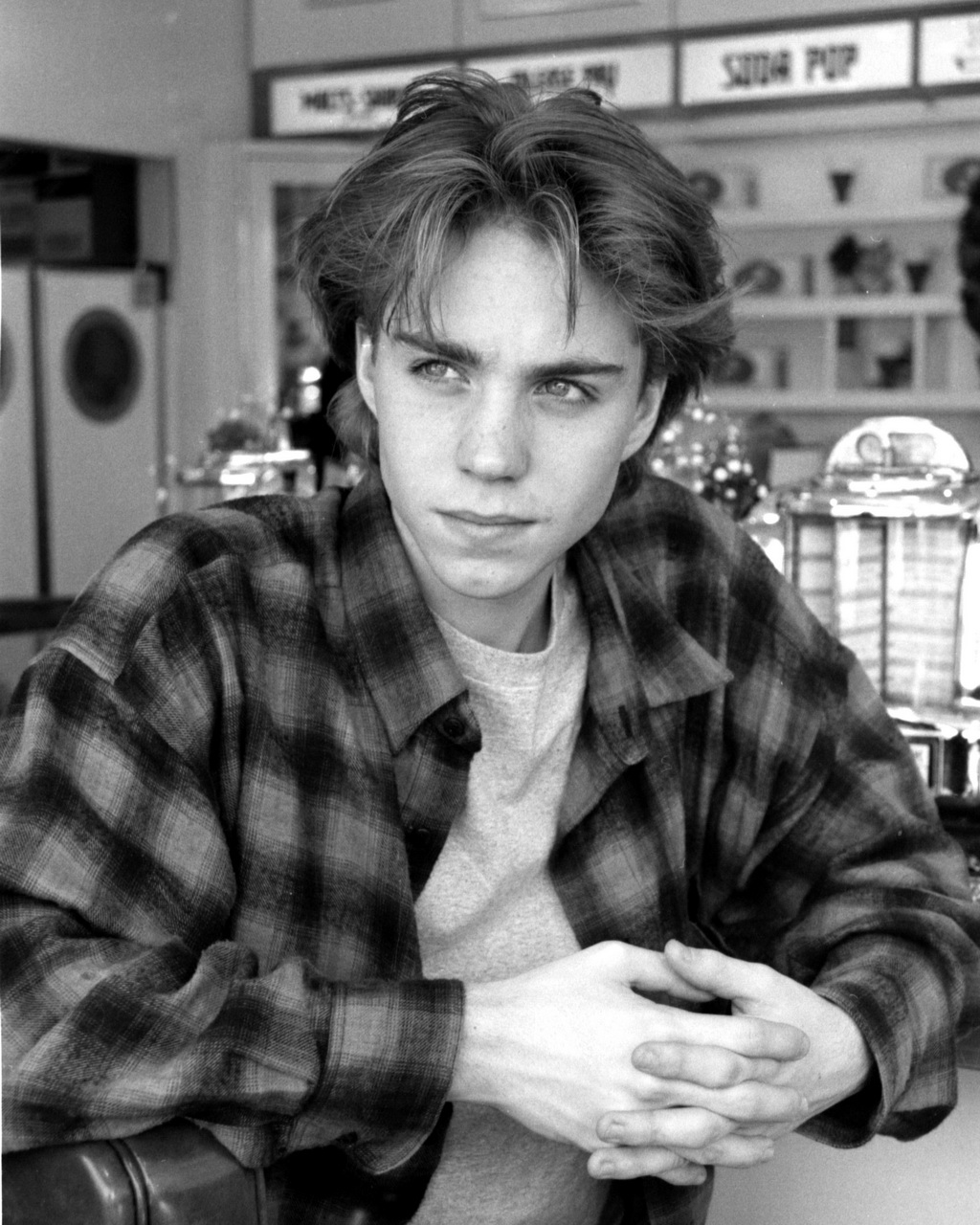
Jonathan Brandis

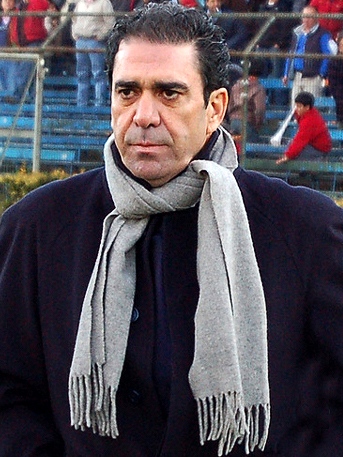
Eduardo Bonvallet

- Andreas Baader (1977), líder do grupo guerrilheiro alemão Fração do Exército Vermelho, disparo por arma de fogo[65]
- Angie B. Dickinson (2007), atriz americana, asfixia[66]
- Josef Bachmann (1970), anticomunista alemão que realizou uma tentativa de assassinato contra o líder do movimento estudantil alemão Rudi Dutschke, asfixia[67]
- Faith Bacon (1956), atriz e dançarina burlesca americana, pulou da janela do hotel[68]
- Abu Bakr al-Baghdadi (2019), terrorista islâmico nascido no Iraque e líder do Estado Islâmico do Iraque e do Levante, detonação de um colete suicida[69]
- Bai Qi (257 a.C.), general chinês e comandante do exército Qin, cortou sua garganta com uma espada[70]
- David Bairstow (1998), jogador de críquete inglês, enforcamento[71]
- James Robert Baker (1997), escritor americano, asfixia[72]
- Mark Balelo (2013), membro do elenco americano do reality show "Storage Wars'", asfixia por monóxido de carbono[73]
- Joe Ball (1938), assassino em série americano, arma de fogo
- José Manuel Balmaceda (1891), Presidente do Chile, arma de fogo[74]
- Lou Bandy (1959), cantor e comediante holandês[75]
- Pratyusha Banerjee (2016), atriz indiana, enforcamento[76]
- Somen Banerjee (1994), empresário indiano, cofundador da trupe de dança Chippendales e criminoso condenado, enforcamento[77]
- Herculine Barbin (1868), memorialista francês intersexo, asfixia por gás[78]
- Erich Bärenfänger (1945), general alemão[79]
- Robert Hayward Barlow (1951), escritor e antropólogo americano, overdose de barbitúricos[80]
- Boris Barnet (1965), diretor de cinema russo, enforcamento[81]
- Mark O. Barton (1999), assassino em sequência americano, disparo por arma de fogo[82]
- Ralph Barton (1931), artista americano, disparo por arma de fogo.
- Diana Barrymore, (1960), atriz americana. Overdose de medicamentos.
- Johanna Bassani (2020), esquiadora e saltadora de esqui austríaca nórdica
- Pierre Batcheff (1932), ator francês, overdose de barbital[83]
- Simone Battle (2014), cantora pop americana e membro da banda G.R.L., enforcamento
- Herb Baumeister (1996), assassino em série americano, disparo por arma de fogo[84]
- J. Clifford Baxter (2002), executivo americano da Enron Corporation, disparo por arma de fogo[85]
- Melli Beese (1925), primeira aviadora alemã, disparo por arma de fogo[86]
- Ari Behn (2019), escritor e pintor norueguês[87]
- Jovan Belcher (2012), jogador de futebol americano, disparo por arma de fogo após matar sua namorada[88]
- Peter Bellamy (1991), músico folk inglês e membro da banda The Young Tradition[89]
- Helena Belmonte (2014), modelo filipina, saltou de um edifício[90]
- Malik Bendjelloul (2014), documentarista sueco, pulou na frente de um trem em movimento[91][92][93][94]
- Brenda Benet (1982), atriz americana de televisão e cinema, disparo por arma de fogo[90]
- Walter Benjamin (1940), filósofo, teórico da cultura e crítico literário judeu-alemão, overdose de morfina[95]
- Jill Bennett (1990), atriz inglesa, overdose de secobarbital[96]
- Chester Bennington (2017), vocalista americano do Linkin Park, enforcamento[97]
- Louis Bennison (1929), ator americano, arma de fogo[98]
- Chris Benoit (2007), lutador profissional canadense, enforcamento após estrangular sua esposa e filho[99]
- Pierre Bérégovoy (1993), político e primeiro-ministro francês, arma de fogo[100]
- David Berman (2019), músico e poeta americano, enforcamento[101]
- Bruno Bettelheim (1990). Psicólogo e escritor austríaco americano, asfixia com saco plástico[102]
- Paul Bhattacharjee (2013), ator britânico, saltou de um penhasco[103]
- Brian Bianchini (2004), modelo americano, enforcamento[104]
- Steve Bing (2020), empresário e produtor de cinema americano, saltou do 27º andar de um prédio[105]
- Bob Birch (2012), músico americano, disparo por arma de fogo[106]
- David Birnie (2005), assassino em série e estuprador australiano, enforcamento[107]
- Eli M. Black (1975), CEO da United Fruit Co., saltou de um prédio[108]
- Quinto Júnio Bleso (31 d.C.), cônsul romano, geral e governador da África Proconsular, atirou-se sobre sua espada[109]
- Jeremy Blake (2007), artista americano, afogamento[110]
- Clara Blandick (1962), atriz americana de teatro e cinema. Overdose de pílulas para dormir.[111]
- Adele Blood (1936), atriz americana, disparo de arma de fogo[112]
- Clara Bloodgood (1907), atriz americana da Broadway, arma de fogo[113]
- Caio Blossius (c. 129 a.C.), filósofo romano e conselheiro de Tibério Graco e Eumenes III[114]
- Isabella Blow (2007), editora de revista inglesa e musa do estilista Alexander McQueen, envenenamento[115]
- Bonoso (280 d.C.), usurpador romano, enforcamento[116]
- Eduardo Bonvallet (2015), jogador de futebol e analista da Copa do Mundo do Chile, enforcamento[117]
- Jeremy Michael Boorda (1996), Chefe de Operações Navais dos Estados Unidos, disparo por arma de fogo no peito[118]
- Éric Borel (1995), spree killer e estudante francês, disparo por arma de fogo[119][120]
- Adrian Borland (1999), cantor e compositor inglês (membro das bandas The Outsiders e The Sound), saltou na frente de um trem em movimento[121]
- Martin Bormann (1945), chefe alemão da Chancelaria do Partido Nazista, envenenamento por cianeto[122]
- Jean-Louis Bory (1979), escritor francês, disparo de arma de fogo contra o peito[123]
- Yevgenia Bosch (1925), revolucionária bolchevique soviética, disparo por arma de fogo[124][125]
- Novak Bošković (2019), jogador de handebol da Sérvia, disparo por arma de fogo[126]
- Dmitry Bosov (2020), empresário e bilionário russo, disparo por arma de fogo[127][128]
- Mohamed Bouazizi (2011), vendedor ambulante tunisiano importante no contexto da Primavera Árabe, autoimolação[129]
- Boudica (61 d.C.), Rainha dos Icenos, envenenamento[130]
- Georges Boulanger (1891), general e político francês, disparo por arma de fogo[131]
- Dallen Bounds (1999), assassino em série americano, disparo por arma de fogo[132]
- Anthony Bourdain (2018), chef americano, escritor e personalidade da televisão, enforcamento[133][134]
- Tommy Boyce (1994), compositor americano, disparo por arma de fogo[135]
- Karin Boye (1941), escritora sueca[136]
- Charles Boyer (1978), ator francês, overdose de secobarbital[137]
- Jonathan Brandis (2003), ator americano, enforcamento[138]
- Cheyenne Brando (1995), modelo e atriz taitiana, enforcamento[139][140]
- Charlie Brandt (2004), assassino em série americano, enforcamento[141]
- Mike Brant (1975), celebridade israelense, saltou de seu prédio em Paris[142]
- Robert Eugene Brashers (1999), assassino em série americano, disparo por arma de fogo[143]
- Eva Braun (1945), fotógrafa alemã e esposa de Adolf Hitler, envenenamento por cianeto[144]
- Richard Brautigan (1984), escritor americano, arma de fogo[145]
- Breno (279 a.C.), líder tribal e general gaulês, automutilação[146]
- James E. Brewton (1967), pintor e gravador americano, disparo por arma de fogo[147]
- Lilya Brik (1978), escritora e socialite russa, overdose de ansiolíticos[148]
- Molly Brodak (2020), poetisa, escritora e padeira norte-americana[149]
- Herman Brood (2001), pintor e músico de rock holandês, saltou do telhado de um hotel[150][151]
- Joseph Brooks (2011), roteirista, diretor, produtor e compositor americano, asfixia[152]
- May Brookyn (1894), atriz de teatro britânica, overdose de ácido carbólico[153][153]
- John Munro Bruce (1901), empresário australiano, pai do primeiro-ministro Stanley Bruce[154]
- Jürgen Brümmer (2014), ginasta olímpico alemão, saltou do viaduto Koersch após sufocar seu filho[155]
- Marco Júnio Bruto, o Jovem (42 a.C.), político romano e conspirador para assassinar Júlio César, atirou-se em sua espada[156]
- David Buckel (2018), advogado americano de direitos LGBT e ativista ambiental, autoimolação no Brooklyn[157]
- Randy Budd (2016), empresário americano cuja esposa, Sharon, foi gravemente ferida e desfigurada por pedras disparadas contra seu carro um viaduto, disparo por arma de fogo[158]
- Eustace Budgell (1737), escritor e político inglês, afogamento no rio Tamisa[159]
- Brad Bufanda (2017), ator americano, saltou de um prédio[160]
- Dale Buggins (1981), motociclista acrobático australiano, disparo por arma de fogo[161]
- Wilhelm Burgdorf (1945), general alemão e adjutor chefe de Adolf Hitler, disparo por arma de fogo[162]
- Dan Burros (1965), neonazista, judeu americano e membro da Ku Klux Klan, disparo de arma de fogo na cabeça[163]
- Agosto Anheuser Busch Sr. (1934), CEO americano da Anheuser-Busch, disparo por arma de fogo[164]
- Germán Busch Becerra (1939), militar boliviano e 41º e 43º presidente da Bolívia, disparo por arma de fogo[165]
- Camilo Castelo Branco (1890), escritor romântico português, disparo por arma de fogo

### C

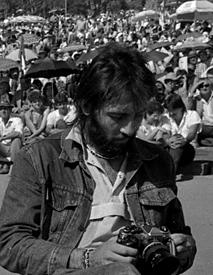
Kevin Carter

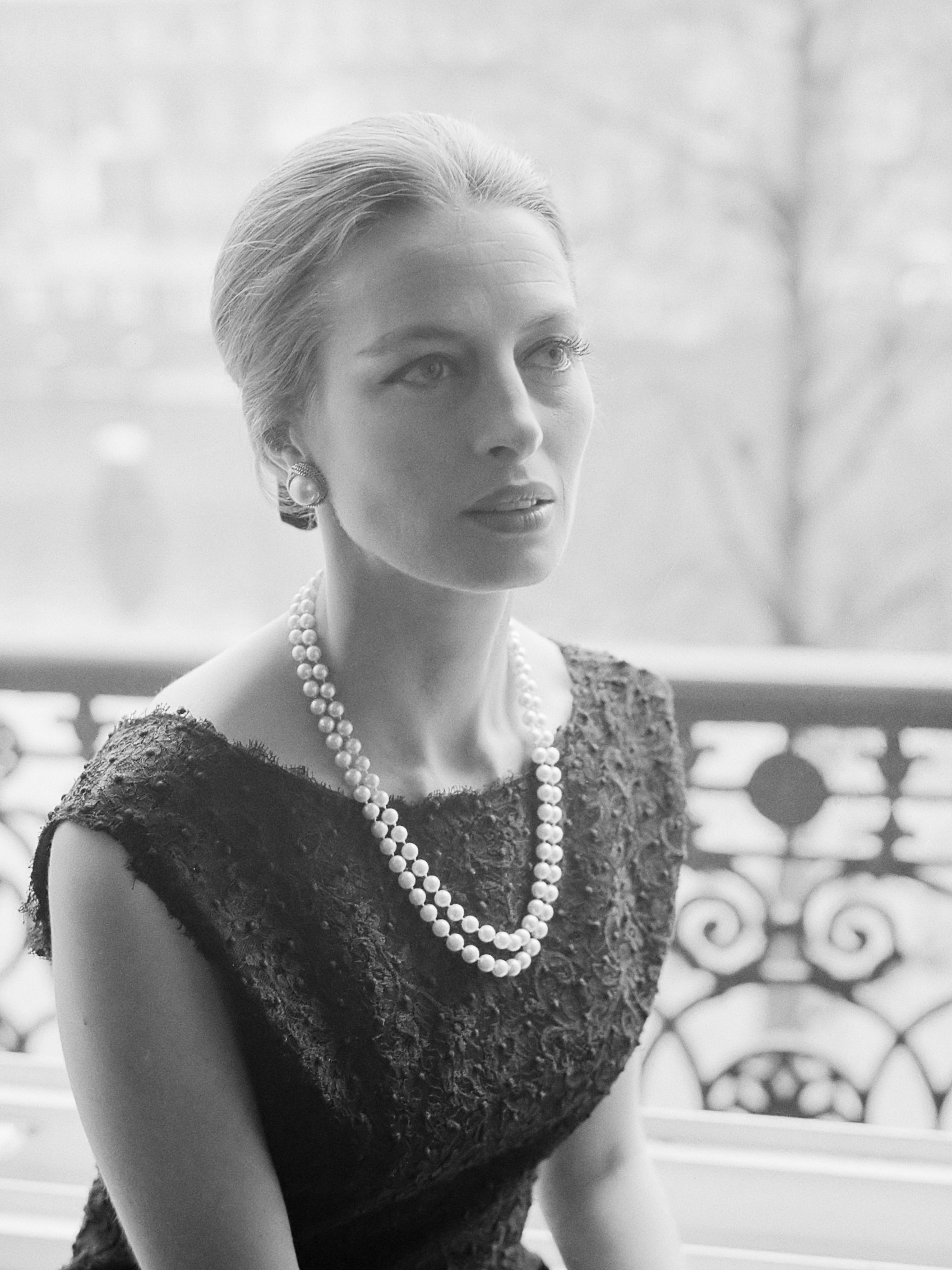
Capucine

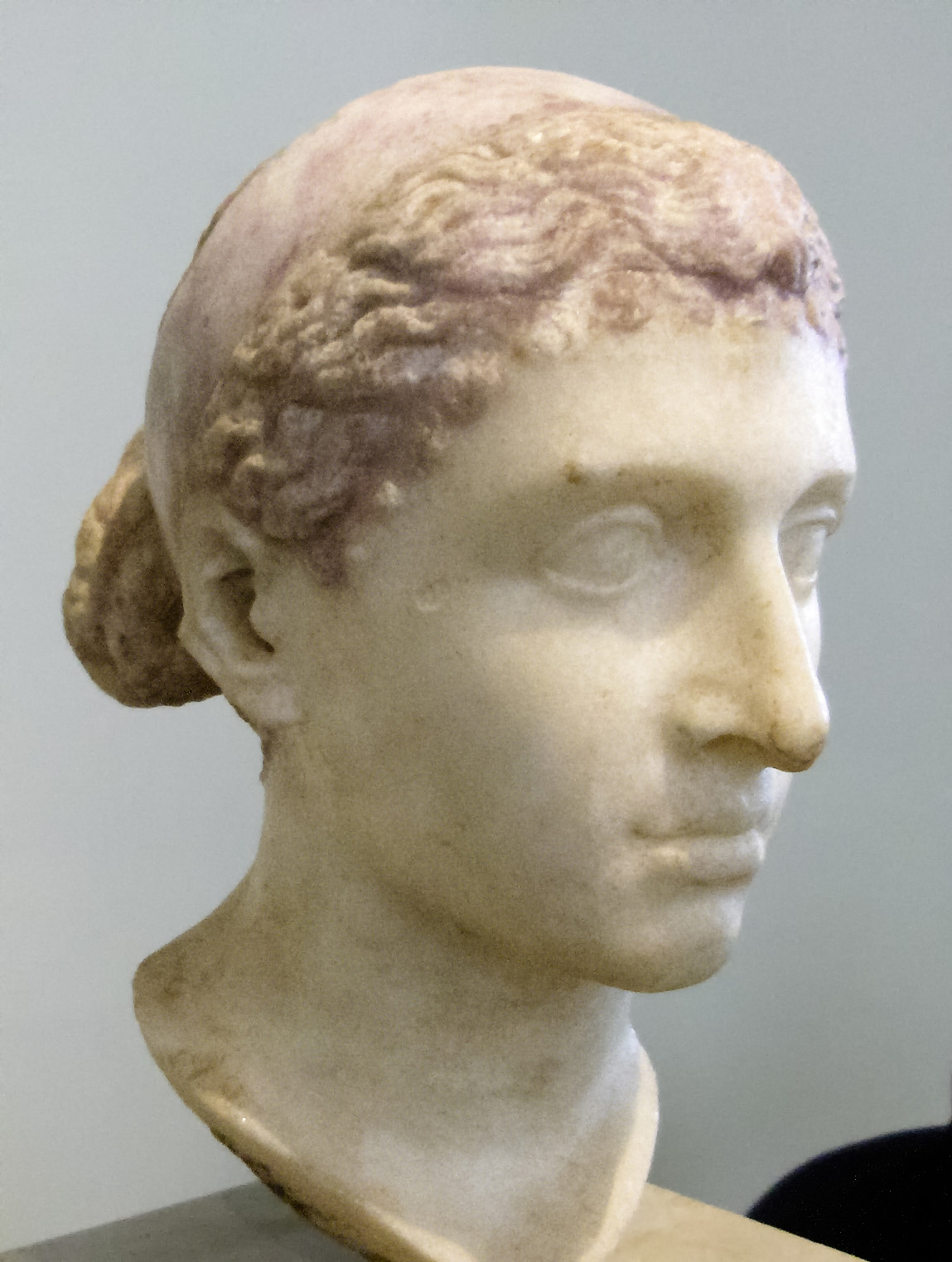
Cleópatra

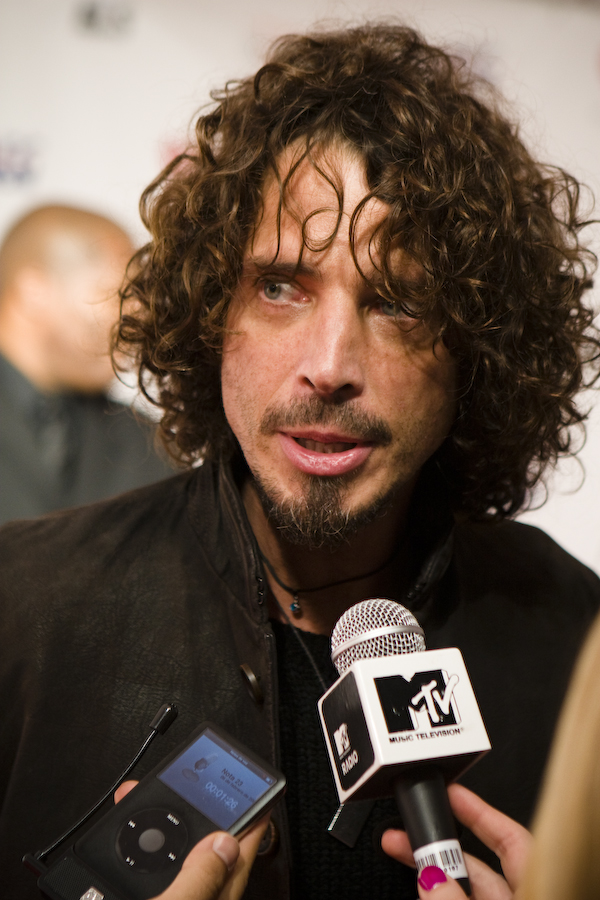
Chris Cornell

Ian Curtis

- Camila de Castro (2005) atriz pornográfica brasileira, atirou-se do sétimo andar do prédio que morava[166][carece de fonte melhor]
- Calanus [en] (323 a.C.), gimnosofista indiano e companheiro de Alexandre, o Grande, autoimolação[167]
- Novius Calavius (314 a.C.), nobre da Campânia, líder de uma insurreição anti-romana[168]
- Lúcio Arrúncio Camilo Escriboniano (42 d.C.), político romano, cônsul e rebelde contra o imperador Cláudio[169]
- Donald Cammell (1996), diretor de cinema escocês, disparo por arma de fogo[170]
- Homaro Cantu (2015), chef americano, enforcamento[171]
- Capital Steez (2012), artista americano de hip-hop, pulou do telhado da sede do Cinematic Music Group em Manhattan[172][173]
- Capucine (1990), atriz e modelo francesa, saltou de um apartamento no oitavo andar[174]
- George Caragonne (1995), escritor americano de histórias em quadrinhos, saltou do 45º andar do Marriott Marquis Hotel em Manhattan[175]
- Wallace Carothers (1937), inventor americano do náilon, envenenamento por cianeto[176]
- Dora Carrington (1932), artista inglesa, disparo por arma de fogo[177]
- Kevin Carter (1994), fotojornalista sul-africano, asfixia por monóxido de carbono[178]
- Tim Carter (2008), jogador de futebol inglês, enforcamento[179][180]
- Justina Casagli (1841), cantora de ópera sueca, saltou de uma janela[181][182]
- Finn MW Caspersen (2009), financista e filantropo americano, disparo por arma de fogo[183][184]
- Caio Cássio Longino (42 a.C.), político romano, general e conspirador para assassinar Júlio César, atirou-se sobre sua espada[185]
- Ariel Castro (2013), sequestrador, estuprador e assassino porto-riquenho-americano, enforcamento[186]
- Fidel Castro Díaz-Balart (2018), físico nuclear cubano, filho de Fidel Castro[187]
- Kelly Catlin (2019), campeã americana de ciclismo[188]
- Catão, o Jovem (46 a.C.), estadista e político romano, apunhalamento com espada[189]
- Paul Celan (1970), poeta romeno, afogamento no rio Sena[190]
- Walmor Chagas (2013), ator brasileiro, matou-se com um tiro de arma de fogo na cabeça[191]
- Champignon (2013), músico brasileiro, baixista do Charlie Brown Jr., disparo por arma de fogo na cabeça[192]
- Joseph Newton Chandler III (2002), ladrão de identidades, disparo por arma de fogo[193]
- Pierre Chanal (2003), assassino em série francês, cortou a artéria femoral[194]
- Iris Chang (2004), historiadora e escritora americana, disparo por arma de fogo contra a cabeça[195]
- Charmion (30 a.C.), servo e conselheiro de Cleópatra[196]
- Richard Chase (1980), assassino em série americano, overdose de antidepressivos[197]
- Thomas Chatterton (1770), poeta e falsificador inglês, envenenamento por arsênico[198]
- Danny Chen (2011), soldado sino-americano do Exército dos Estados Unidos, disparo por arma de fogo[199]
- Vic Chesnutt (2009), cantor e compositor americano, overdose de relaxantes musculares[200][201]
- Leslie Cheung (2003), cantor e ator de Hong Kong, saltou do 24º andar do hotel Mandarin Oriental[202]
- Chimalpopoca (1428), imperador de Tenochtitlán, enforcamento[203]
- Seung-Hui Cho (2007), estudante universitário americano que perpetrou o Massacre de Virginia Tech, disparo por arma de fogo[204]
- Choi Jin-sil (2008), atriz sul-coreana, enforcamento[205]
- Choi Jin-young (2010), ator e cantor sul-coreano, enforcamento[206]
- Chongzhen (1644), imperador chinês da dinastia Ming[207]
- David Christie (1997), cantor francês[208]
- Brian Christopher Lawler (2018), lutador profissional americano, enforcamento[209][210]
- Christine Chubbuck (1974), repórter de televisão americana, disparo por arma de fogo[211]
- Chung Doo-un (2019), político sul-coreano[212]
- Diana Churchill (1963), filha mais velha do primeiro-ministro britânico Winston Churchill, overdose de barbitúricos[213]
- Frank Churchill (1942), compositor de cinema americano, disparo por arma de fogo[214]
- Jeremiah Clarke (1707), compositor e organista barroco inglês, disparo por arma de fogo[215][216]
- Paul Clayton (1967) Cantor e folclorista americano, eletrocução[217]
- Tyler Clementi (2010), estudante da Universidade Rutgers, saltou da ponte George Washington[218]
- Robert George Clements (1947), médico irlandês e suspeito de assassinato, overdose de morfina[219]
- Cleomenes I (c. 489 a.C.), Rei de Esparta, cortou-se da canela à barriga[220]
- Cleomenes III (219 a.C.), Rei de Esparta[221]
- Cleombroto de Ambrácia (após 399 a.C.), filósofo grego, conhecido de Sócrates e Platão[222]
- Cleópatra (30 a.C.), Rainha do Egito, induzindo uma víbora-áspide a mordê-la
- Kurt Cobain (1994), vocalista americano da banda Nirvana, disparo por arma de fogo[223]
- Ray Combs (1996), comediante, ator e apresentador de game show de televisão americano, enforcamento[224][225]
- Camila María Concepción (2020), roteirista americana e ativista pelos direitos dos transgêneros[226]
- Adolfo Constanzo (1989), assassino em série americano, traficante de drogas, feiticeiro e líder de culto, ordenou que um seguidor atirasse nele[227]
- Tarka Cordell (2008), músico britânico, enforcamento[228]
- Chris Cornell (2017), músico, cantor e compositor americano (membro das bandas Soundgarden, Audioslave e Temple of the Dog), enforcamento após um show[229]
- Tony Costa (1974), assassino em série americano, enforcamento[230]
- John Coughlin (2019), patinador artístico americano,[231] enforcamento[232]
- Hart Crane (1932), poeta americano, saltou do navio[233]
- Carolyn Craig, (1970) , atriz americana, baleamento por arma de fogo.
- Robert W. Criswell (1905), humorista e jornalista americano, pulou na frente de um trem de metrô[234]
- Dennis Crosby (1991), cantor e ator americano, disparo por arma de fogo[235]
- Lindsay Crosby (1989), cantora e ator americana, disparo por arma de fogo[236]
- Charles Crumb (1992), escritor americano de quadrinhos e artista e irmão do cartunista Robert Crumb , overdose[237]
- Andrew Cunanan (1997), assassino em série americano, disparo por arma de fogo[238]
- Lester Cuneo (1925), ator americano, disparo por arma de fogo[239]
- Patricia Cutts (1974), atriz de cinema e televisão inglesa, overdose de barbitúricos[240]
- Adam Czerniaków (1942), senador judeu polonês e chefe do Gueto de Varsóvia Judenrat, envenenamento por cianeto[241]

### D

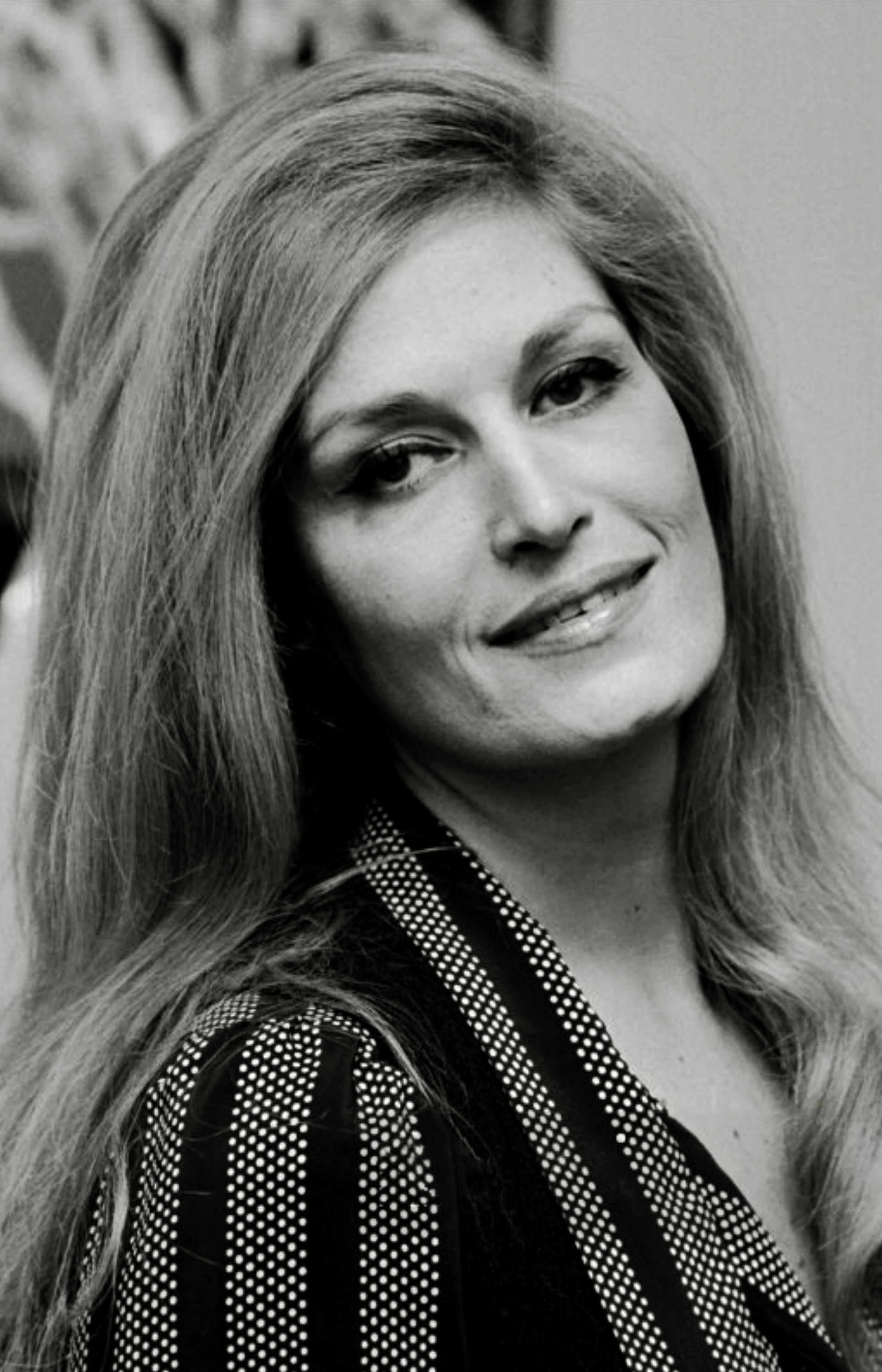
Dalida

Gilles Deleuze

Nick Drake

- Dalida (1987), cantora franco-italiana, overdose de barbitúricos[242][243]
- Karl Dane(1934), ator de cinema mudo americano, arma de fogo[244][245][246][247]
- Laurie Dann (1988), assassina e incendiária americana, disparo por arma de fogo contra a cabeça[248]
- Monika Dannemann (1996), patinadora e pintora alemã, asfixia por monóxido de carbono[249]
- Bella Darvi (1971), atriz polonesa, asfixia[250]
- Ali-Akbar Davar (1937), político iraniano, juiz e fundador do sistema judicial moderno do Irã, overdose de ópio[251]
- Brad Davis (1991), ator americano, overdose assistida de barbitúricos[252]
- Charlotte Dawson (2014), apresentadora de TV australiana, enforcamento[253][254]
- Osamu Dazai (1948), escritor japonês, afogamento no Aqueduto Tamagawa[255]
- Alice de Janzé (1941), herdeira americana, arma de fogo[256]
- Decêncio (353 DC), usurpador romano[257]
- Guy Debord (1994), filósofo francês e fundador da Internacional Situacionista, arma de fogo[258]
- Jeanine Deckers (1985), musicista belga conhecida como Singing Nun, overdose de sedativos[259]
- Albert Dekker (1968), ator conhecido pelo filme de ficção científica Dr. Cyclops, asfixiação auto-erótica[260][261]
- Gilles Deleuze (1995), filósofo francês, atirou-se pela janela do seu apartamento em Paris[262]
- Peter Delmé (1770), político inglês, arma de fogo[263]
- Brad Delp (2007), cantor e compositor americano (membro das bandas Boston e RTZ), asfixia por monóxido de carbono[264]
- Penélope Delta (1941), escritora grega, envenamento[265][266][267]
- Demônax (c. 170 DC), filósofo cínico cipriota grego, inanição[268]
- Demóstenes (322 a.C.), estadista grego, envenenamento[269]
- Don Cornelius, (2012), Apresentador de Televisão afro-americano. Um tiro na cabeça.
- Karl Denke (1924), assassino em série alemão, enforcamento[270]
- Jerry Desmonde (1967), ator inglês[271]
- Patrick Dewaere (1982), ator francês, disparo por arma de fogo[272]
- Diaeus (146 a.C.), estratego grego da Liga Aqueia, envenamento[273]
- Ding Ruchang (1895), almirante chinês, overdose de ópio[274]
- Dioxipo (c. 336 a.C.), praticante de pancrácio e campeão olímpico da Grécia Antiga, atirou-se sobre sua espada[275]
- Tove Ditlevsen (1976), poeta e escritor dinamarquês[276]
- Dipendra do Nepal (2001), Rei do Nepal e perpetrador do Massacre da Família Real do Nepal, disparo por arma de fogo contra a cabeça[277]
- Thomas M. Disch (2008), escritor americano, disparo por arma de fogo[278]
- Adriaan Ditvoorst (1987), diretor de cinema e roteirista holandês, afogamento[279]
- Júlia Domna (217 DC), imperatriz romana, segunda esposa do imperador Septímio Severo[280]
- Christopher Dorner (2013), policial americano, disparo por arma de fogo[281]
- Michael Dorris (1997), romancista americano, overdose de ansiolíticos com vodka e asfixia[282]
- Cibele Dorsa (2011), atriz e modelo brasileira, atirou-se do 7° andar do prédio que morava, dois meses após o suicídio do noivo[283]
- Jon Dough (2006), ator pornográfico americano, enforcamento[284]
- Edward Downes (2009), maestro inglês, suicídio assistido junto com sua esposa, Lady Joan Downes, na clínica Dignitas na Suíça[285]
- Charmaine Dragun (2007), locutora de notícias da televisão australiana, saltou do The Gap[286]
- Nick Drake (1974), cantor e compositor inglês, overdose de amitriptilina[287]
- Henry Dreyfuss, Designer Industrial Americano (1972), matou-se juntamente com sua esposa Doris Dreyfuss por envenenamento por monóxido de carbono.
- Marco Lívio Druso Cláudio (42 a.C.), senador romano[288]
- Pete Duel (1971), ator americano. Disparo por arma de fogo na cabeça.
- Dave Duerson (2011), jogador de futebol americano nos clubes Chicago Bears, New York Giants e Arizona Cardinals, disparo por arma de fogo no peito[289]
- Theresa Duncan (2007), designer de jogos eletrônicos, blogueira, cineasta e crítica americana, overdose de paracetamol e álcool[290]
- R. Budd Dwyer (1987), político americano, disparo por arma de fogo[291][292]

### E

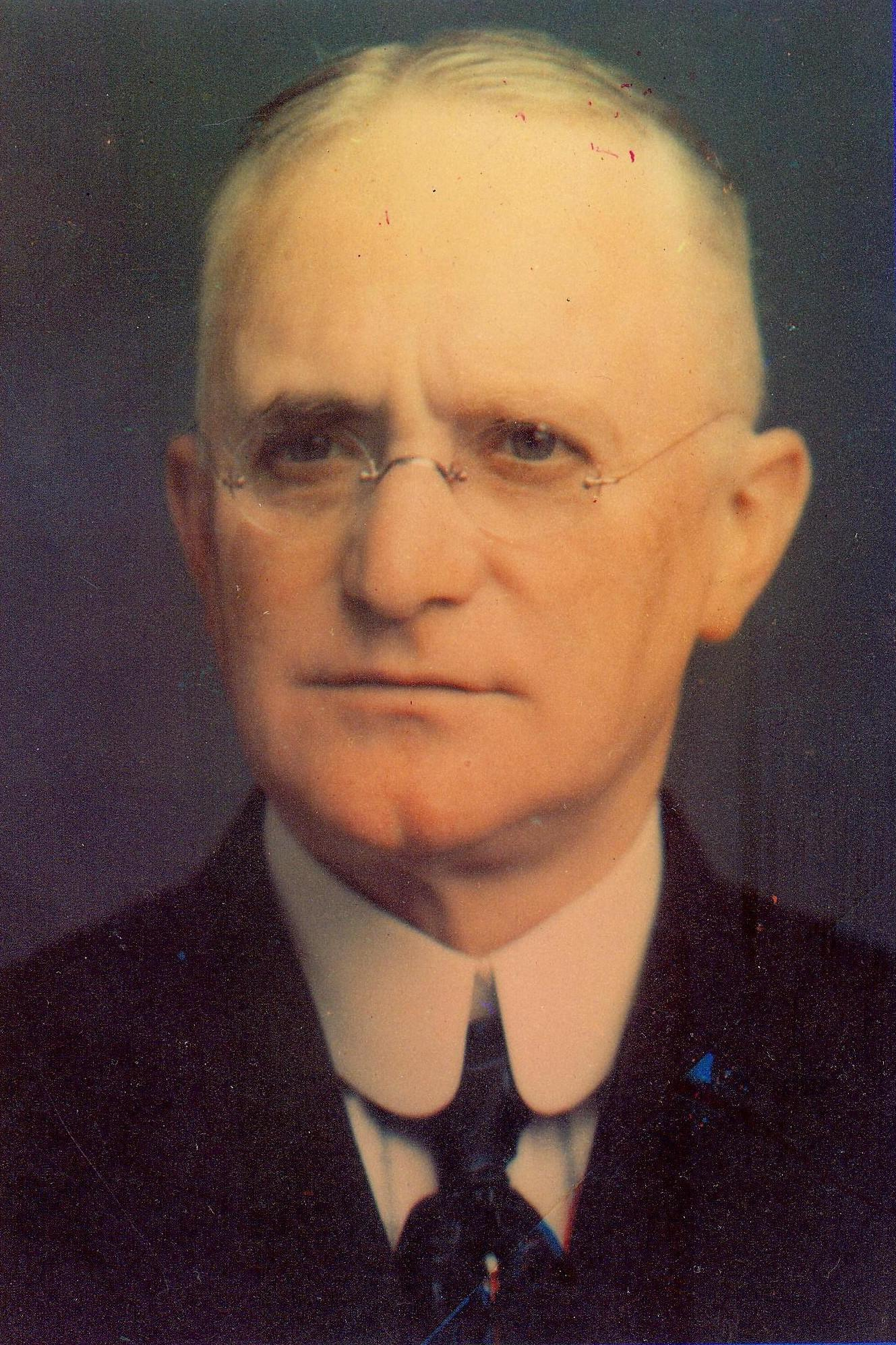
George Eastman

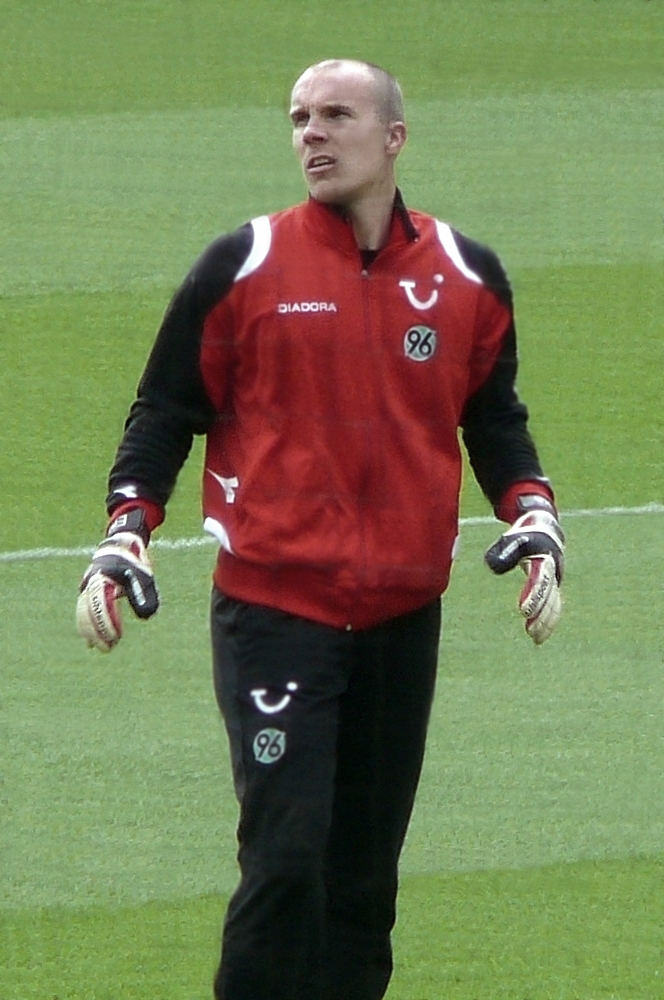
Robert Enke

- George Eastman (1932), inventor e filantropo americano, disparo por arma de fogo no coração[293]
- Volker Eckert (2007), assassino em série alemão, enforcamento[294]
- Edward I. Edwards (1931), político americano, disparo por arma de fogo na cabeça[295]
- Mack Ray Edwards (1971), assassino em série americano, enforcamento[296]
- Naima El Bezaz (2020), escritora marroquina[297]
- Keith Emerson (2016), músico inglês, tecladista e compositor, membro das bandas The Nice e Emerson, Lake & Palmer, disparo por arma de fogo na cabeça[298]
- Empédocles (c. 430 a.C.), filósofo grego, atirou-se do vulcão Etna[299][300]
- Robert Enke (2009), jogador de futebol alemão, atirou-se contra um trem em movimento[301]
- Gudrun Ensslin (1977), guerrilheira alemã e uma das fundadoras da Fração do Exército Vermelho, enforcamento[302]
- Peg Entwistle (1932), atriz norte-americana de origem galesa, saltou do letreiro de Hollywood[303]
- Epícaris (65 d.C.), prostituta romana e membra da conspiração de Pisão, enforcamento com uma faixa de pano[304]
- Eratóstenes (194 a.C.), polímata grego e bibliotecário-chefe da Biblioteca de Alexandria, inanição[305]
- Hermenerico (376 d.C.), último rei dos grutungos[306]
- Etika (2019), YouTuber e streamer americano, afogamento após saltar da Ponte de Manhattan[307]
- Eufrates (118 d.C.), filósofo estoico romano, envenenamento por cicuta[308]
- Eurídice II da Macedônia (317 a.C.), Rainha da Macedônia Antiga, enforcamento[309]
- Tom Evans (1983), músico e compositor inglês, membro da banda Badfinger, enforcamento[310]
- Richard Evonitz (2002), assassino em série e sequestrador americano, disparo por arma de fogo[311]

### F

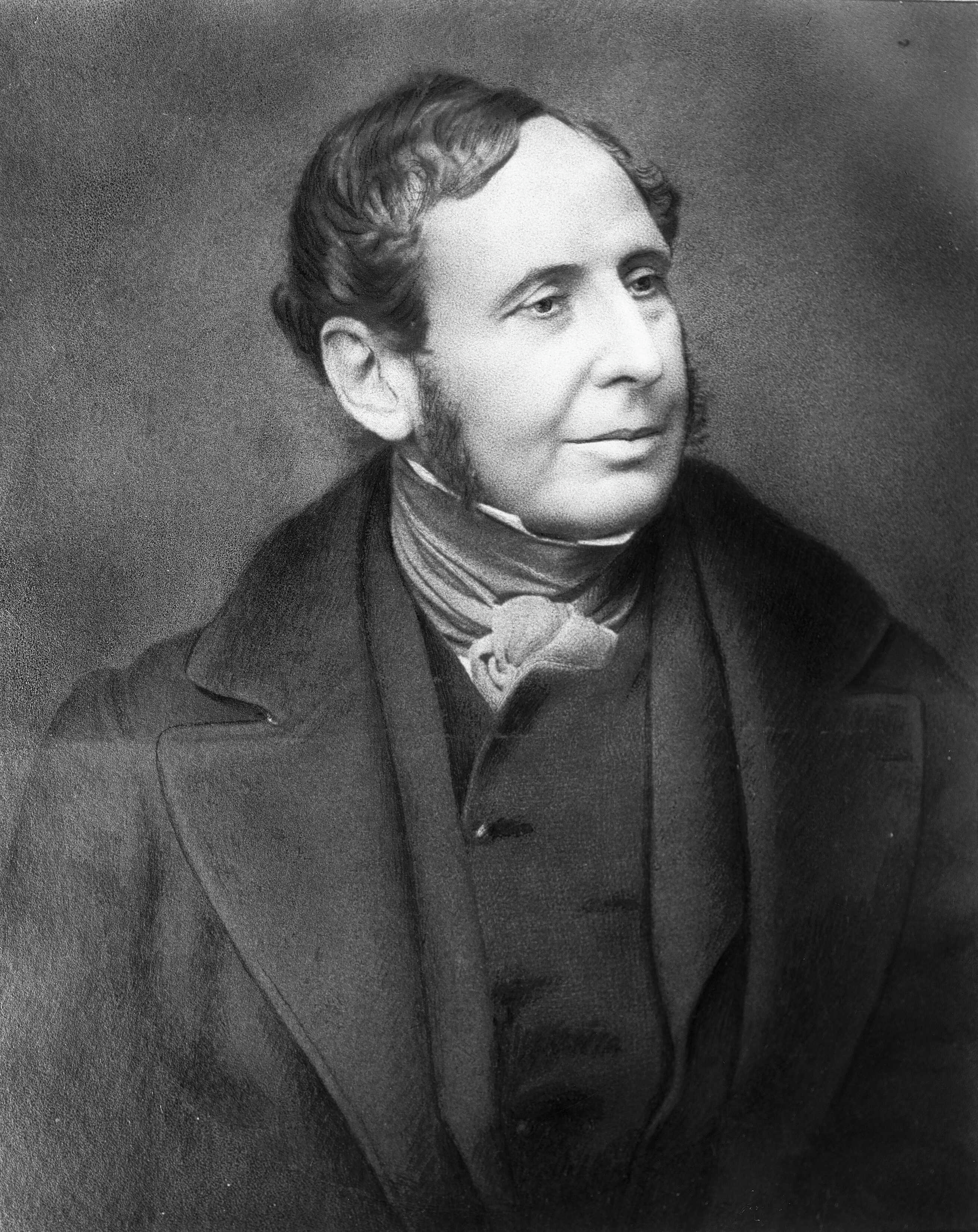
Robert FitzRoy

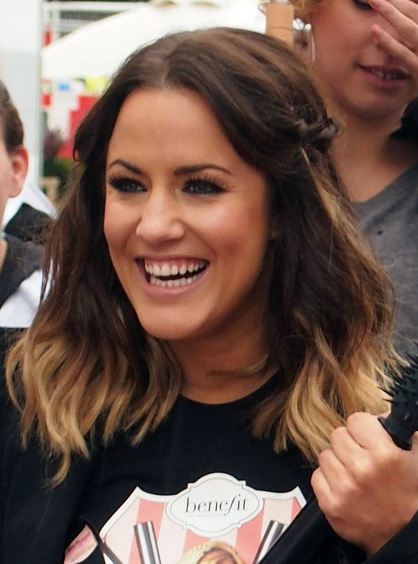
Caroline Flack

Keith Flint

- Angus Fairhurst (2008), artista inglês, enforcamento[312]
- Heloísa Faissol (2017), uma cantora, socialite e escritora brasileira, envenenamento por monóxido de carbono.
- Enevold de Falsen (1808), juiz da Suprema Corte da Noruega, afogamento[313]
- Moni Fanan (2009), gerente da equipe israelense de basquete Maccabi Tel Aviv BC, enforcamento[314]
- Fausto Fanti (2014), ator, humorista e músico brasileiro, enforcamento[315]
- Farah Jorge Farrah, (2017), médico e criminoso brasileiro. Corte na veia femoral
- Caio Fufício Fango (40 a.C.), general e político romano[316]
- Richard Farnsworth (2000), ator americano, disparo por arma de fogo[317]
- Justin Fashanu (1998), jogador de futebol britânico, enforcamento[318]
- René Favaloro (2000), cirurgião cardíaco argentino (criador da técnica cirúrgica da ponte aorto-coronária), disparo por arma de fogo no coração[319]
- José Feghali (2014), pianista brasileiro e vencedor do Competição Internacional de Piano Van Cliburn de 1985, disparo por arma de fogo contra a cabeça[320]
- Hans Fischer (1945), químico orgânico alemão laureado com o Nobel de Química de 1930[321]
- Hermann Emil Fischer (1919), químico alemão laureado com o Nobel de Química de 1902[322]
- Robert FitzRoy (1865), meteorologista, topógrafo e hidrógrafo  inglês, Governador-geral da Nova Zelândia da Nova Zelândia e capitão do navio HMS Beagle durante a segunda viagem de Charles Darwin, automultilação[323]
- Quinto Fúlvio Flaco (172 a.C.), cônsul romano, enforcamento[324]
- Caroline Flack (2020), apresentadora de rádio e televisão inglesa, enforcamento[325]
- Ed Flanders (1995), ator americano, disparo por arma de fogo[326]
- John Bernard Flannagan (1942), escultor americano[327]
- Frederick Fleet (1965), marinheiro inglês e vigia do RMS Titanic que foi o primeiro a avistar o iceberg que atingiria o navio, enforcamento[328]
- Keith Flint (2019), cantor e dançarino inglês do The Prodigy, enforcamento[329]
- Charley Ford (1884), criminoso americano, disparo por arma de fogo[330][331][332]
- José Fontana (1876), activista luso-suíço e um dos fundadores do Partido Socialista Português[333]
- Tom Forman (1926), ator, diretor e produtor americano, disparo por arma de fogo[334]
- André "Dédé" Fortin (2000), compositor, cantor e guitarrista canadense (Les Colocs), esfaqueamento[335]
- Vince Foster (1993), advogado americano e vice-conselheiro da Casa Branca de Bill Clinton, disparo por arma de fogo na boca[336][337]
- Jason David Frank (2022), ator e lutador de MMA americano, enforcamento[338]
- Wade Frankum (1991), assassino em massa australiano que perpetrou o massacre de Strathfield, disparo por arma de fogo[339]
- Kelly Fraser (2019), cantora e compositora pop canadense[340]
- Ryan Freel (2012), jogador profissional de beisebol americano, disparo por arma de fogo[341]
- Paul Frees, (1986), ator e dublador americano. Overdose de analgésicos.
- John Friedrich (1991), falsificador australiano, disparo por arma de fogo[342]
- Emil Fuchs (1929), escultor austríaco-americano, disparo por arma de fogo[343][344]
- Misao Fujimura (1902), estudante de filosofia e poeta japonês, saltou das Cataratas de Kegon[345]
- Anton Furst (1991), designer de produção inglês, saltou do oitavo andar de uma garagem[346]

### G

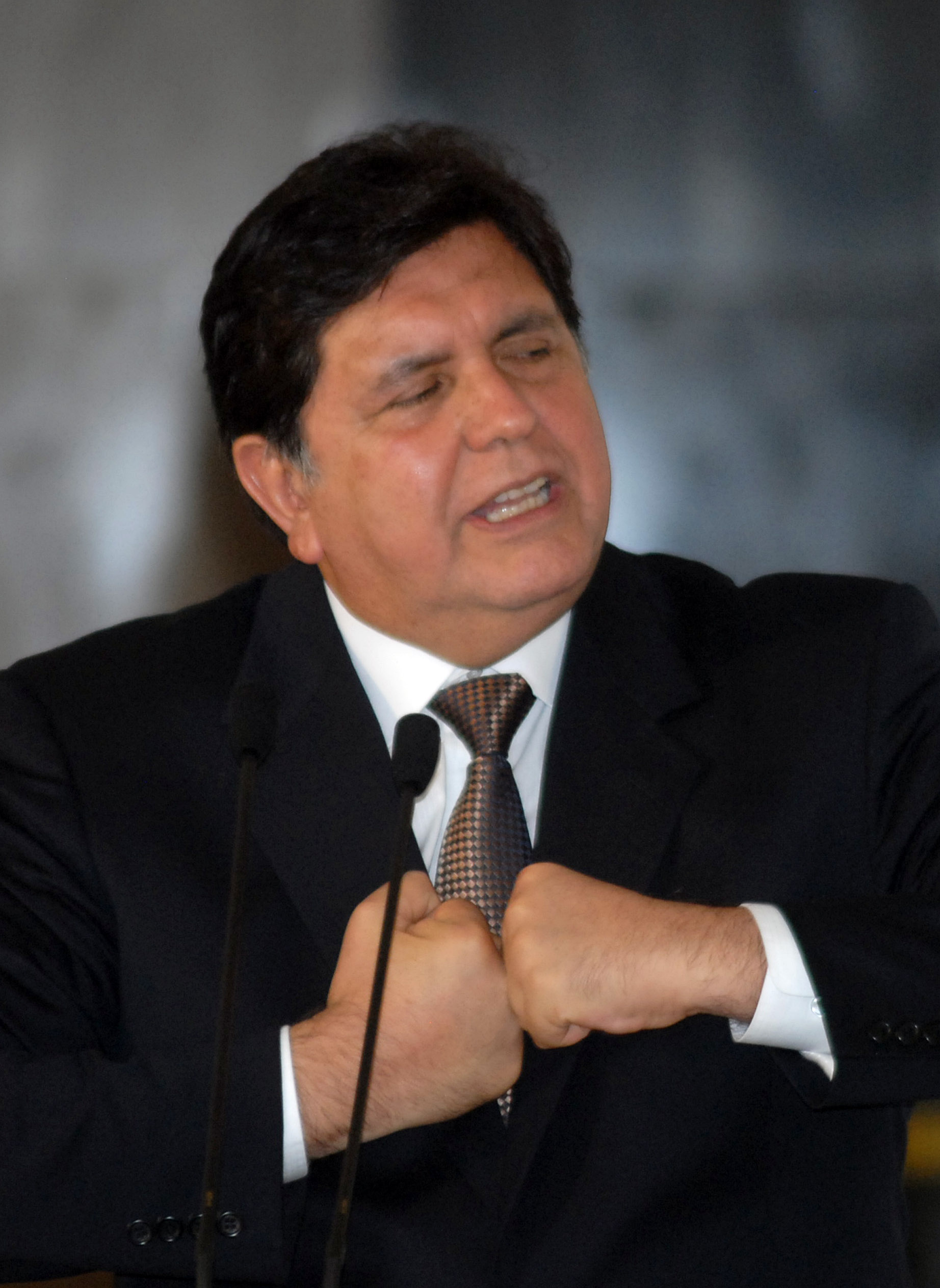
Alan García

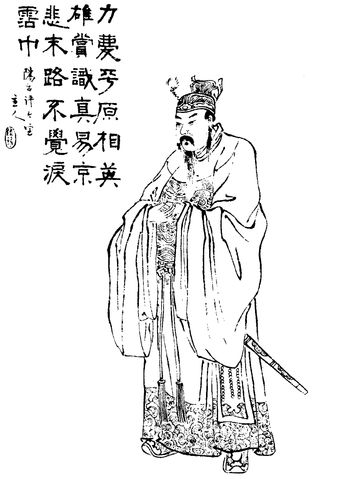
Gongsun Zan

- Vinicius Gageiro Marques (2006), músico brasileiro, asfixia por monóxido de carbono[347]
- Anthony Galindo (2020), cantor venezuelano[348]
- Alan García (2019), político peruano e presidente do Peru em dois períodos, disparo por arma de fogo[349]
- Jamir Garcia (2020), cantor filipino, vocalista da banda de rap metal Slapshock, enforcamento[350]
- Santiago García (2021), futebolista uruguaio, disparo por arma de fogo[351]
- Helen Palmer Geisel (1967), escritora, filantropa e atriz, overdose de barbitúricos[352]
- Babak Ghorbani (2014), lutador iraniano, overdose[353]
- Karl Giese (1938), arquivista alemão, curador do museu e parceiro de vida de Magnus Hirschfeld[354]
- Gildão (398 d.C.), general romano e líder rebelde berbere, enforcamento[355]
- Rex Gildo (1999), cantor e ator alemão, saltou da janela de seu apartamento[356]
- Sam Gillespie (2003), filósofo cujos escritos e traduções foram cruciais para a recepção inicial da obra de Alain Badiou na língua inglesa[357]
- Claude Gillingwater (1939), ator americano, disparo por arma de fogo[358]
- Charlotte Perkins Gilman (1935), escritora americana, overdose de clorofórmio[359]
- Kurt Gloor (1997), diretor de cinema, roteirista e produtor suíço[360]
- John Wayne Glover (2005), assassino em série australiano, enforcamento[361]
- Holly Glynn (1987), uma jovem inicialmente não identificada cujo corpo foi encontrado em Dana Point, atirou-se de um penhasco[362][363]
- Joseph Goebbels (1945), político e ministro da Propaganda nazista, disparo por arma de fogo ou envenenamento por cianeto[364][365]
- Magda Goebbels (1945), propagandista alemã e esposa de Joseph Goebbels, suicídio assistido por disparo de arma de fogo ou envenenamento[364][366]
- Gongsun Zan (199 d.C.), general e chefe militar chinês, ateando fogo em si mesmo e em sua família[367]
- David Goodall (2018), cientista, botânico e ecologista australiano, suicídio assistido por injeção letal[368][369]
- Gordiano I (238 d.C.), imperador romano, enforcamento[370]
- Adam Lindsay Gordon (1870), poeta australiano, disparo por arma de fogo[371]
- Lucy Gordon (2009), atriz e modelo inglesa, enforcamento[372]
- Daisuke Gōri (2010), dublador, narrador e ator japonês, cortando o pulso[373]
- Hermann Göring (1946), político alemão, líder militar, figura importante do Partido Nazista, cianeto de potássio[374]
- Arshile Gorky (1948), pintor armênio-americano, enforcamento[375]
- Joachim Gottschalk (1941), ator alemão de teatro e cinema, inalação de gás[376]
- Caio Graco (121 a.C.), político romano, reformador e tribuno, ordenou que um escravo o matasse[377]
- Frank Graham (1950), dublador americano e locutor de rádio, asfixia por monóxido de carbono[378]
- Phil Graham (1963), jornalista americano, disparo por arma de fogo[379]
- Wolfgang Grams (1993), guerrilheiro alemão da Fração do Exército Vermelho, disparo por arma de fogo[380]
- Bob Grant (2003), ator inglês, asfixia por monóxido de carbono[381]
- Shauna Grant (1984), atriz pornô americana, disparo por arma de fogo[382]
- Spalding Gray (2004), ator americano, dramaturgo, roteirista, artista performático e monologista, saltou da balsa de Staten Island[383]
- Mark Green (2004), estrela de hóquei e recordista americano, enforcamento[384]
- Larry Gray (1951), mágico e ator inglês, disparo por arma de fogo[385]
- Walter Groß (1945), médico, político e nazista alemão[386]
- Carl Großmann (1922), assassino em série alemão, enforcamento[387]
- Theodor Grotthuss (1822), físico e químico alemão[388]
- Paul Gruchow (2004), escritor americano, overdose[389]

### H

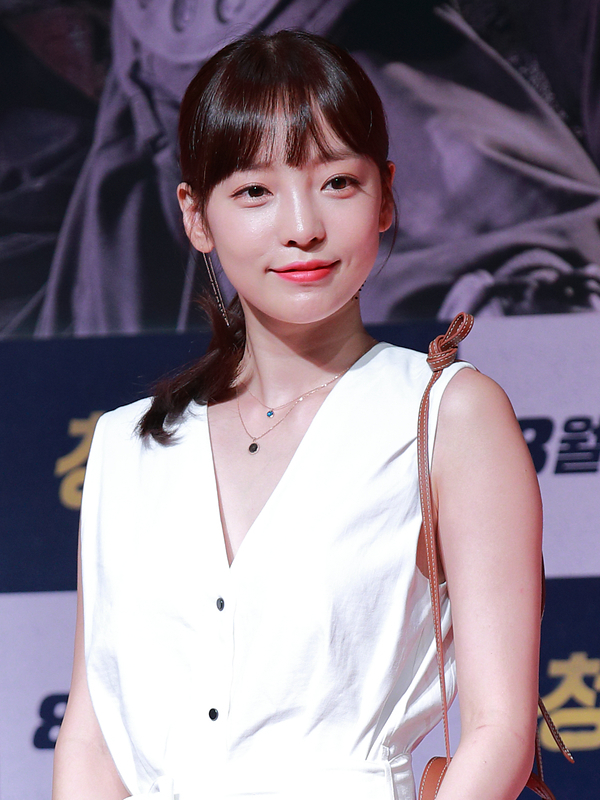
Goo Hara

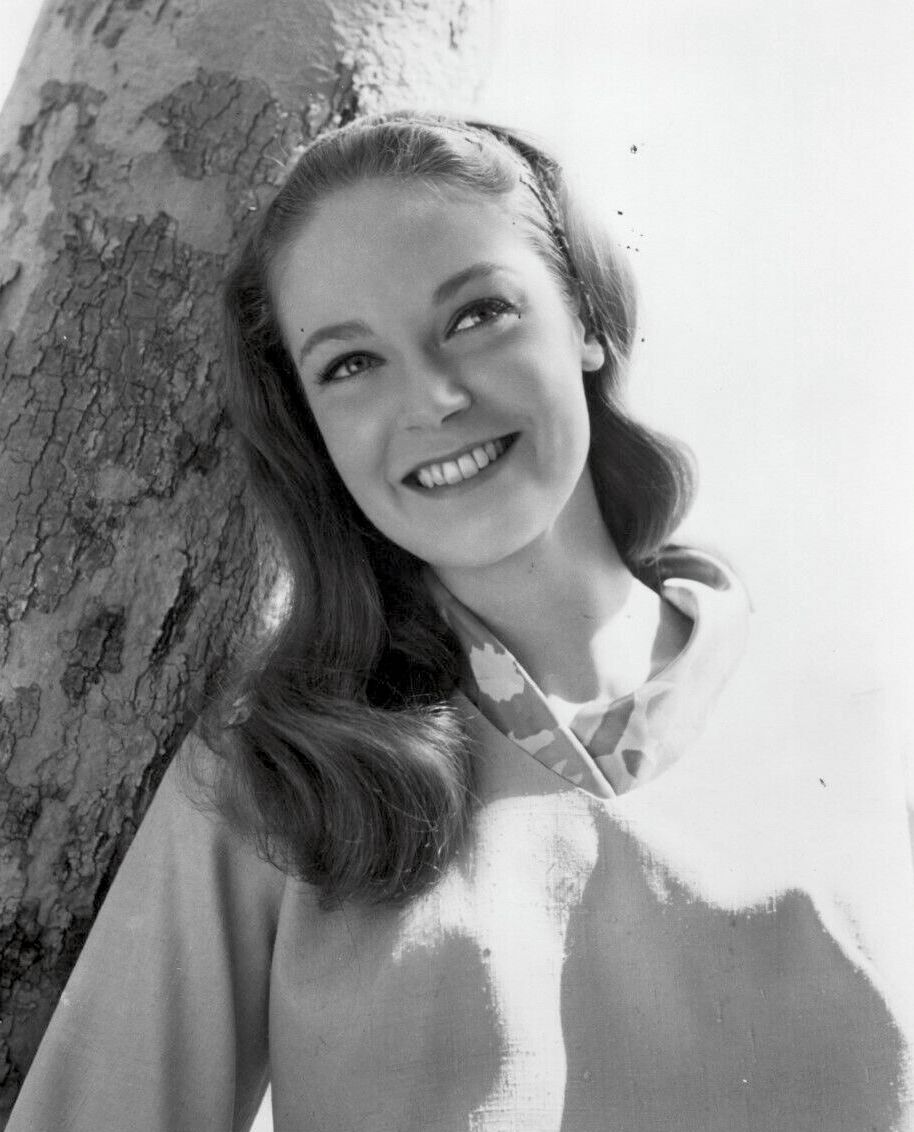
Elizabeth Hartman

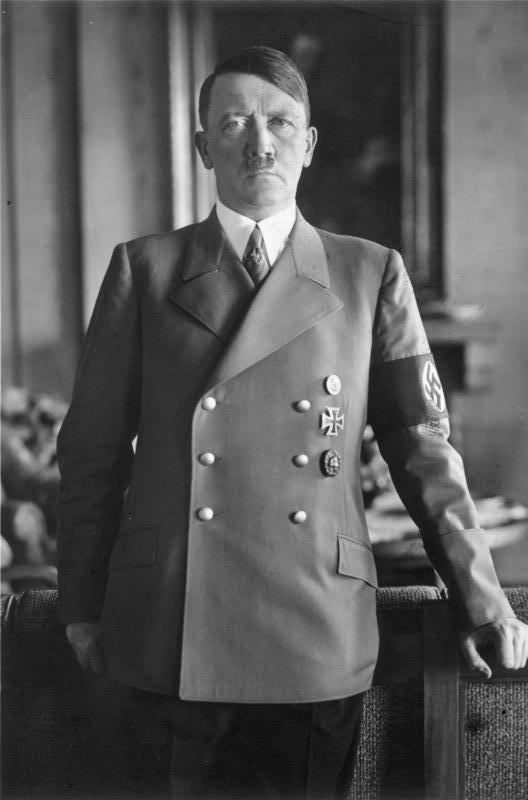
Adolf Hitler

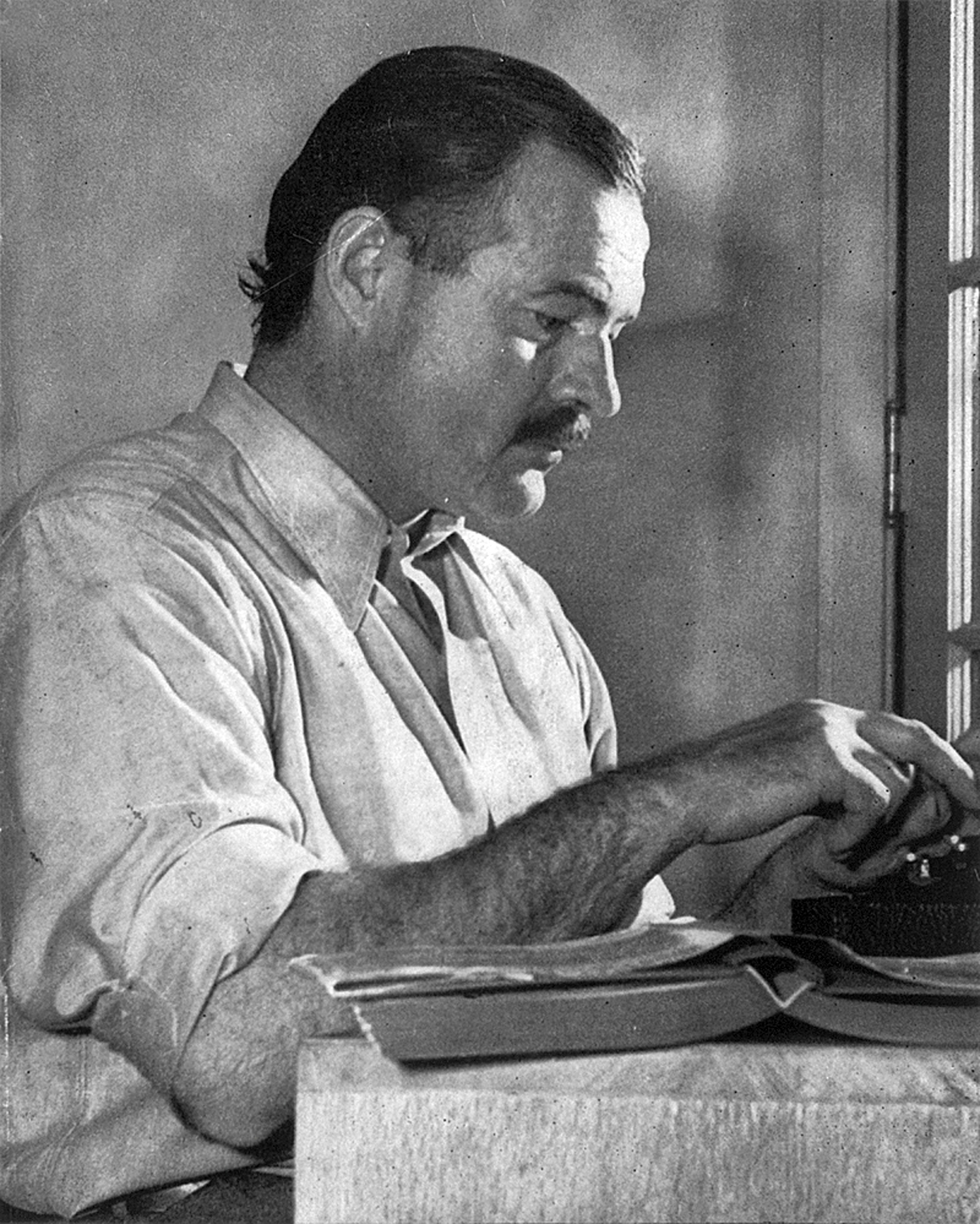
Ernest Hemingway

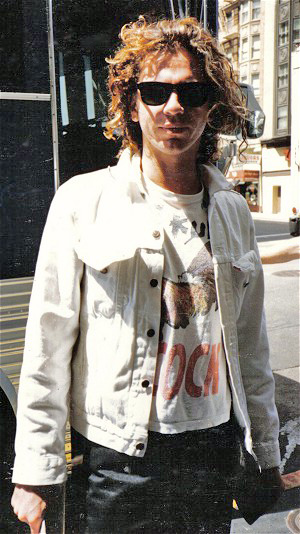
Michael Hutchence

- Charlie Haeger (2020), jogador de beisebol americano, disparo por arma de fogo[390]
- Jason Hairston (2018), jogador de futebol americano[391]
- Jonathan Hale, (1966), ator Canadense. Disparo por arma de fogo.
- Lillian Hall-Davis (1933), atriz inglesa, asfixia por monóxido de carbono e garganta cortada[392]
- Ryan Halligan (2003), estudante americano intimidado do ensino médio, enforcamento[393]
- Pete Ham (1975), cantor, compositor e guitarrista galês da banda Badfinger, enforcamento
- Tony Halme (2010), atleta, ator e político finlandês, arma de fogo[394]
- Bernardine Hamaekers (1912), cantora de ópera belga, cortou a garganta com um copo estilhaçado[395]
- Rusty Hamer (1990), ator americano, disparo por arma de fogo[396]
- David Hamilton (2016), cineasta e fotógrafo conhecido por seus nus artísticos de garotas púberes, asfixia usando um saco plástico após ser acusado de cometer estupro[397]
- Hampsicora (215 a.C.), líder político sardo, proprietário de terras e rebelde anti-romano[398]
- Tony Hancock (1968), comediante inglês, overdose de vodka e anfetaminas[399]
- Goo Ha-ra (2019), cantora sul-coreana[400][401][402]
- James Harden-Hickey (1898), escritor franco-americano, editor de jornal, duelista, aventureiro e autoproclamado Príncipe de Trinidad, overdose de morfina[403]
- Marlia Hardi (1984), atriz indonésia, enforcamento[404]
- Eric Harris (1999), um dos dois alunos americanos que perpretou o Massacre de Columbine, disparo por arma de fogo[405][406]
- Brynn Hartman (1998), esposa do comediante e ator Phil Hartman, disparo por arma de fogo após assassinar seu marido[407]
- Elizabeth Hartman (1987), atriz americana, saltou da janela do quinto andar[408]
- Neda Hassani (2003), manifestante iraniana que cometeu suicídio em frente à embaixada da França em Londres, autoimolação[409]
- Charles Ray Hatcher (1984), assassino em série americano, enforcamento[410]
- Donny Hathaway (1979), músico americano, saltou da janela do 15º andar de seu quarto de hotel[411]
- Phyllis Haver (1960), atriz americana, overdose de barbitúricos[412]
- Sadeq Hedayat (1951), escritor iraniano, asfixia por monóxido de carbono[413][414]
- Marvin Heemeyer (2004), soldador americano, disparo por arma de fogo[415]
- Sarah Hegazi (2020), ativista egípcia pelos direitos LGBT[416]
- Ernest Hemingway (1961), escritor e jornalista americano, disparo por arma de fogo na cabeça[417]
- Margaux Hemingway (1996), modelo americana, atriz; overdose de fenobarbital[418]
- Benjamin Hendrickson (2006), ator americano, disparo por arma de fogo[419]
- George Hennard (1991), assassino em massa americano que perpretou o massacre de Luby, disparo por arma de fogo[420]
- Victor Heringer (2018), romancista e poeta brasileiro, vencedor do Prêmio Jabuti 2013[421]
- Rudolf Hess (1987), líder nazista alemão, enforcamento[422]
- Paul Hester (2005), baterista australiano de Split Enz e Crowded House, enforcamento[423]
- hide (1998), cantor japonês de heavy metal, compositor e produtor musical da banda de metal X Japan, enforcamento[424]
- Himilco (396 a.C.), general cartaginês, inanição[425]
- Heinrich Himmler (1945), líder nazista alemão, cianeto[426]
- Ludwig Hirsch (2011), cantor, compositor e ator austríaco, saltou do segundo andar de uma janela de hospital[427]
- Adolf Hitler (1945), ditador nazista, disparo por arma de fogo possivelmente após ingerir uma cápsula de cianeto[428][429][430]
- Abbie Hoffman (1989), ativista política e social americana; overdose de fenobarbital[431]
- Libby Holman (1971), cantora e atriz americana, asfixia por monóxido de carbono[432][433]
- Alec Holowka (2019), programador, designer e músico canadense de videogames[434]
- Tyler Honeycutt (2018), jogador de basquete americano dos clubes Sacramento Kings e BC Khimki, disparo por arma de fogo[435][436]
- Doug Hopkins (1993), compositor americano e guitarrista principal da banda Gin Blossoms, arma de fogo[437]
- Brita Horn (1791), condessa e cortesã sueca, afogamento[438]
- Silvio Horta (2020), roteirista e produtor de televisão americano, disparo por arma de fogo[439]
- Robert E. Howard (1936), escritor americano], disparo por arma de fogo na cabeça[440]
- Hu Bo (2017), romancista e diretor chinês[441][442]
- Quentin Hubbard (1976), filho de L. Ron Hubbard, asfixia[443]
- Nicholas Hughes (2009), biólogo pesqueiro, filho da poetisa Sylvia Plath, enforcamento[444]
- Rodney Hulin (1996), presidiário americano que foi estuprado, enforcado[445]
- Lester Hunt (1954), senador dos Estados Unidos, disparo por arma de fogo[446]
- Michael Hutchence (1997), cantor e compositor australiano (membro da banda INXS), enforcamento[447]
- Phyllis Hyman (1995), cantora, compositora e atriz americana, overdose de fenobarbital[448]

### I

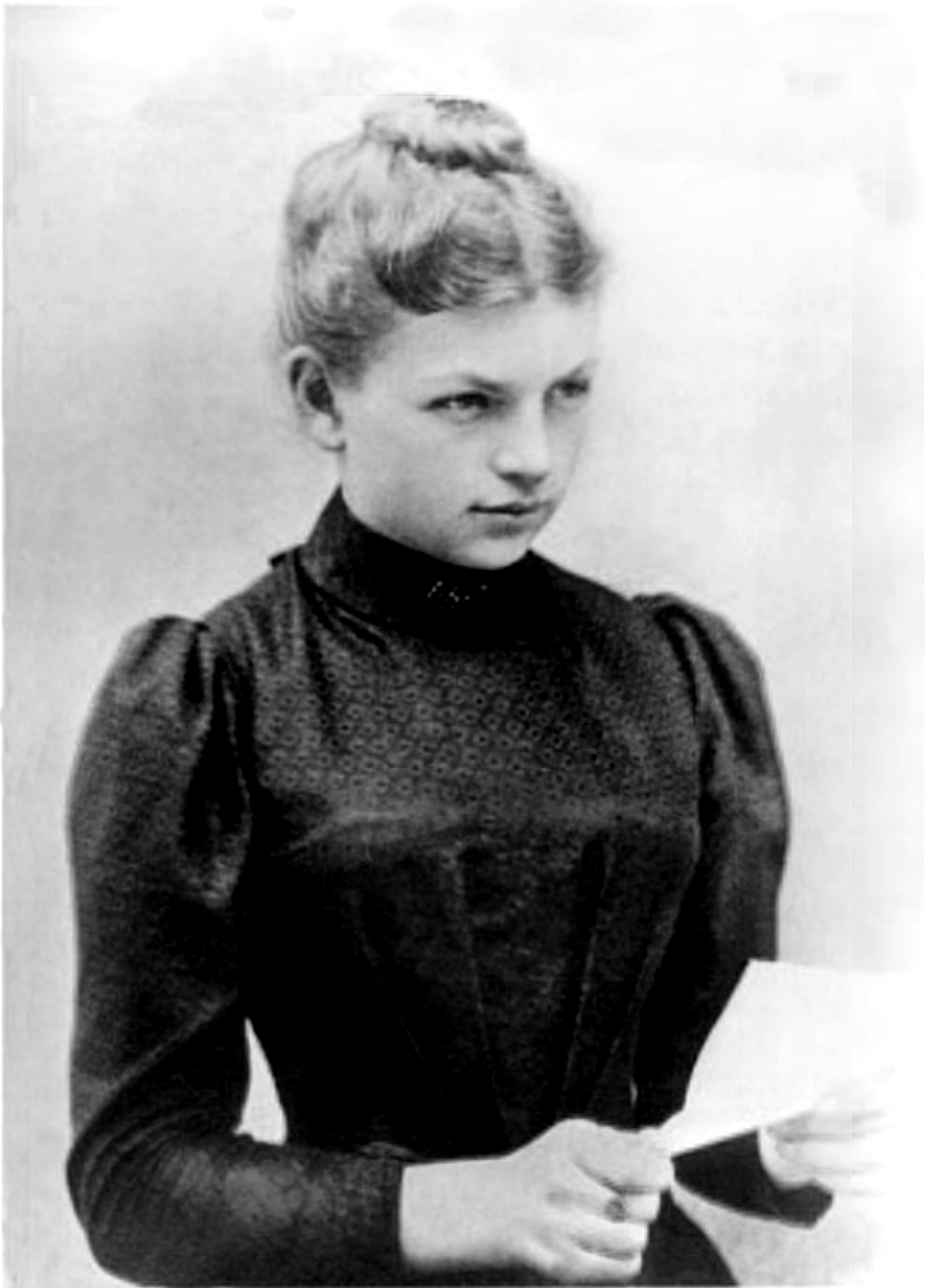
Clara Immerwahr

- Imai no Kanehira (1184), general japonês, saltou de seu cavalo com uma espada posta em sua boca[449]
- Clara Immerwahr (1915), química alemã, disparo por arma de fogo[450]
- William Inge (1973), escritor americano, asfixia por monóxido de carbono[451]
- Arthur Crew Inman (1963), poeta americano, autor de um dos mais longos diários já registrados[452]
- Hideki Irabu (2011), jogador profissional de beisebol japonês, enforcado[453]
- Iras (30 a.C.), servo e conselheiro de Cleópatra[454]
- Isokelekel (século XXVII), conquistador semimítico da ilha Pohnpei e pai do sistema cultural da Pohnpei moderna, perdendo sangue após decepar seu pênis[455][456][457]
- Sílio Itálico (c. 103 d.C.), cônsul romano, escritor e poeta, inanição[458]
- Juzo Itami (1997), ator e diretor de cinema japonês, saltou de um prédio[459][460]
- Bruce Ivins (2008), microbiologista americano e suspeito dos ataques de antraz em 2001, overdose de paracetamol e dimenidrinato[461][462]

### J

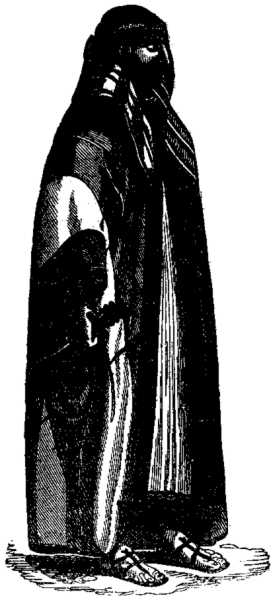
Rahmah ibn Jabir Al Jalhami

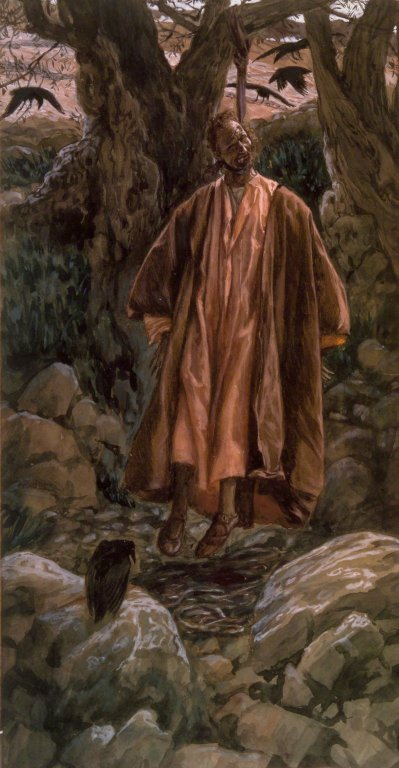
Judas Iscariotes

- Charles R. Jackson (1968), escritor americano, overdose de barbitúricos[463]
- Marcel Jacob (2009), baixista sueco[464][465]
- Irwin L. Jacobs (2019), empresário americano, disparo por arma de fogo depois de assassinar sua esposa[466]
- M. Jaishankar (2018), Índio assassino e estuprador, cortar sua própria garganta[467]
- Rahmah ibn Jabir Al Jalhami (1826), líder tribal árabe, pirata e almirante, explodiu seu navio com a tripulação dentro[468]
- Joyce Jameson, (1987), atriz americana, por overdose de medicamentos.
- Jill Janus (2018), Americano, vocalista da banda de metal Caçadora[469]
- Jang Ja-yeon (2009), atriz sul-coreana, enforcamento[470]
- Rick Jason (2000), ator americano, disparo por arma de fogo[471]
- Fatafat Jayalaxmi (1980), atriz indiana, enforcamento[472]
- Richard Jeni (2007), comediante e ator americano, disparo por arma de fogo[473][474][475]
- Herbert Turner Jenkins (1990), chefe de polícia de Atlanta, disparo por arma de fogo[476]
- Ryan Jenkins (2009), concorrente americano da série de TV realidade Megan Quer um Milionário, enforcamento[477][478]
- Jeon Mi-seon (2019), atriz sul-coreana, enforcamento[479]
- Jung Da Bin (2007), atriz sul-coreana, enforcamento[480]
- Ji Yan (224 d.C.), oficial chin~ês do estado de Wu Oriental[481]
- Joaquim da Prússia (1920), filho de Guilherme II da Alemanha, disparo por arma de fogo[482]
- Jo Min-ki (2018), ator sul-coreano, enforcamento[483]
- B. S. Johnson (1973), escritor, poeta e cineasta americano, automutilação[484]
- Dan Johnson (2017), político americano, deputado pelo estado de Kentucky, disparo por arma de fogo[485]
- George Robert Johnston (2004), canadense assaltante e fugitivo conhecido como o Ballarat Bandido, disparo por arma de fogo[486]
- Greg Johnson (2019), canadense jogador de hóquei no gelo, disparo por arma de fogo[487]
- J. J. Johnson (2001), trombonista americano, disparo por arma de fogo[488]
- Daniel V. Jones (1998), trabalhador americano cujo suicídio foi exbidido ao vivo na televisão, disparo por arma de fogo[489]
- Jim Jones (1978), pregador religioso americano, líder e fundador da Templo do Povo, disparo por arma de fogo[490][491]
- Malcolm Jones III (1996), cartunista americano, conhecido por seu trabalho na revista em quadrinhos "Sandman"[492]
- Ingrid Jonker (1965), poeta sul-africano, afogamento[493]
- Tor Jonsson (1951), poeta norueguês[494][495]
- Luc Jouret (1994), líder religioso belgae cofundador da Ordem do Templo Solar[496]
- Pavle Jovanonic (2020), competidor olímpico americano[497]
- Naomi Judd , (2022) cantora, baleamento por arma de fogo.
- Caio Judacílio (90 a.C.), líder dos picentinos, envenenamento e autoimolação[498]
- Judas Iscariotes (c. 33 d.C.), discípulo traidor de Jesus, enforcamento[499]
- Claude Jutra (1987), diretor, ator e roteirista canadense, afogamento[500][501]

### K

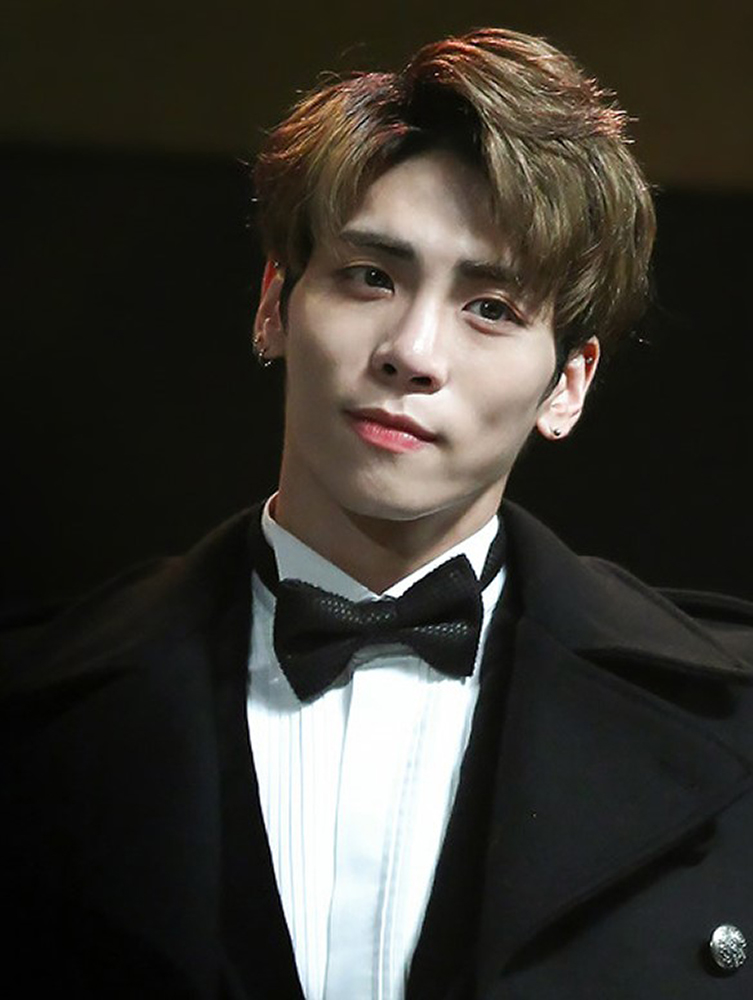
Jong-hyun Kim

- Kari Kairamo (1988), CEO finlandês e presidente da empresa de telecomunicações Nokia, enforcamento[502]
- Romas Kalanta (1972), estudante lituano do ensino médio, autoimolação[503]
- Antonie Kamerling (2010), ator e músico holandês, enforcamento[504]
- Sarah Kane (1999), escritora inglesa, enforcamento[505]
- Kostas Kariotakis (1928), poeta grego, tiro[506]
- Ricky Kasso (1984), assassino americano, enforcamento[507]
- Bruno Kastner (1932), ator alemão, enforcamento[508]
- Kazuhiko Katō (2009), músico japonês, enforcamento[509]
- Yasunari Kawabata (1972), escritor japonês, gaseamento[510]
- Kawatsu Kentarō (1970), nadador japonês, autoimolação[511]
- Israel Keyes (2012), assassino em série americano, estrangulamento[512]
- Jiah Khan (2013), atriz britânica de ascendência indiana, enforcamento[513][514]
- Sahar Khodayari (2019), ativista iraniano que se autoimolou em frente ao Tribunal Revolucionário Islâmico de Teerã[515]
- Margot Kidder (2018), atriz canadense-americana, conhecida por seu papel como Lois Lane em filmes do Super-Homem, overdose de drogas e álcool[516]
- Daul Kim (2009), modelo e blogueira sul-coreana, enforcada em seu apartamento em Paris[517]
- Kim Ji-hoon (2013), cantor e compositor sul-coreano (Two Two) e ator, enforcamento[518]
- Kim Jong-hyun (2017), cantor e compositor sul-coreano, apresentador de rádio e membro da banda SHINee, envenenamento por monóxido de carbono[519]
- Kim Sung-il (1987), agente norte-coreano que, junto com Kim Hyon-hui, foi responsável pelo atentado à bomba do Korean Air Flight 858, envenenamento com um cigarro contendo cianeto[520]
- Yu-ri Kim (2011), modelo sul-coreano, veneno[521]
- Hana Kimura (2020), lutadora japonesa, envenenamento por sulfeto de hidrogênio[522][523]
- Allyn King (1930), atriz americana, saltou de uma janela do quinto andar[524][525][526]
- Syd King (1933), jogador de futebol inglês e gerente de futebol, ingestão de líquido corrosivo[527][528]
- Uday Kiran (2014), ator indiano, enforcamento[529]
- Ernst Ludwig Kirchner (1938), artista alemão, arma de fogo[530]
- Stan Kirsch (2020), ator americano, enforcamento[531]
- R. B. Kitaj (2007), artista americano, sufocamento[532]
- Dylan Klebold (1999), um dos dois alunos americanos que perpetraram o Massacre de Columbine, disparo por arma de fogo[533]
- Heinrich von Kleist (1811), escritor, poeta e jornalista alemão, disparo por arma de fogo[534]
- Ilse Koch (1967), criminosa de guerra nazista, enforcamento[535][536]
- Arthur Koestler (1983), escritor britânico, conhecido pelo romance antitotalitário Darkness At Noon, barbitúricos[537]
- Hannelore Kohl (2001), esposa do chanceler alemão Helmut Kohl, overdose de ansiolíticos[538]
- Lawrence Kohlberg (1987), psicólogo americano, afogamento[539]
- Takako Konishi (2001), trabalhador de escritório japonês conhecido por uma lenda urbana em torno de sua morte, hipotermia por congelamento[540]
- Fumimaro Konoe (1945), primeiro-ministro japonês, envenenamento[541]
- Ruslana Korshunova (2008), modelo cazaque, saltou da varanda do 9º andar de seu apartamento na cidade de Nova York[542]
- Gé Korsten (1999), artista sul-africano, disparo por arma de fogo[543]
- Milica Kostić (1974), estudante iugoslava do ensino médio, pulou do 12º andar para evitar ser estuprada.[544]
- Oleksandr Kovalenko (2010), jogador e árbitro ucraniano de futebol, saltou de seu apartamento[545]
- Hans Krebs (1945), general alemão e chefe do Estado-Maior do Oberkommando des Heeres, disparo por arma de fogo[546]
- Tim Kretschmer (2009), estudante e assassino em massa alemão, disparo por arma de fogo[547]
- Norbert Kröcher (2016), gurerilheiro alemão da organização Movimento 2 de Junho, disparo por arma de fogo[548]
- Ashwani Kumar (2020), policial e político indiano que foi governador de Nagaland de 2013 a 2014, enforcamento[549]
- Hsu Kun-yuan (2020), político taiwanês, pulou de sua casa[550]
- Kuyili (1780), lutador pela liberdade indiano, autoimolação com ghi e atirou-se contra o arsenal dos britânicos[551]

### L

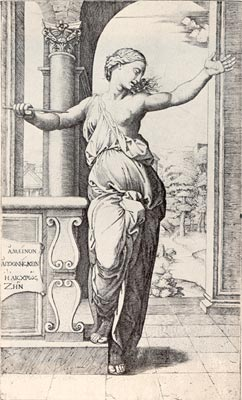
Lucrécia

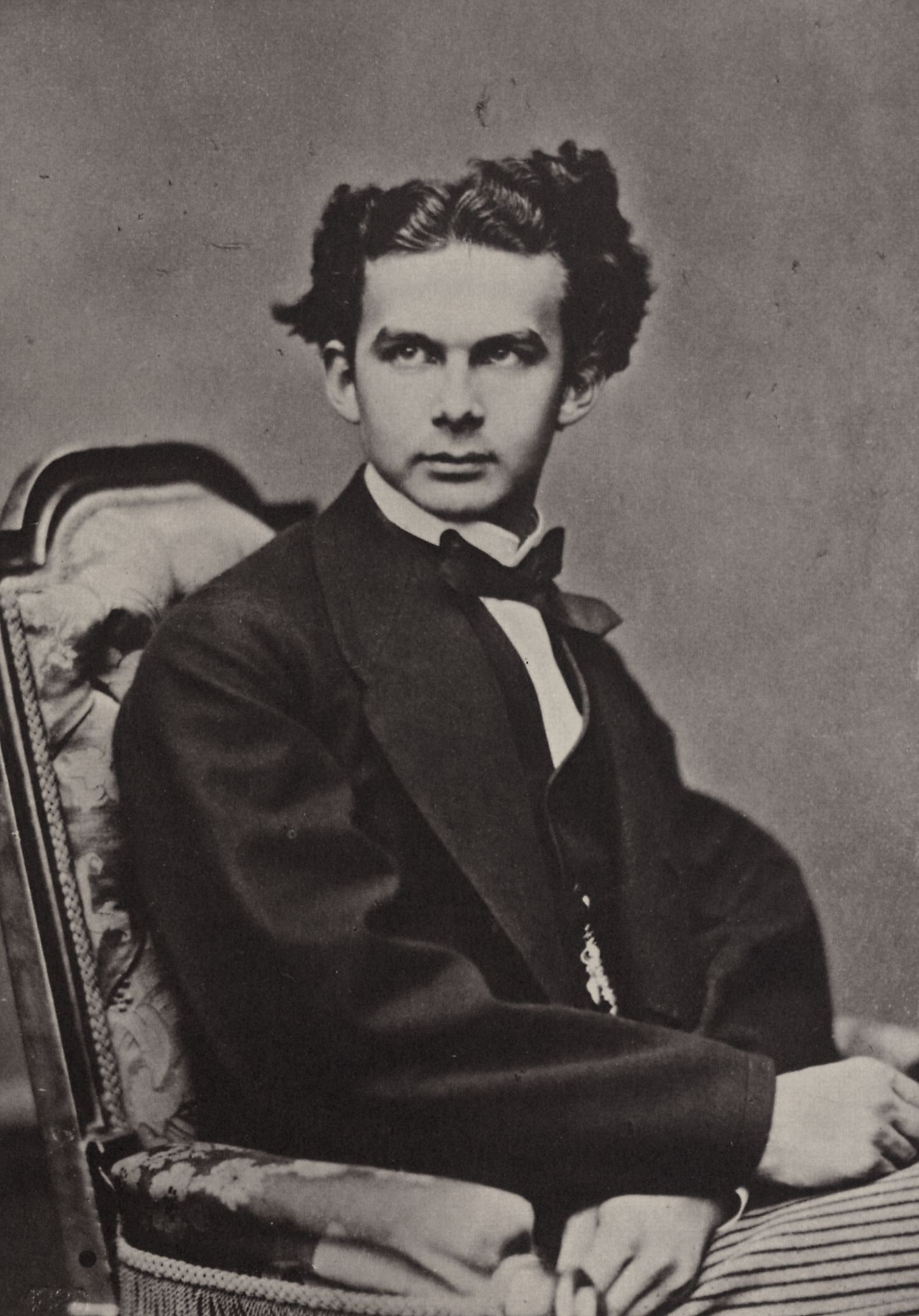
Luís II da Baviera

- Paul Lafargue (1911), jornalista, socialista e marxista franco-cubano, envenenamento por cianeto[552][553]
- L'Inconnue de la Seine (c. 1880), mulher francesa não identificada retirada do rio Sena, conhecida pela influência de sua máscara mortuária na literatura e na arte[554]
- Deborah Laake (2000), escritora americana, overdose[555]
- Tito Labieno (8 d.C.), advogado, orador e historiador romano[556]
- Leonard Lake (1985), assassino em série americano, envenenamento por cianeto[557]
- Carole Landis (1948), atriz americana, overdose de Secobarbital[558][559]
- James Henry Lane (1866), senador americano abolicionista e general da União na Guerra Civil Americana, disparo por arma de fogo na cabeça[560]
- Hans Langsdorff (1939), oficial da Marinha de Guerra Alemã, disparo por arma de fogo[561]
- Adam Lanza (2012), assassino em massa que perpetrou o tiroteio na escola primária de Sandy Hook, disparo por arma de fogo na cabeça[562]
- Don Lapre (2011), anunciante da televisão americana conhecido por comerciais vários produtos, automutilação[563]
- Anna Laughlin (1937), atriz americana, asfixia[564]
- Florence Lawrence (1938), atriz canadense-americana, envenenamento[565]
- Lee Eun-ju (2005), atriz sul-coreana, automutilação e enforcamento[566]
- Jon Lee (2002), baterista galês da banda de rock Feeder, enforcamento[567]
- Valeri Legasov (1988), químico soviético, membro da comissão do acidente nuclear de Chernobil, enforcamento[568]
- Friedrich Leibacher (2001), spree killer suíço, disparo por arma de fogo[569]
- Megan Leigh (1990), atriz pornográfica americana, disparo por arma de fogo na cabeça[570]
- Família Lemp (1949), quatro membros da família St. Louis Lemp Brewing, disparo por arma de fogo[571]
- Dave Lepard (2006), cantor e guitarrista sueco (membro da banda de glam metal Crashdïet), enforcamento[572]
- Marc Lépine (1989), assassino em massa canadense que perpretou o massacre da Escola Politécnica de Montreal, disparo por arma de fogo[573]
- Andrzej Lepper (2011), político polonês, enforcamento[574]
- Arnie Lerma (2018), ex-cientologista americano e crítico da cientologia, disparo por arma de fogo após assassinar sua esposa[575]
- Eugene Lester (1940), ex-juiz e presidente da Suprema Corte de Oklahoma, disparo por arma de fogo na cabeça[576]
- Amy Levy (1889), escritora e poetista britânica, asfixia por monóxido de carbono[577]
- Harry Lew (2011), fuzileiro americano, disparo por arma de fogo[578]
- Ephraim Lewis (1994), cantor inglês, atirou-se de uma varanda do quarto andar[579]
- Robert Ley (1945), político nazista alemão e líder da Frente Trabalhista Alemã, enforcamento[580]
- Lil 'Chris (2015), cantor inglês, enforcamento[581]
- Lin Dai (1964), atriz chinesa, overdose de ansiolíticos e envenenamento por gás metano[582]
- Max Linder (1925), ator francês de cinema e teatro, suicídio duplo junto com sua esposa, Hélène Peters, overdose de veronal e morfina e automutilação[583]
- Vachel Lindsay (1931), poeta americano, envenenamento[584]
- Mark Linkous (2010), músico americano, disparo por arma de fogo no coração[585]
- Carlo Lizzani (2013), diretor de cinema italiano, saltou de uma varanda[586]
- Liu Rushi (1664), poetisa e cortesã chinesa da dinastia Ming, enforcamento[587]
- Willie Llewelyn (1893), jogador de críquete galês, disparo de arma de fogo[588]
- Philip Loeb (1955), ator americano, overdose de ansiolíticos[589]
- Kevin James Loibl (2016), assassino de Christina Grimmie, disparo por arma de fogo[590]
- Bernard Loiseau (2003), chef francês, disparo por arma de fogo na cabeça[591]
- Ellen Joyce Loo (2018), música, cantora e compositora canadense, atirou-se de seu prédio.[592][593][594]
- Leila Lopes, atriz brasileira, morte por ingestão de veneno para rato.
- Daniele Alves Lopes (1993), adolescente cujo suicídio foi transmitido pela televisão brasileira, atirou-se de um prédio[595]
- Ricardo López (1996), perseguidor americano que tentou matar a cantora islandesa Björk, disparo por arma de fogo[596]
- Lu Zhaolin (684 ou 686), poeta chinês, afogamento no rio Ying[597]
- Andreas Lubitz (2015), copiloto do voo Germanwings 9525, acidente proposital de avião[598]
- Lucano (65 d.C.), poeta romano, automutilação[599]
- Lucrécia (c. 510 a.C.), nobre romana, automutilação[600]
- Luís II da Baviera (1886), Rei da Baviera, afogamento[601]
- Roman Lyashenko (2003), jogador russo de hóquei da National Hockey League, enforcamento[602][603]
- David Lytton (2015), homem britânico inicialmente não identificado encontrado em Saddleworth Moor, envenamento por estricnina[604]

### M

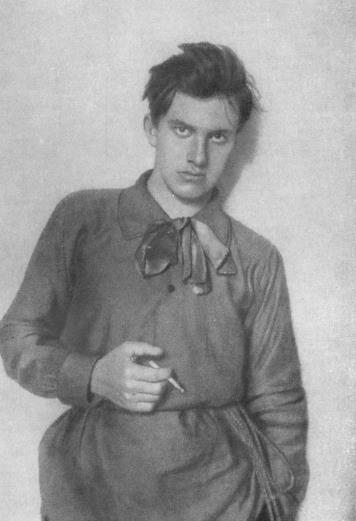
Vladimir Mayakovsky

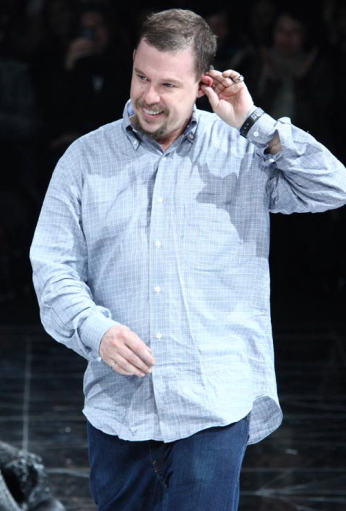
Alexander McQueen

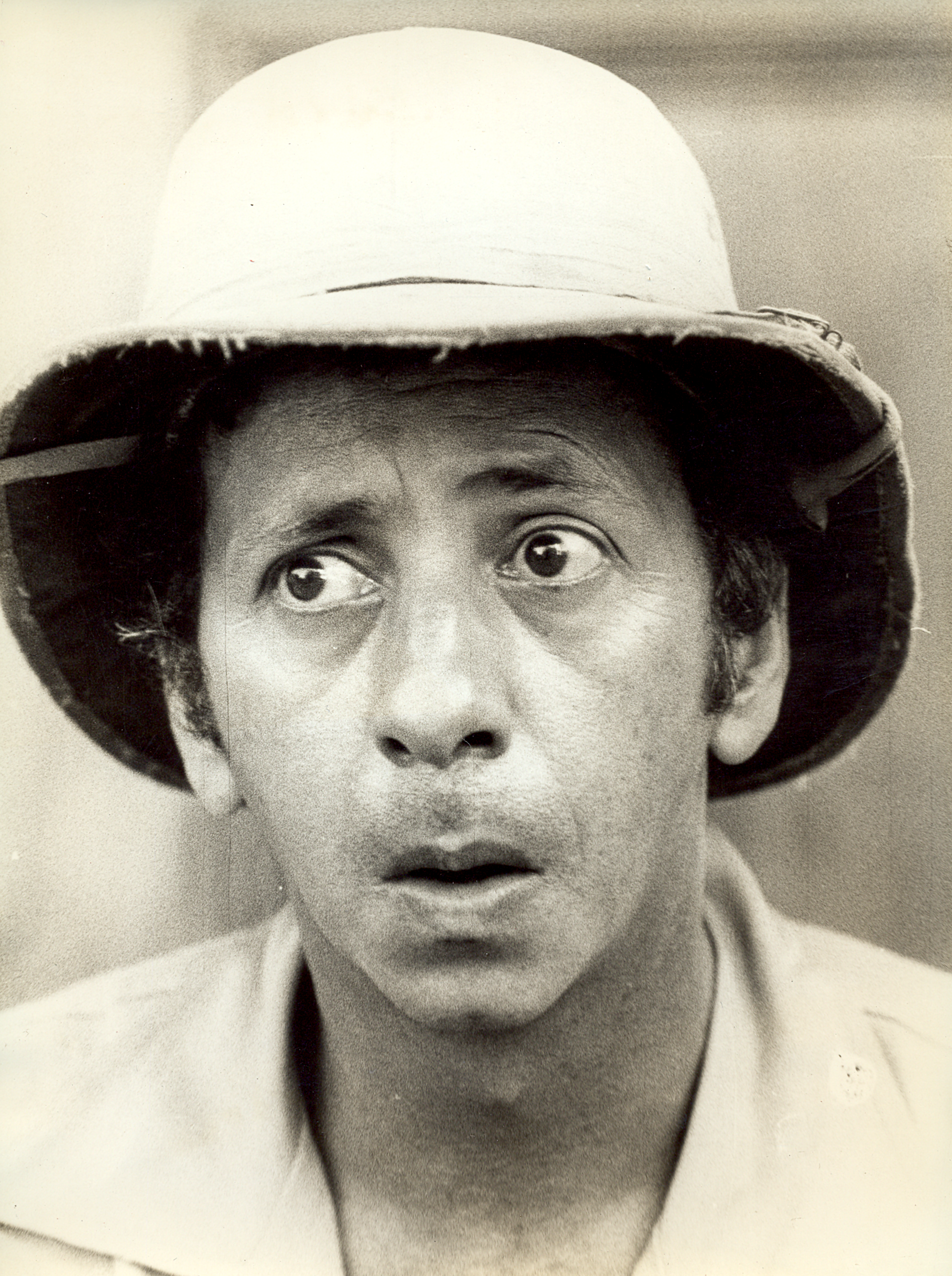
Flávio Migliaccio

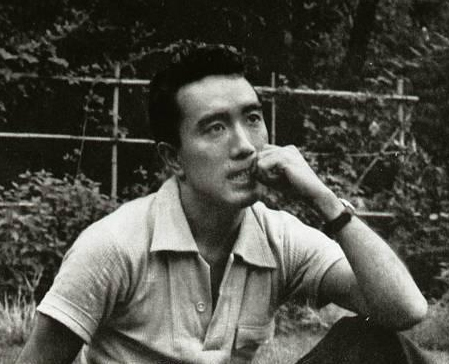
Yukio Mishima

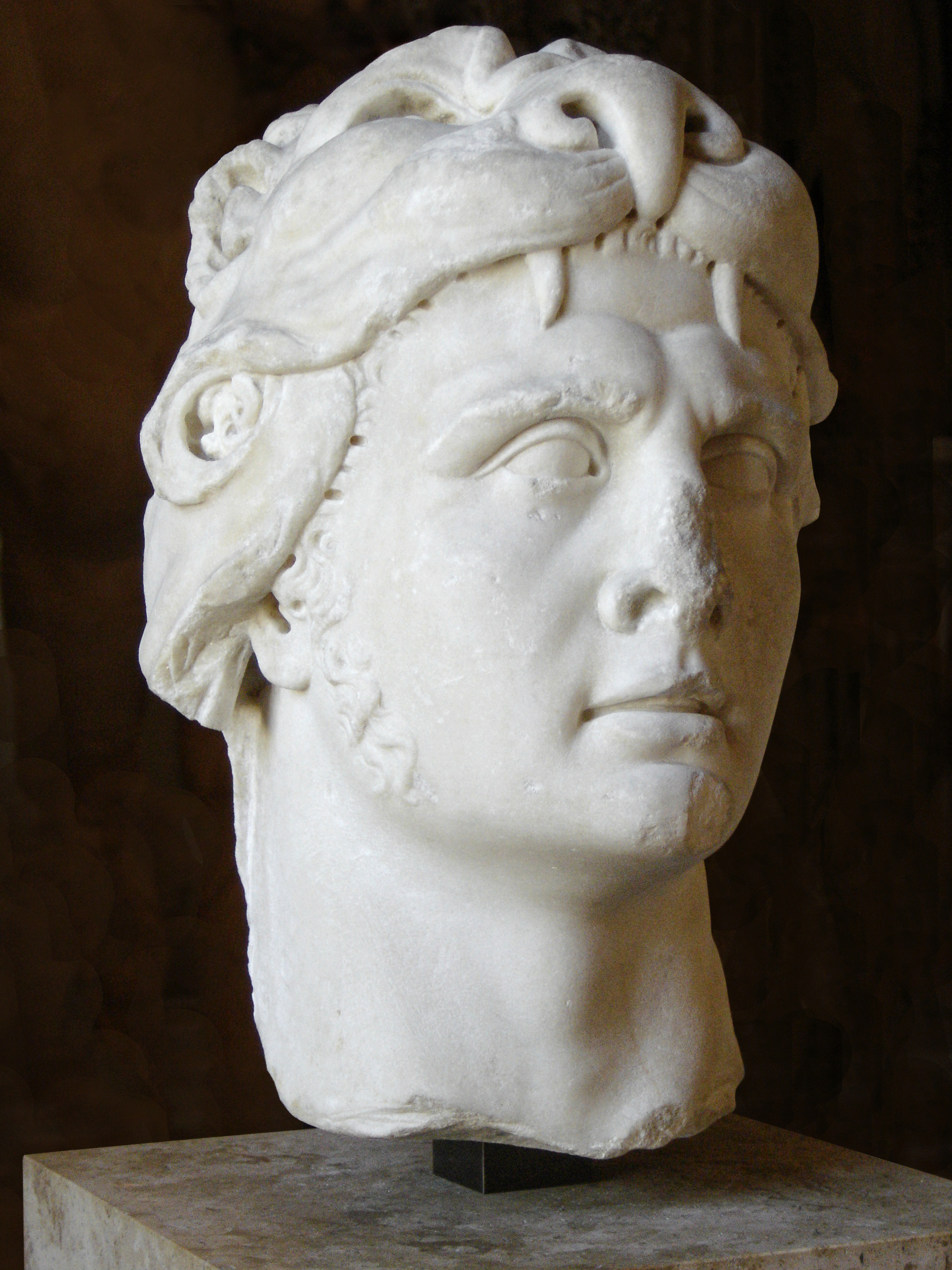
Mitrídates VI do Ponto

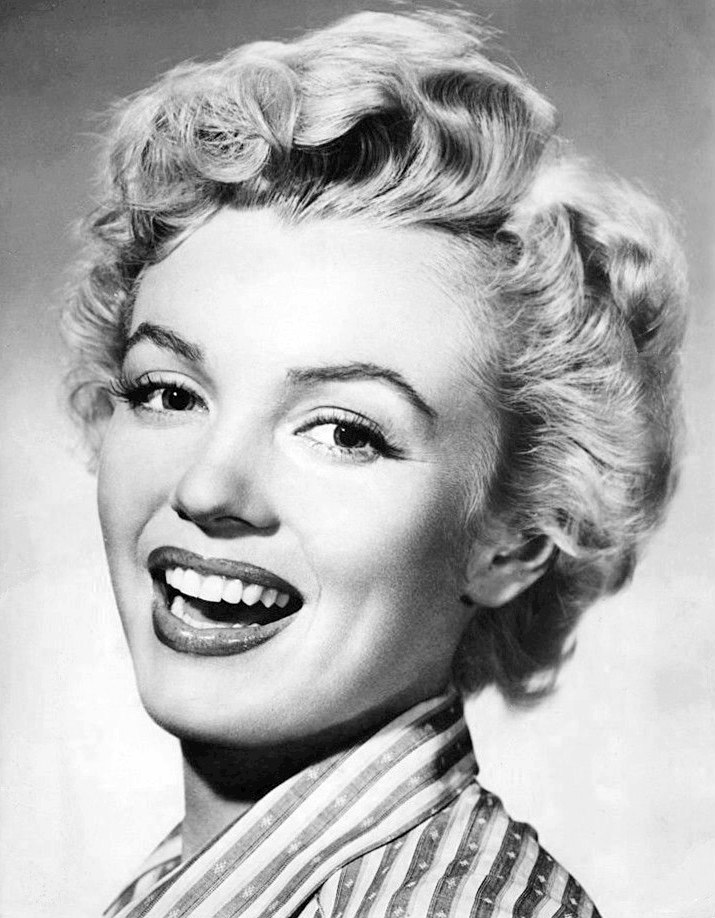
Marilyn Monroe

- Billy Mackenzie (1997), vocalista escocês da banda The Associates, overdose[605][606]
- Névio Sutório Macro (38 d.C.), Prefeito do pretório romano da guarda pretoriana[607]
- Magnêncio (353 d.C.), usurpador romano
- Maurice Magnus (1920), memorialista americano[608]
- Mago (344 a.C.), almirante cartaginês e general[609]
- Bhaiyyu Maharaj (2018), guru espiritual indiano, disparo por arma de fogo[610]
- George W. Maher (1926), arquiteto americano[611]
- Joe Maini (1964), saxofonista de jazz americano, disparo por arma de fogo numa roleta-russa[612]
- Philipp Mainländer (1876), poeta e filósofo alemão, enforcamento usando uma pilha de cópias de A filosofia da redenção como plataforma[613]
- Donald R. Manes (1986), político americano, automultilação por faca no peito[614]
- Mădălina Manole (2010), cantora pop romena, envenenamento por pesticida[615]
- Michael Mantenuto (2017), ator americano e jogador de hóquei no gelo, mais conhecido por sua atuação como Jack O'Callahan no filme biográfico de 2004 Milagre, disparo por arma de fogo[616]
- Richard Manuel (1986), pianista canadense e vocalista principal da The Band, enforcamento[617]
- Tito Clódio Éprio Marcelo (79 d.C.), cônsul e senador romano, cortou sua garganta com uma navalha[618]
- Simone Mareuil (1954), atriz francesa, autoimolação[619]
- Andrew Martinez (2006), ativista americano de nudismo que ficou conhecido na Universidade da Califórnia em Berkeley como "Naked Guy", asfixia[620]
- Thalia Massie (1963), vítima americana de crime violento que resultou no Julgamento de Massie, overdose de barbitúricos[621]
- David Edward Maust (2006), assassino em série americano, enforcamento[622]
- Maximiano (310 d.C.), imperador romano[623]
- Vladimir Maiakovski (1930), poeta soviético, disparo por arma de fogo[624]
- Jacques Mayol (2001), mergulhador livre francês e tema do filme Le Grand Bleu, enforcamento[625]
- Allyson McConnell (2013), mulher canadense que matou seus dois filhos, saltu de uma ponte[626]
- Charles Kid McCoy (1940), boxeador campeão mundial americano, overdose de ansiolíticos[627]
- Mindy McCready (2013), cantora de música country americana, disparo por arma de fogo[628][629]
- Dan McGann (1910), jogador de beisebol americano, disparo por arma de fogo[630]
- Evelyn McHale (1947), contadora americana, tema de uma fotografia icônica que mostra seu corpo depois que ela saltou de uma plataforma de observação do Empire State Building[631]
- Tom McHale (1983), romancista americano[632]
- Robert McLane (1904), político americano, prefeito de Baltimore, disparo por arma de fogo[633]
- John B. McLemore (2015), horologista americano e sujeito do podcast S-Town, ingeriu cianeto de potássio[634]
- Maggie McNamara (1978), atriz americana, overdose de drogas[635][636]
- Alexander McQueen (2010), estilista e costureiro britânico, enforcamento[637][638]
- Charles B. McVay III (1968), oficial naval americano, capitão do USS Indianápolis, disparo por arma de fogo na cabeça[639]
- Joe Meek (1967), produtor musical inglês, disparo por arma de fogo[640]
- Megan Meier (2006), estudante americana do ensino médio e vítima de bullying, enforcamento[641]
- Lúcio Cornélio Mérula (87 a.C.), político romano, cônsul e sumo sacerdote, cortou suas veias[642]
- Jill Messick (2018), produtora de cinema americana,[643][644] método não divulgado[645]
- Maningning Miclat (2000), poeta e pintor filipino, saltou do sétimo andar de um edifício[646]
- Flávio Migliaccio (2020), ator, diretor de cinema e roteirista brasileiro, enforcamento[647]
- Minamoto no Yorimasa (1180), poeta, general e político japonês, seppuku[648]
- Mingsioi (1866), general chinês, explosão[649]
- Miroslava (1955), atriz mexicana nascida na República Tcheca, overdose de pílulas para dormir[650]
- Tyrone Mitchell (1984), assassino americano, disparo por arma de fogo[651]
- Mitrídates VI do Ponto (63 a.C.), rei do Reino do Ponto, ordenou que um oficial o apunhalasse[652]
- Haruma Miura (2020), ator japonês, enforcamento[653]
- Mkwawa (1898), líder tribal dos povos hehes, disparo por arma de fogo na cabeça[654]
- Molon (220 a.C.), sátrapa selêucida do Império Medo[655]
- Antonin Moine (1849), escultor francês, disparo por arma de fogo[656]
- Mario Monicelli (2010), diretor de cinema italiano, pulou da janela de um hospital[657][658][659]
- Marilyn Monroe (1962), atriz de cinema americana, overdose de barbitúricos[660]
- Henry de Montherlant (1972), escritor francês, disparo por arma de fogo na garganta[661]
- A.R. Morlan (2016), escritor americano[662]
- Jason Moss (2006), advogado e escritor americano, disparo por arma de fogo[663]
- Miljan Mrdaković (2020), jogador de futebol sérvio, disparo por arma de fogo[664]
- Uwe Mundlos (2011), terrorista nazista alemão, disparo por arma de fogo[665]
- Ona Munson, (1955), Atriz Americana. Por overdose de Barbitúricos.
- Francine Mussey (1933), atriz francesa, envenenamento[666]

### N

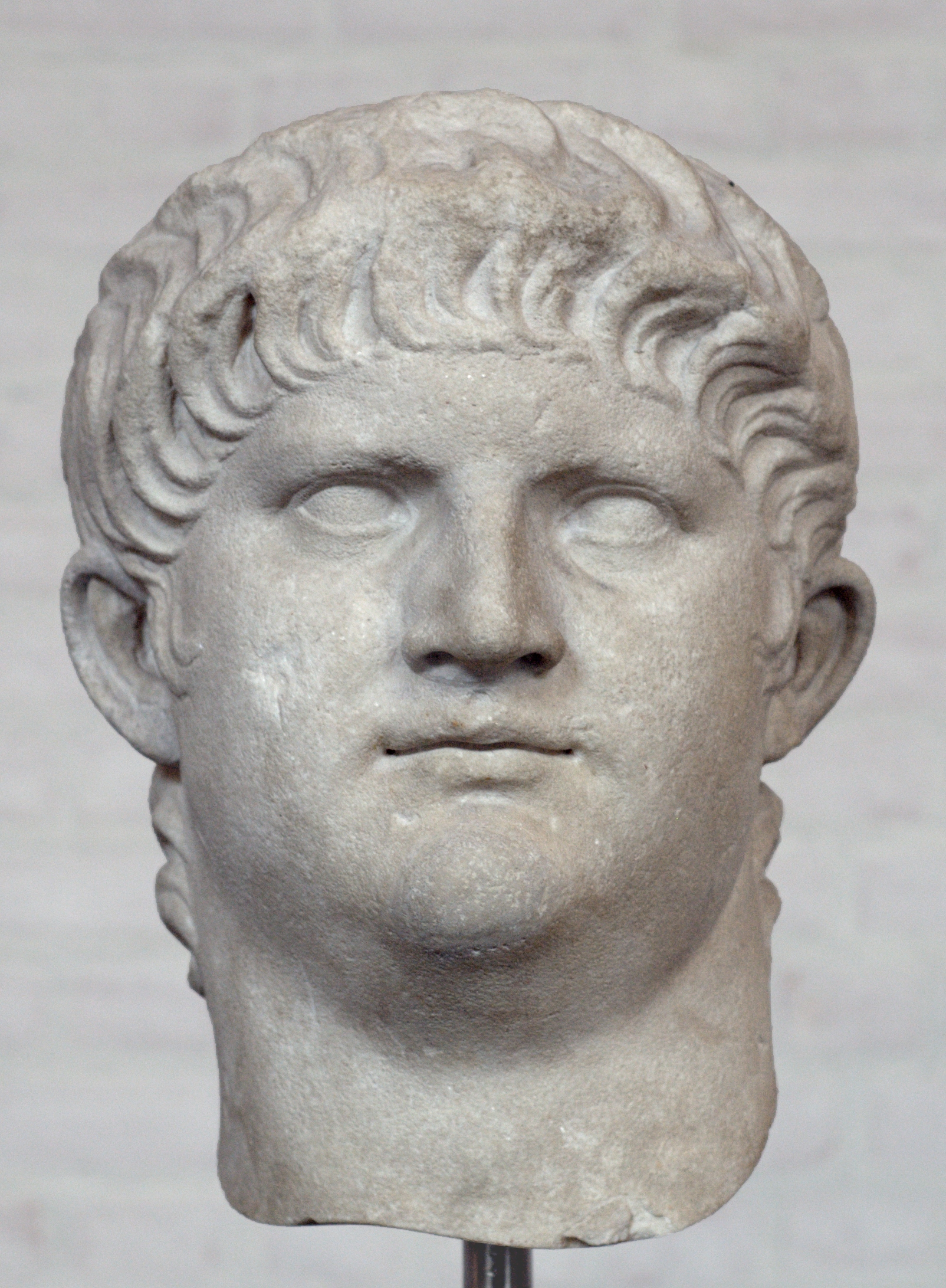
Nero

- Chūichi Nagumo (1944), almirante japonês, disparo por arma de fogo[667]
- Mirosław Nahacz (2007), romancista e roteirista polonês, enforcamento[668]
- Pedro Nava, (1984), médico e escritor brasileiro. Disparo de arma de fogo na cabeça.
- Nakano Seigō (1943), líder político fascista japonês, estripação[669]
- Vladimir Nalivkin (1918), político, cientista e diplomata russo[670]
- Scott Nearing (1983), ativista político americano, inaniçãoref>Nearing, Helen (29 de junho de 2000). «At The End Of A Good Life». In Context. Context Institute. Consultado em 10 de fevereiro de 2010. Arquivado do original em 13 de fevereiro de 2010</ref>
- Nekojiru (1998), mangaká japonês, enforcamento[671]
- Nero (68 DC), imperador romano, ordenou que seu secretário o matasse[672]
- Marco Coceio Nerva (33 d.C.), jurista romano e confidente de Tibério, inanição[673]
- Klara Dan von Neumann (1963), programadora húngaro-americana, afogamento[674]
- Terry Newton (2010), jogador da liga inglesa de rúgbi, enforcamento[675][676]
- Tom Nicon (2010), modelo francês, atirou-se da janela de um apartamento[677]
- Frank Nitti (1943), gangster americano aliado de Al Capone, disparo por arma de fogo contra a cabeça[678]
- Karl Nobiling (1878), acadêmico alemão, que fez uma tentativa de assassinato contra o imperador Guilherme I da Alemanha, disparo por arma de fogo contra a cabeça[679]
- Jon Nödtveidt (2006), guitarrista sueco da banda de black metal Dissection, disparo por arma de fogo[680]
- Bill Nojay (2016), político americano e membro da Assembleia do Estado de Nova York, arma de fogo[681]
- Mita Noor (2013), atriz de Bangladesh, enforcamento[682]
- Franz Nopcsa von Felső-Szilvás (1933), aristocrata húngar, geólogo e paleontólogo, disparo por arma de fogo após matar seu companheiro Bajazid Doda[683]
- Christine Norman, (1930), atriz de teatro americana, pulou de um prédio[684]
- Hisashi Nozawa (2004), escritor japonês, enforcamento[685]

### O

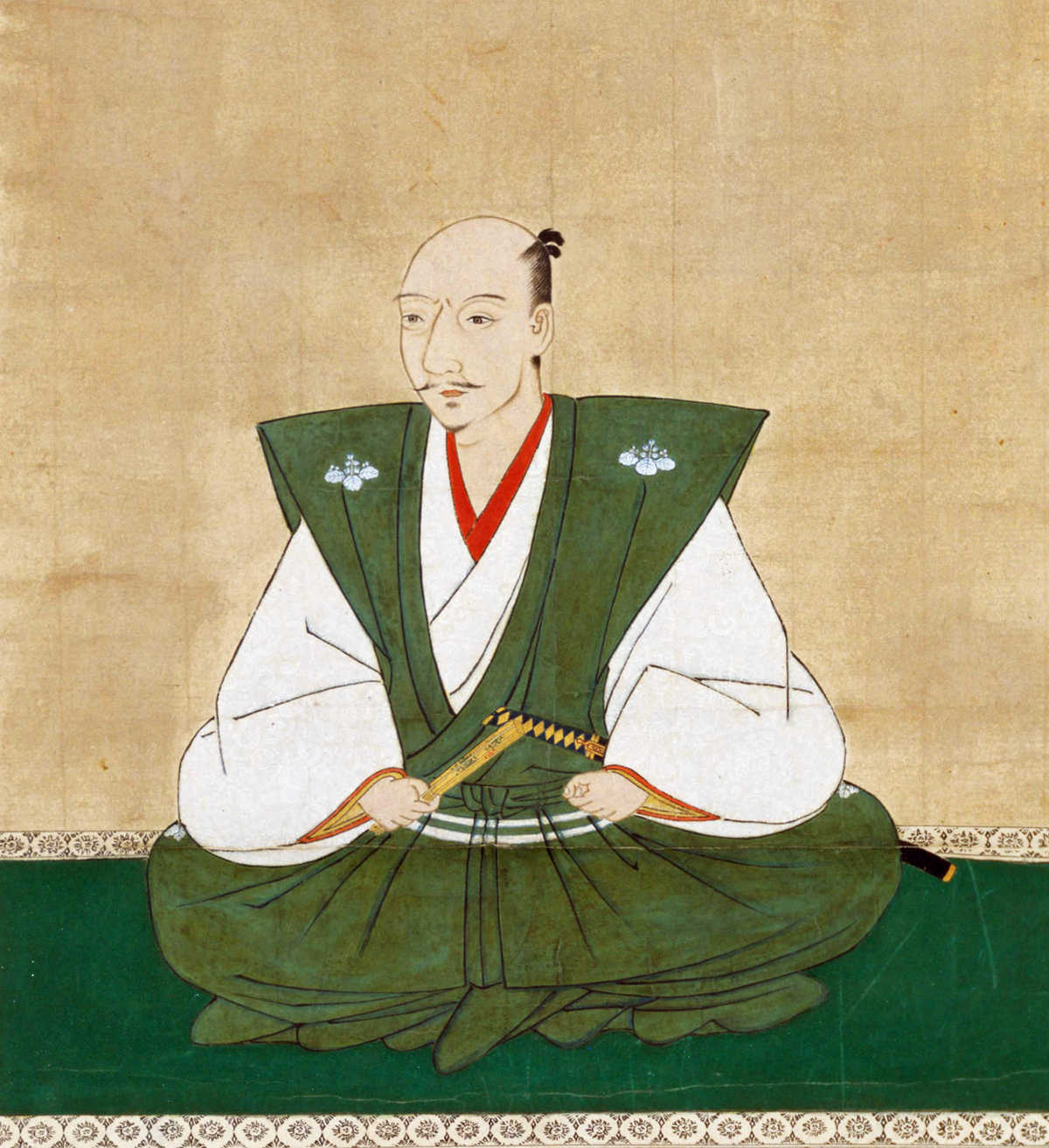
Oda Nobunaga

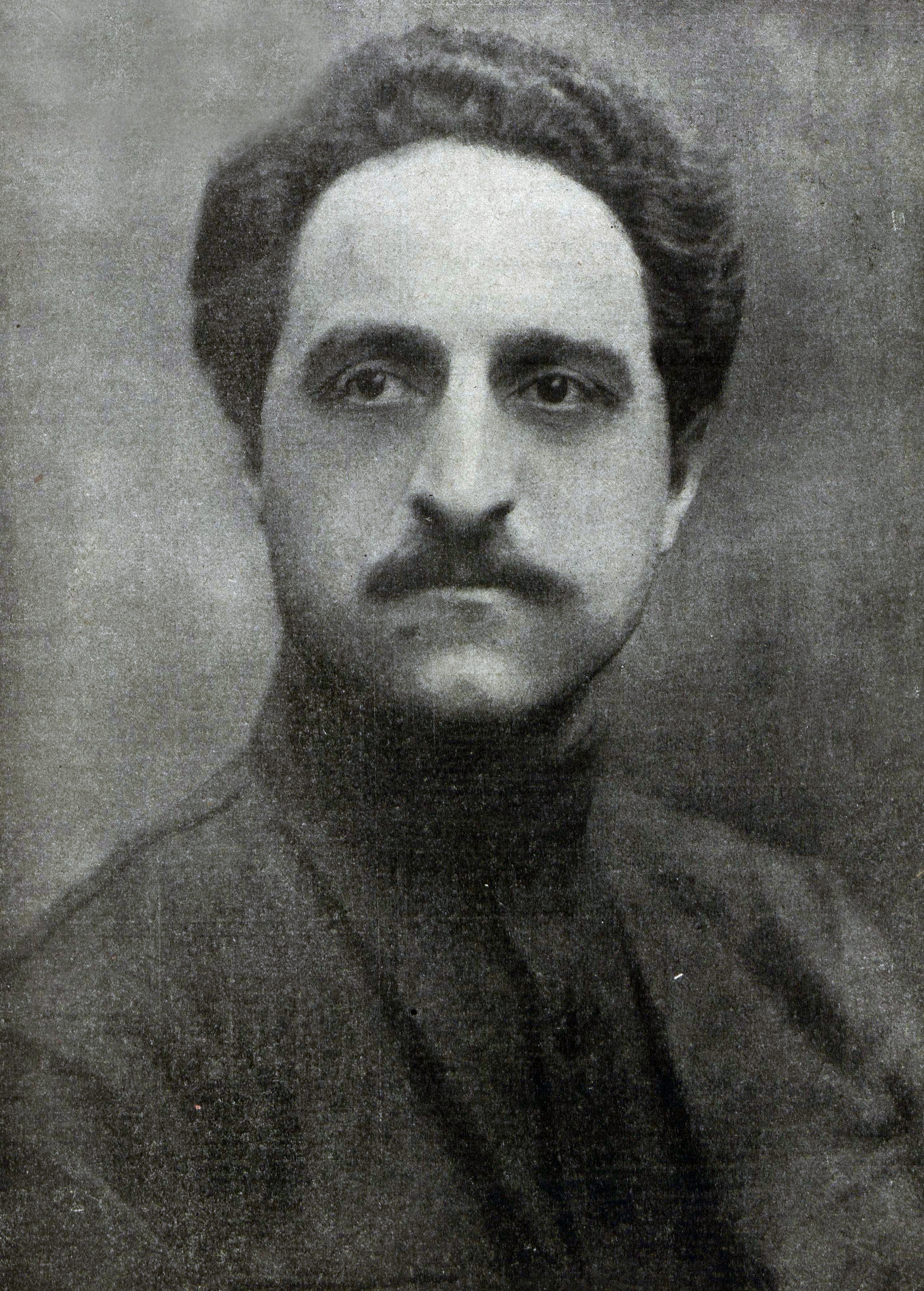
Sergo Ordjonikidze

- John O'Brien (1994), romancista americano, mais conhecido por seu romance, Leaving Las Vegas, disparo por arma de fogo na cabeça[686]
- Sean O'Haire (2014), ex-lutador americano da WWE e lutador de MMA, enforcado[687]
- Phil Ochs (1976), cantor e compositor americano, enforcamento[688]
- Oda Nobunaga (1582), daimiô japonês, seppuku[689]
- Ogawa Kiyoshi (1945), piloto kamikaze japonês[690]
- Aleksandr Dmitrievich Ogorodnik (1977), diplomata soviético e espião da CIA, cápsula de cianeto[691]
- Per Yngve Ohlin (1991), vocalista sueco da banda norueguesa de black metal Mayhem, disparo por arma de fogo na cabeça[692][693][694]
- Yukiko Okada (1986), cantora japonesa, pulou da janela[695]
- Lembit Oll (1999), Grande Mestre do xadrez da Estônia, saltou pela janela[696]
- Ambrose Olsen (2010), modelo americano, enforcamento[697]
- Johan Ooms (2020), ator holandês[698]
- Sergo Ordjonikidze (1937), líder bolchevique soviético, membro do Politburo do PCUS, chefe do Soviete Supremo da Economia Nacional e associado próximo de Josef Stalin, disparo por arma de fogo[699]
- Otão (69 DC), Imperador Romano, automutilação[700]
- Otríades (546 AC), hoplita espartano, único sobrevivente da Batalha dos 300 Campeões[701]
- Ōuchi Yoshitaka (1551), daimiô japonês e general, estripação ritual seppuku[702]

### P

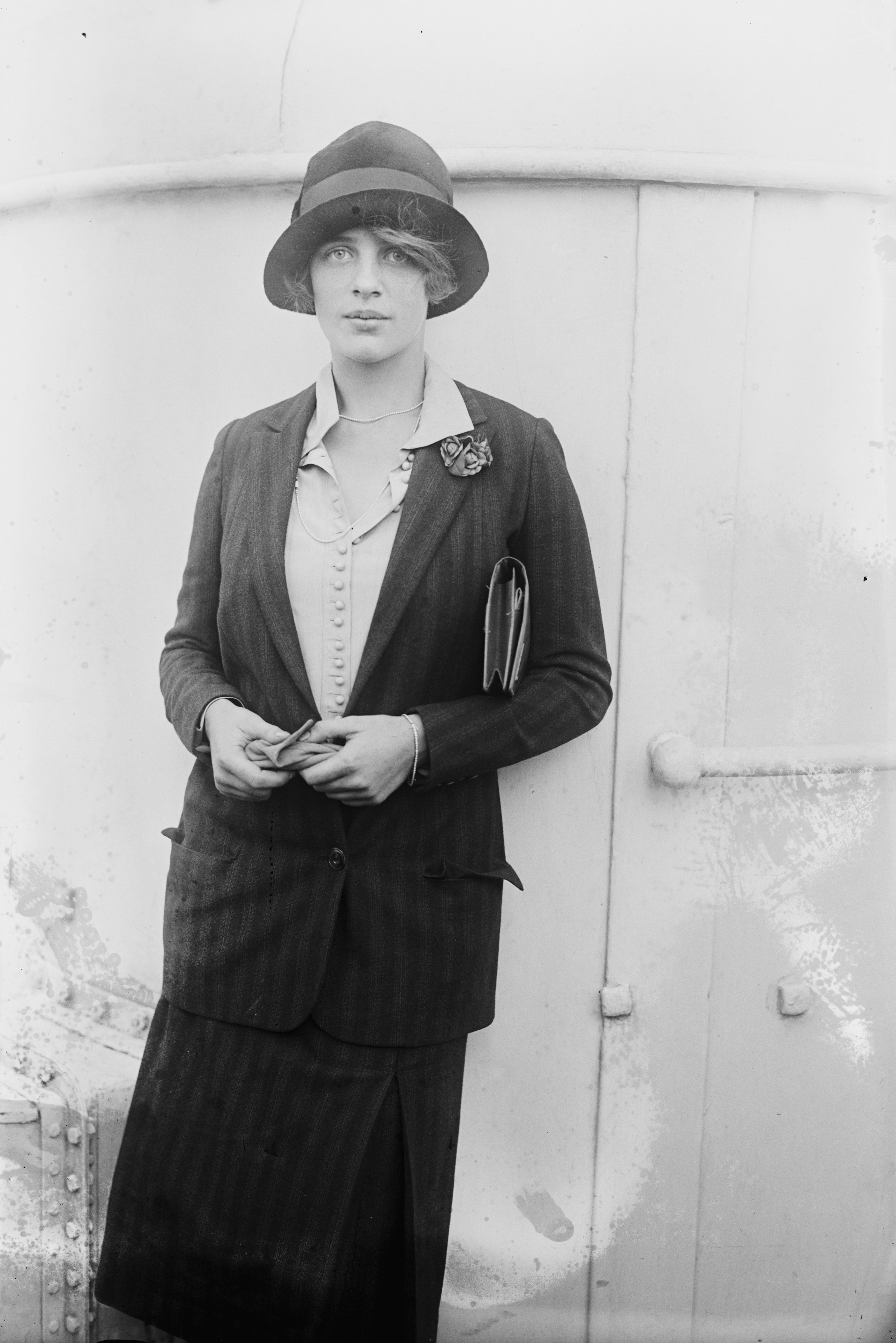
Rosamond Pinchot

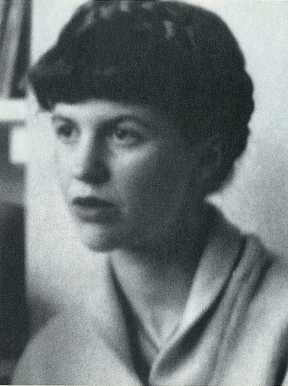
Sylvia Plath

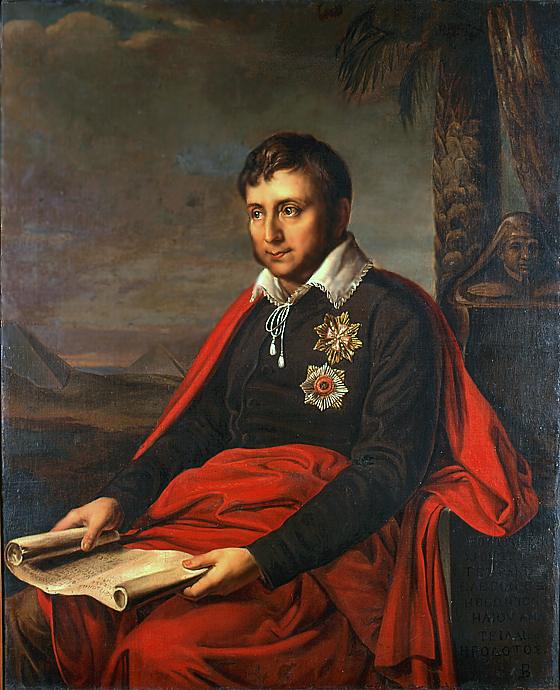
Jan Potocki

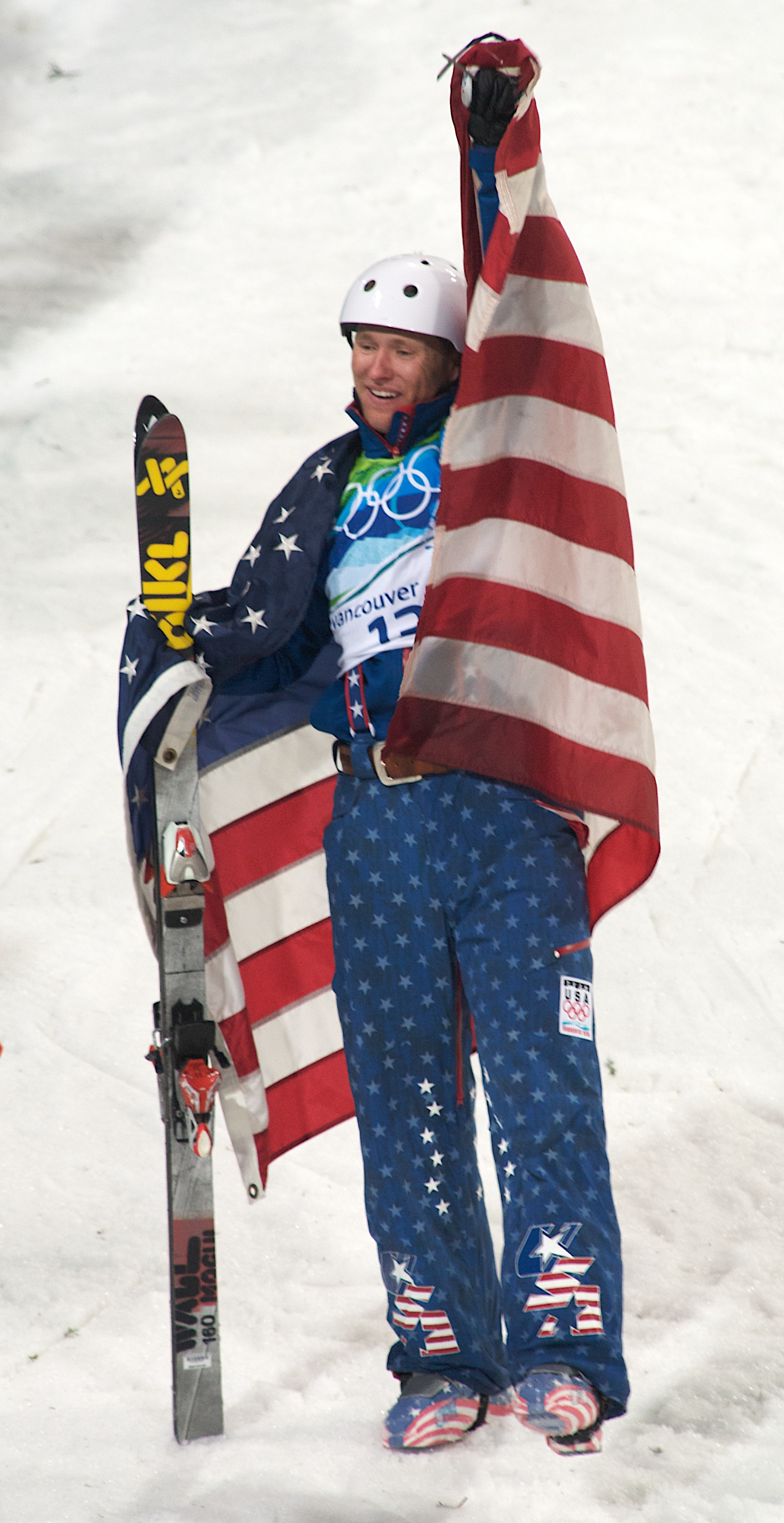
Jeret Peterson

- Cecina Peto (42 d.C.), suposto conspirador romano contra o imperador Cláudio, automutilação[703]
- Tommy Page (2017), cantor e compositor americano[704]
- Ali-Reza Pahlavi (2011), filho de Mohammad Reza Pahlavi, último Xá do Irã, disparo por arma de fogo[705]
- Leila Pahlavi (2001), filha de Mohammad Reza Pahlavi, último Xá do Irã, overdose de ansiolíticos[706]
- Jan Palach (1969), estudante tcheco, autoimolação[707]
- Mico Palanca (2019), ator filipino, atirou-se de um prédio[708]
- Brodie Panlock (2006), vítima australiana de bullying, saltou do topo de um estacionamento multinível em Hawthorn[709]
- Pantites (c. 470s AC), guerreiro espartano e um dos 300 espartanos enviados para a Batalha das Termópilas, enforcado[220]
- Park Yong-ha (2010), ator e cantor sul-coreano, enforcamento[710]
- Rehtaeh Parsons (2013), estudante canadense do ensino médio que foi vítima de bullying, estupro e de exposição de fotos deste crime online, enforcamento[711]
- Christine Pascal (1996), atriz, escritora e diretora francesa, pulou da janela[712][713]
- Dušan Pašek (1998), jogador eslovaco de hóquei no gelo, disparo por arma de fogo[714]
- Darrin Patrick (2020), escritor e pastor americano, disparo por arma de fogo[715]
- Cesare Pavese (1950), escritor italiano, overdose de barbitúricos[716]
- Pina Pellicer (1964), atriz mexicana, overdose de ansiolíticos[717]
- Luigi Pistilli (1996), atriz italiana, enforcamento[718]
- Peregrinus Proteus (165 d.C.), grego cristão convertido e filósofo cínico da Mísia, autoimolaçãonos Jogos Olímpicos da Antiguidade[719]
- Ariclê Perez  (2006), atriz brasileira, pulou do 10° andar do prédio que morava.
- Jeret Peterson (2011), esquiador americano, medalhista olímpico, disparo por arma de fogo[720]
- Petrônio (66 d.C.), senador romano, cônsul, cortesão e novelista, abrindo suas veias[721]
- Phasael (40 a.C.), príncipe da Dinastia Herodiana da Judéia e governador de Jerusalém, bateu com a cabeça em uma grande pedra[722]
- Phila (287 a.C.), nobre macedônia, filha e conselheira de Antípatro, veneno[723]
- Filisto (356 a.C.), historiador grego e comandante naval[724]
- Justin Pierce (2000), ator e skatista americano de ascendência inglesa, conhecido por seu papel no filme Kids, Hanging[725][726]
- Rosamond Pinchot (1938), atriz e socialite americana, asfixia por monóxido de carbono[727]
- H. Beam Piper (1964), escritor americano de ficção científica, arma de fogo[599][728]
- Caio Calpúrnio Pisão (65 d.C.), senador romano, orador, advogado e líder da Conspiração de Pisão, cortou seus pulsos[729]
- Cneu Calpúrnio Pisão (20 d.C.), estadista romano e cônsul, cortou sua garganta[730]
- Alejandra Pizarnik (1972), poetisa argentina, overdose de secobarbital[731]
- Sylvia Plath (1963), poetisa e escritora americana, intoxicação por gás em sua cozinha[732]
- Dana Plato (1999), atriz infantil americana, notável pela série de TV Diff'rent Strokes, overdose de carisoprodol e hidrocodona[733]
- Edward Platt (1974), ator americano, notável por seu papel na série Get Smart[734]
- E. O. Plauen (1944), cartunista alemão, enforcamento com uma toalha[735]
- Michael Player (1986), assassino em série americano, disparo por arma de fogo[736]
- Daniel Pollock (1992), ator australiano, atirou-se contra um trem em movimento[737]
- Pórcia (42 a.C.), nobre romana, esposa de Marco Júnio Bruto, o Jovem, engolindo carvão em chamas[737] ou asfixiação por monóxido de carbono[738]
- CW Post (1914), inventor americano e pioneiro na fabricação de alimentos preparados, disparo por arma de fogo[739][740]
- Pênio Póstumo (61 d.C.), Prefeito do castro da Legio II Augusta, atirou-se sobre sua espada[741]
- Randy Potter (2017), ex-desaparecido americano, disparo por arma de fogo[742]
- Jan Potocki (1815), nobre polonês, disparo por arma de fogo[743]
- James Edward Pough (1990), assassino em massa americano, disparo por arma de fogo[744]
- Josh Powell (2012), principal suspeito americano do desaparecimento de sua esposa, Susan, explodiu sua casa com ele e seus filhos dentro[745]
- Slobodan Praljak (2017), diretor croata da Bósnia, general e criminoso de guerra, cianeto de potássio[746]
- George R. Price (1975), cientista americano, cortando uma artéria[747]
- Phoebe Prince (2010), estudante americana vítima de bullying na escola e cyberbulling, enforcamento[748]
- Freddie Prinze (1977), ator e comediante de stand-up americano, disparo por arma de fogo na cabeça[749]
- Ptolomeu (309 a.C.), general macedônio, envenenamento por cicuta[750]
- Ptolemeu de Chipre (58 a.C.), rei de Chipre e membro da dinastia ptolomaica, veneno[751]
- Kushal Punjabi (2019), ator indiano, enforcamento[752]

### Q

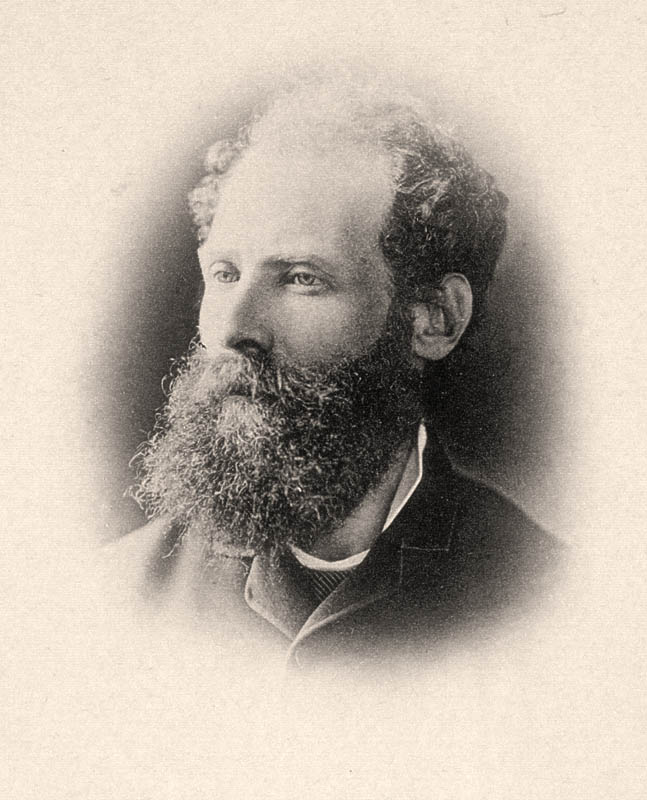
Antero de Quental

- Qiao Renliang (2016), cantor e ator chinês, automutilação[753]
- Qu Yuan (278 a.C.), poeta e ministro chinês, afogamento[754][755]
- Henry Quastler (1963), médico e radiologista austríaco, teve uma overdose de pílulas[756]
- Antero de Quental (1891), escritor e poeta português, disparo por arma de fogo[757]
- Quintilo (270 d.C.), imperador romano, automutilação[758]
- Horacio Quiroga (1937), dramaturgo e poeta e uruguaio, envenenamento por cianeto[759]

### R

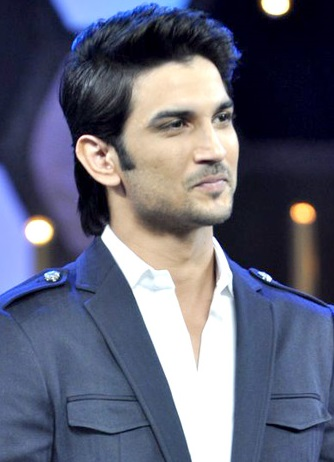
Sushant Singh Rajput

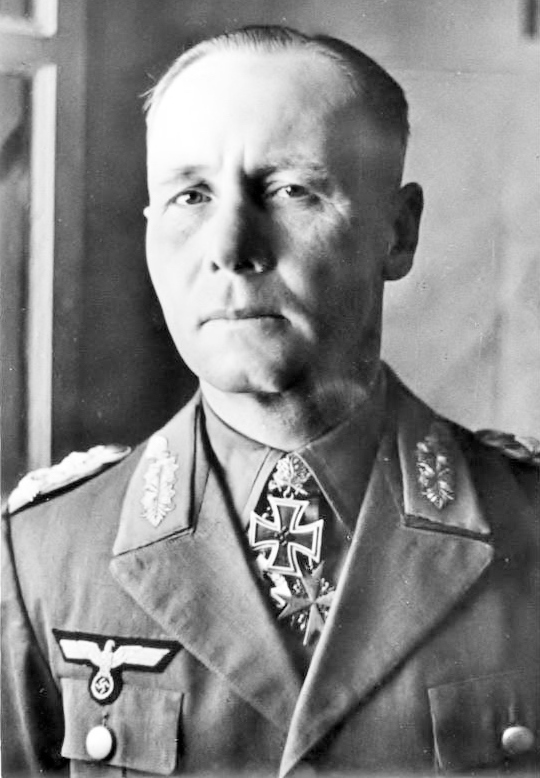
Erwin Rommel

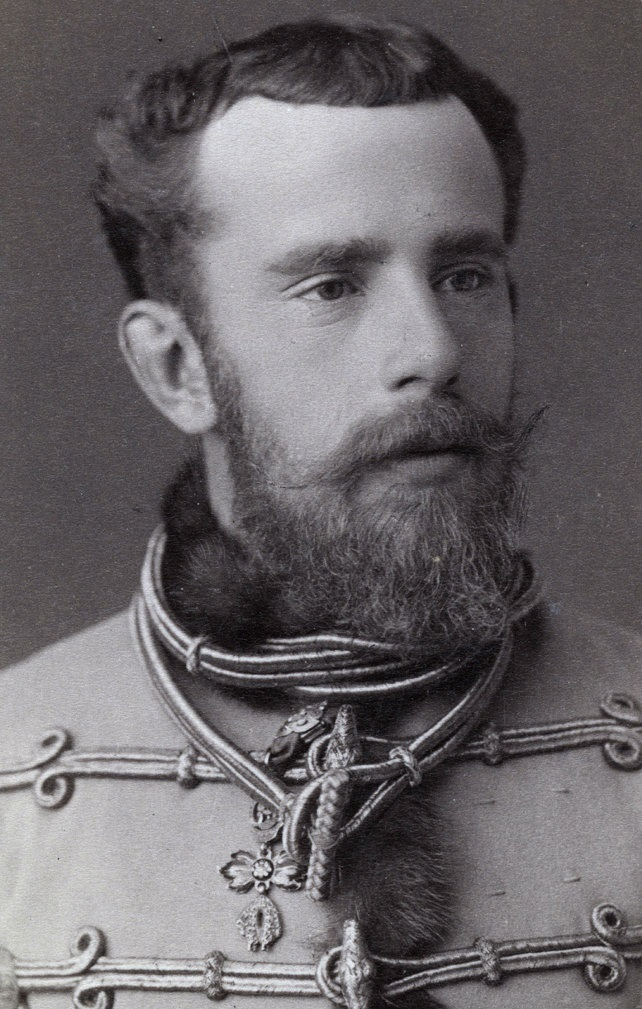
Rodolfo, Príncipe Herdeiro da Áustria

- Władysław Raginis (1939), comandante militar polonês, lançou-se em uma granada[760]
- Jason Raize (2004), ator americano, cantor e ex-Embaixador da Boa Vontade do Programa das Nações Unidas para o Meio Ambiente, enforcamento[761]
- Sushant Singh Rajput (2020), ator indiano, enforcamento[762]
- František Rajtoral (2017), jogador de futebol tcheco, enforcamento[763]
- Kodela Siva Prasada Rao (2019), política indiana, enforcamento[764]
- Nicola Ann Raphael (2001), estudante escocesa vítima de bullying, overdose de dextropropoxifeno[765]
- David Rappaport (1990), ator inglês, disparo por arma de fogo[766]
- Jan-Carl Raspe (1977), guerrilheiro alemão da Fração do Exército Vermelho, disparo por arma de fogo[302][767][768][769]
- Terry Ratzmann (2005), assassino em massa americano, disparo por arma de fogo[770]
- Geli Raubal (1931), sobrinha de Adolf Hitler, disparo por arma de fogo[771]
- Margaret Mary Ray (1998), stalker americana, jogou-se contra um trem em movimento[772]
- Roy Raymond (1993), fundador americano da Victoria's Secret, saltou da ponte Golden Gate[773][774]
- Albert Razin (2019), ativista e sociólogo dos direitos da língua udmurte, autoimolação[775]
- Reckful (2020), streamer israelense-americano e jogador de esporte eletrônicos[776]
- Liam Rector (2007), poeta e educador americano, arma de fogo[777][778]
- George Reeves, (1959), ator americano que viveu o Superman na série de TV. Baleamento por arma de fogo.
- Wilhelm Rediess (1945), SS nazista e líder da polícia na ocupação nazista da Noruega, disparo por arma de fogo[779]
- Ernst Reicher (1936), ator, roteirista, produtor e diretor de cinema alemão, enforcamento[780]
- David Reimer (2004), canadense que, após uma circuncisão malsucedida na infância, foi submetido a uma cirurgia de redesignação sexual sem seu consentimento, disparo por arma de fogo[781]
- Angelo Reyes (2011), Chefe do Estado-Maior das Forças Armadas das Filipinas, disparo por arma de fogo[782]
- Thomas C. Reynolds (1887), governador confederado do Missouri, atirou-se do terceiro andar no poço de um elevador[783]
- Rikyū (1591), mestre de chá japonês e confidente de Toyotomi Hideyoshi, seppuku[784]
- Artūras Rimkevičius (2019), jogador de futebol lituano, disparo por arma de fogo[785]
- Adele Ritchie, (1930) atriz americana, disparo por arma de fogo na garganta, após assassinar uma mulher rival pelo afeto com quem ambos estavam envolvidos[786]
- Dale Roberts (2010), futebol inglês, enforcamento[787]
- Rachel Roberts (1980), atriz galesa, overdose de barbitúricos e álcool e envenenamento por soda cáustica[788]
- Charles Rocket (2005), ator americano, automutilação[789]
- Erwin Rommel (1944), general alemão e teórico militar, envenenamento por cianeto[790][791]
- Jodon F. Romero (2012), criminoso americano cujo suicídio foi transmitido em rede nacional de televisão após uma perseguição de carro no Arizona, disparo por arma de fogo[792]
- Edgar Rosenberg (1987), produtor de cinema e televisão americano e marido de Joan Rivers, overdose de diazepam[793]
- Frank Rosolino (1978), trombonista de jazz americano, adisparo por arma de fogou em si mesmo depois de matar um filho e cegar o outro[794]
- Mark Rothko (1970), pintor expressionista abstrato americano, automutilação[795]
- Conrad Roy (2014), capitão de resgate da marinha americana, asfixia por monóxido de carbono[796]
- Ruan Lingyu (1935), atriz chinesa, overdose de barbitúricos[797]
- Rodolfo, Príncipe Herdeiro da Áustria (1889), filho do Francisco José I da Áustria, disparo por arma de fogo durante o incidente de Mayerling[798]
- Lori Erica Ruff (2010), ladrão de identidade americano anteriormente não identificado, disparo por arma de fogo[799]
- Edmund Ruffin (1865), escritoramericano, agricultor, agrônomo e separatista, disparo por arma de fogo na cabeça[800]
- Quinto Corélio Rufo (antes de 113 DC), senador romano, cônsul, confidente e professor de Plínio, o Jovem, recusando comida e tratamento para suas doenças[801]
- Richard Russell (2018), operador terrestre de aeroporto americano e ladrão de aviões, roubou um Horizon Air Q400 e o derrubou intencionalmente[802]
- Rick Rypien (2011), jogador profissional canadense de hóquei no gelo[803]

### S

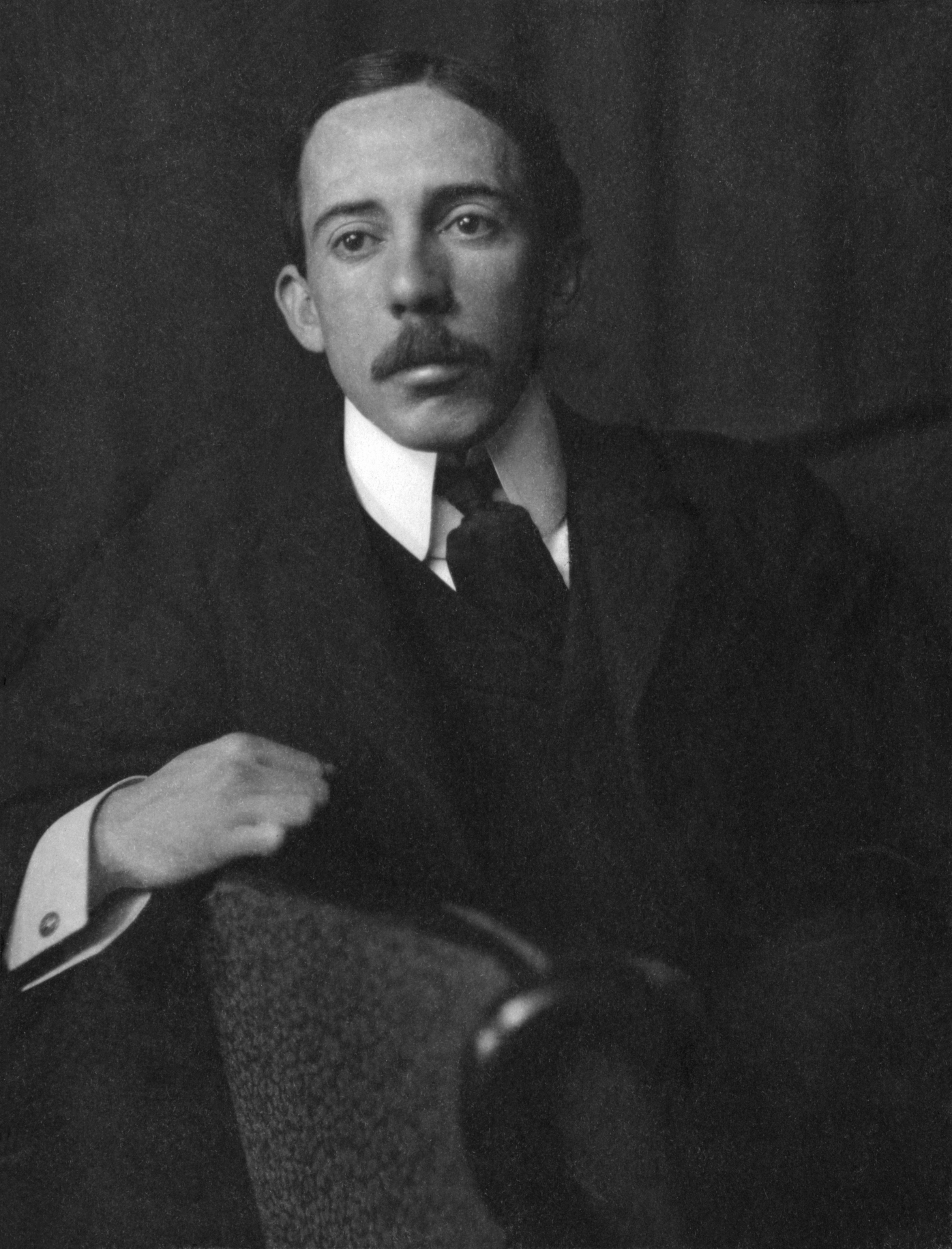
Alberto Santos Dumont

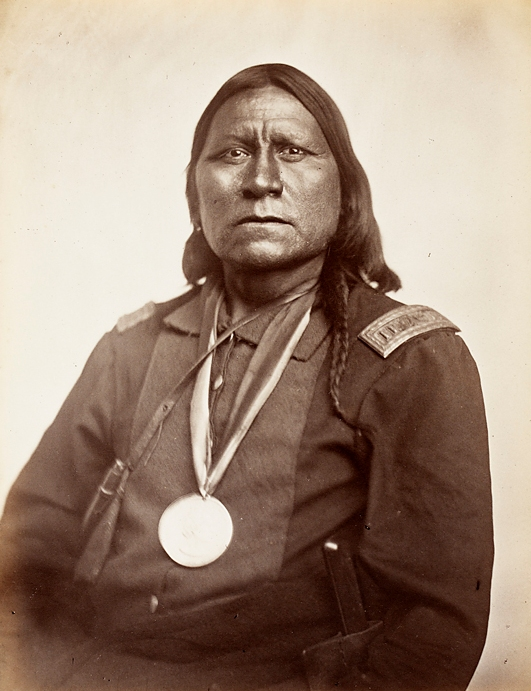
Satanta

Smiley Culture

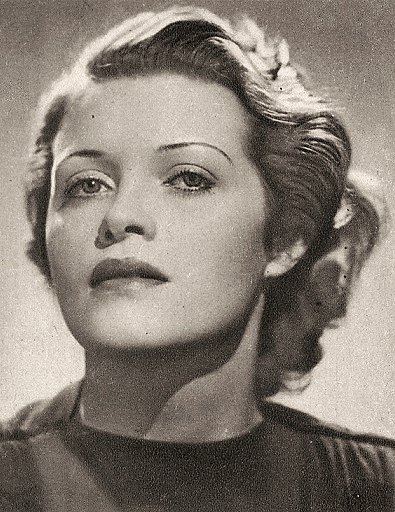
Sybille Schmitz

- Jun Sadogawa (2013), artista japonês de mangá, enforcamento[804]

- El Hedi ben Salem (1977), ator marroquino, enforcamento[805][806][807][808][809]
- Mark Salling (2018), ator americano, enforcamento[810]
- Johanna Sällström (2007), atriz sueca[811]
- Alexander Samsonov (1914), oficial e general de cavalaria russo, arma de fogo[812][813]
- George Sanders , ator britânico (1972), overdose de Nembutal.
- Sanmao (1991), escritor e tradutor taiwanês, enforcamento com meias de seda[814]
- Mónica Santa María (1994), modelo peruana e apresentadora de TV, disparo por arma de fogo[815]
- Nick Santino (2012), ator de novela americano, teve uma overdose de pílulas[816]
- Alberto Santos Dumont (1932), inventor brasileiro e pioneiro da aviação, enforcamento[817]
- Vytautas Šapranauskas (2013), ator lituano, enforcamento[818]
- Carl Sargeant (2017), político galês e ex-membro do governo galês, enforcamento[819]
- Sam Sarpong (2015), modelo e ator americano nascido na Grã-Bretanha, pulou de uma ponte[820]
- Satanta (1878), chefe de guerra de Kiowa, atirou-se de uma janela[821]
- Drake Sather (2004), roteirista americano, disparo por arma de fogo[822]
- Jiro Sato (1934), tenista japonês, afogamento[823]
- Saul (1012 AC), rei judeu, perfurou-se com sua espada[824]
- Marco Ostório Escápula (65 d.C.), senador romano, cônsul e tribuno militar, cortou suas veias e se esfaqueou com a ajuda de um escravo[825]
- Gilberto Scarpa (2011), apresentador brasileiro, se jogou do sétimo andar do prédio que morava[826]
- Mamerco Emílio Escauro (34 d.C.), retórico romano, poeta, senador e cônsul[827]
- Thomas Schäfer (2020), político alemão, pulou na frente de um trem[828]
- Aleko Schinas (1913), assassino grego do rei George I da Grécia, saltou da janela de uma delegacia de polícia de Thessaloniki[829]
- Sybille Schmitz (1955), atriz alemã, overdose de ansiolíticos[830]
- Robert Schommer (2001), astrônomo americano[831]
- Metelo Cipião (46 a.C.), cônsul romano e comandante militar, automutilação[832]
- L'Wren Scott (2014), estilista americano, enforcamento[833]
- Tony Scott (2012), cineasta inglês de filmes como Top Gun, saltou da ponte Vincent Thomas em Los Angeles[834]
- Junior Seau (2012), jogador All-Pro de futebol americano, disparo por arma de fogo no peito[835][836]
- Sonia Sekula (1963), pintora suíça, enforcamento[837]
- Sêneca, o Jovem (65 d.C.), filósofo romano, cortou suas veias[599][838]
- Arma Senkrah (1900), violinista americana, disparo por arma de fogo[839]
- Rezső Seress (1968), pianista e compositor húngaro, sufocamento com um fio[840]
- Marcus Sedatius Severianus (161 ou 162), senador romano, cônsul e general, inanição[841]
- Sêxtia (34 d.C.), esposa romana de Mamerco Emílio Escauro
- Anne Sexton (1974), poetisa americana, asfixia por monóxido de carbono[842]
- Frances Ford Seymour (1950) Socialite canadense-americana, cortou sua garganta[843]
- Oksana Shachko (2018), artista e ativista ucraniana, cofundadora da organização FEMEN, enforcamento[844]
- Shahrzad (1937), dramaturgo e dramaturgo iraniano[845]
- Del Shannon (1990), músico americano, disparo por arma de fogo[846]
- Samir Sharma (2020), ator indiano, enforcamento[847]
- H. James Shea Jr. (1970), político americano, disparo por arma de fogo[848]
- Harold Shipman (2004), médico de família inglês e assassino em série, enforcamento[849]
- Shoba (1980), atriz indiana, enforcamento[850][851][852]
- Manuel Fernández Silvestre (1921), general espanhol, arma de fogo[853]
- Per Sivle (1904), poeta e romancista norueguês, disparo por arma de fogo[854]
- PC Siqueira (2023), youtuber e apresentador brasileiro, intoxicação por uso de drogas e enforcamento[855]
- Mikola Skripnik (1933), líder bolchevique ucraniano, disparo por arma de fogo[856]
- Austra Skujiņa (1932), poetisa letã, saltou de uma ponte[857]
- Irina Slavina (2020), jornalista russa, autoimolação[858]
- Everett Sloane (1965), ator americano, overdose de drogas[859]
- Smiley Culture (2011), cantor e DJ inglês de reggae, esfaqueamento[860]
- James Vinton Smith (1952), político australiano, disparo por arma de fogo[861]
- Someshvara I (1068), rei do oeste de Chalukya, afogamento no rio Tungabhadra[862]
- David Sonboly (2016), perpetrador iraniano-alemão do disparo por arma de fogoteio em Munique em 2016, disparo por arma de fogo[863]
- Peu Sousa (2013), guitarrista brasileiro de, membro da banda Nove Mil Anjos e associado a Pitty, enforcamento[864]
- Quinto Márcio Bareia Sorano (66 d.C.), cônsul romano, senador e governador da Ásia[720]
- Kate Spade (2018), estilista americana, enforcamento[865]
- Gary Speed (2011), jogador e técnico de futebol galês, enforcamento[866]
- Mark Speight (2008), apresentador de televisão inglesa, enforcamento[867]
- Esporo (69 d.C.), menino romano que o imperador Nero castrou e se casou, automutilação com uma adaga[868]
- Andrew Joseph Stack III (2010), consultor americano de software embarcado, acidente de avião[869]
- Nicolas de Staël (1955), pintor francês, saltou de seu terraço do décimo primeiro andar[870]
- Frank Stanford (1978), poeta americano, disparo por arma de fogo[871]
- Scott Stearney (2018), almirante da Marinha dos Estados Unidos, disparo por arma de fogo[872]
- Costică Ștefănescu (2013), jogador de futebol e gerente romeno, saltou do quinto andar do Hospital Militar de Bucareste[873]
- Jean Stein (2017), autor americano, salta de um arranha-céus na cidade de Nova York[874][875]
- Steve Stephens (2017), especialista vocacional americano e suspeito de assassinato, disparo por arma de fogo após perseguição policial[876]
- Jon Paul Steuer (2018), ator e músico americano, conhecido como o primeiro ator a interpretar o personagem de Star Trek Alexander Rozhenko, disparo por arma de fogo[877][878][879]
- Inger Stevens (1970), atriz sueco-americana, overdose de barbitúricos[880]
- John Stevens (1923), jogador de críquete inglês, saltou na frente de um trem em movimento[881]
- Lyle Stevik (2001), inicialmente um homem não identificado usando o pseudônimo retirado de um livro de Joyce Carol Oates, enforcamento[882]
- Jay Stewart (1989), locutor de rádio e televisão americano, disparo por arma de fogo[883]
- Adalbert Stifter (1868), escritor austríaco, cortou o pescoço com uma navalha[884]
- Pringle Stokes (1828), oficial da marinha britânica e capitão do HMS Beagle durante sua primeira viagem, disparo por arma de fogo[885]
- Alfonsina Storni (1938), poeta argentino, afogamento[886]
- Otto Strandman (1941), político estoniano, disparo por arma de fogo[887][888]
- Ludwig Stumpfegger (1945), médico alemão e cirurgião pessoal de Adolf Hitler, envenenamento por cianeto[889]
- Sue Harukata (1555), daimyo do clã Ouchi, estripação[890]
- Sungdare Sherpa (1989), alpinista nepalês Sherpa[891]
- Sulli (2019), atriz, cantora e modelo sul-coreana, enforcamento[892][893]
- Roy Sullivan (1983), guarda florestal americano conhecido por ter sido atingido por um raio sete vezes, disparo por arma de fogo[894]
- David Edward Sutch (1999), músico inglês também conhecido como Screaming Lord Sutch, enforcamento[895]
- Adam Svoboda (2019), treinador e goleiro de hóquei no gelo tcheco, enforcamento[896]
- Aaron Swartz (2013), programador, escritor, organizador político e ativista americano, enforcamento[897]
- Sawyer Sweeten (2015), ex-ator infantil americano, arma de fogo[898]

### T

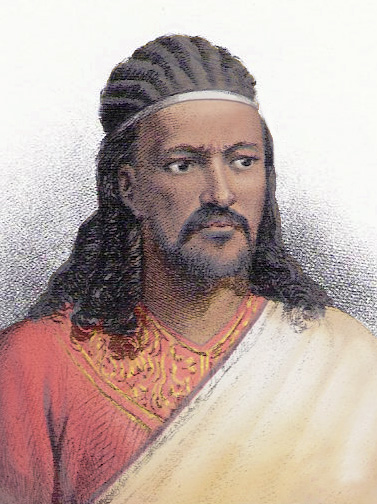
Tewodros II

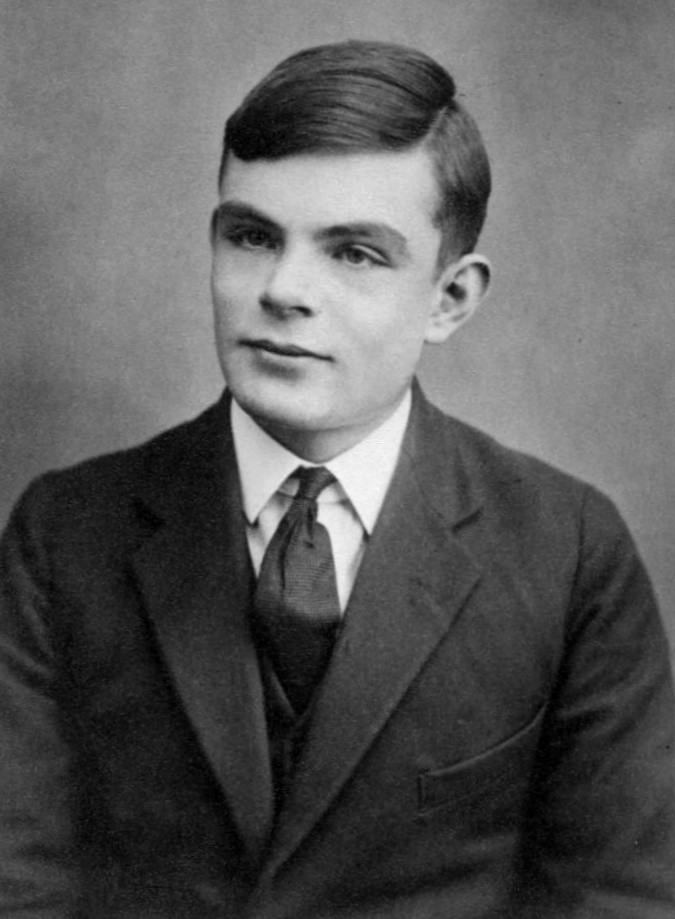
Alan Turing

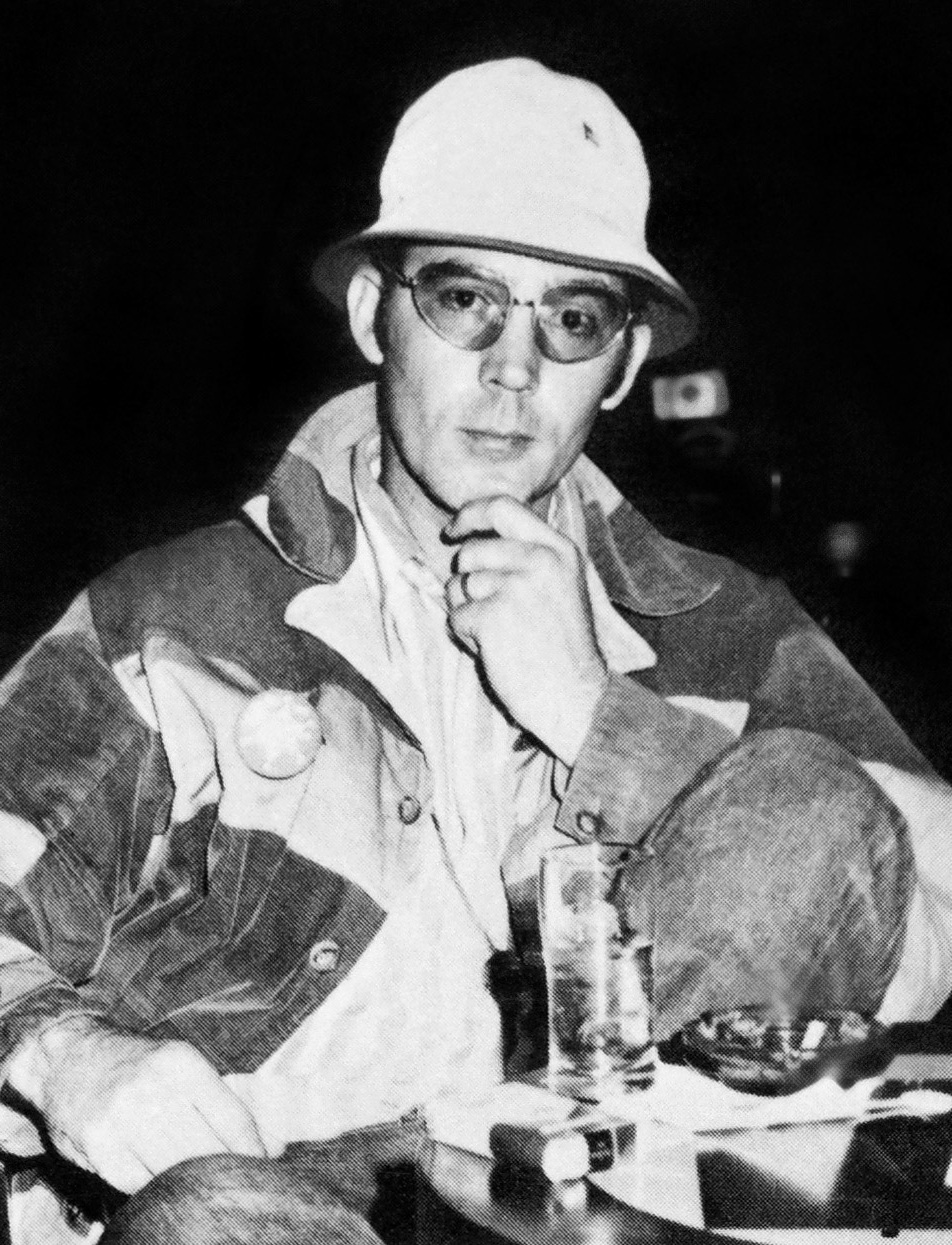
Hunter S. Thompson

- Sinedu Tadesse (1995), assassino etíope, enforcamento[899]
- Taira no Tokiko (1185), bicunim japonesa, esposa de Taira no Kiyomori chefe do clã Taira, avó do imperador Antoku, afogamento[900]
- Taira no Tomomori (1185), general japonês, almirante e herdeiro aparente dos Clã Taira, afogamento[901]
- Yutaka Taniyama (1958), matemático japonês[902]
- Jacque Alexander Tardy (1827), pirata escocês-francês, cortou sua própria garganta[903]
- Jean Tatlock (1944), médico americano, psiquiatra, ativista comunista, amante de Robert Oppenheimer, afogamento em uma banheira[904]
- Victor Tausk (1919), psicanalista e neurologista austríaco, enforcamento e disparo por arma de fogo[905]
- Pál Teleki (1941), primeiro-ministro do Reino da Hungria, disparo por arma de fogo[906]
- Lou Tellegen (1934), ator, diretor e roteirista holandês, automutilação contra o peito com uma tesoura[907]
- Josef Terboven (1945), Reichskommissar da ocupação nazista da Noruega, autoimplosão por dinamite[908]
- Tewodros II (1868), imperador da Etiópia, disparo por arma de fogo[909]
- Tezozomoctli (1430), imperador tlatoani de Cuauhtitlan, envenenamento[910]
- Mike Thalassitis (2019), jogador de futebol cipriota inglês e personalidade da televisão, enforcamento[911]
- Jack Thayer (1945), sobrevivente do Titanic, automultilação por corte dos pulsos[912]
- Samuel JF Thayer (1893), arquiteto americano, disparo por arma de fogo[913]
- Thích Quảng Đức (1963), monge budista maaiana vietnamita, autoimolação[914]
- Hugo Thimig (1944), ator austríaco, overdose de veronal[915]
- Nicky Thomas (1990), cantor de reggae jamaicano[916]
- Hunter S. Thompson (2005), jornalista gonzo, autor do livro Fear and Loathing in Las Vegas, disparo por arma de fogo[917]
- Terry Thompson (2011), proprietário da Fazenda Animal do Condado de Muskingum, disparo por arma de fogo[918]
- Ofônio Tigelino (69 d.C.), prefeito do pretório romano da guarda pretoriana, cortou sua garganta com uma navalha[919]
- Carlos Tobalina (1989), cineasta e ator pornográfico peruano, disparo por arma de fogo[920]
- Li Tobler (1975), atriz suíça, modelo e parceira de vida do artista H. R. Giger, disparo por arma de fogo[921]
- Amanda Todd (2012), estudante canadense do ensino médio que foi vítima de bullying na escola e na internet, enforcamento[922]
- Ernst Toller (1939), dramaturgo alemão e socialista revolucionário, enforcamento[923]
- Ivo-Valentino Tomaš (2019), jogador de futebol croata[924]
- Radka Toneff (1982), cantora de jazz norueguesa, overdose de ansiolíticos[925]
- John Kennedy Toole (1969), romancista americano conhecido por A Confederacy of Dunces, asfixia por monóxido de carbono[926]
- Dudu Topaz (2009), personalidade e apresentador da TV israelense, enforcamento[927]
- Torquato Neto (1972) Poeta, Jornalista, Cineasta e Letrista de Música na Tropicália. Com gás do aquecedor do banheiro, aos 28 anos.
- Maury Travis (2002), assassino em série americano, enforcamento[928]
- Silvanus Trevail (1903), arquiteto inglês, disparo por arma de fogo[929]
- Dick Trickle (2013), motorista da NASCAR americano, disparo por arma de fogo[930][931]
- Sunil Tripathi (2013), estudante americano e ex-suspeito do atentado à Maratona de Boston de 2013[932]
- Verne Troyer (2018), ator americano conhecido por seu papel como Mini-Me nos filmes de Austin Powers, overdose por álcool[933]
- Boris Floricic "Tron" (1998), hacker alemão, enforcamento[934]
- Butch Trucks (2017), baterista americano da Allman Brothers Band, disparo por arma de fogo[935]
- Yordan Tsitsonkov (1926), assassino búlgaro-macedônio, enforcamento[936]
- Kōkichi Tsuburaya (1968), maratonista japonês, cortou os pulsos[937]
- Marina Tsvetaeva (1941), poetisa soviética, enforcamento[938]
- Kurt Tucholsky (1935), jornalista alemão, satirista e escritor, overdose de ansiolíticos[939]
- Alan Turing (1954), matemático inglês, lógico, criptanalista e cientista da computação, comeu uma maçã misturada envenenada com cianeto[940]
- Jim Tyrer (1980), jogador de futebol americano, disparo por arma de fogo[941]

### U
- Ernst Udet (1941), piloto alemão e general da força aérea, disparo por arma de fogo na cabeça[942]
- Miyu Uehara (2011), modelo japonês, enforcamento[943][944]
- Ugaki Matome (1945), almirante e o último piloto kamikaze japonês, tentou sem sucesso um ataque kamikaze depois da rendição do Japão, provavelmente colidindo com o mar e afogando-se[945]
- Jack Unterweger (1994), assassino em série austríaco, enforcamento[946]
- Mitsuru Ushijima (1945), general japonês, iniciou o suicídio ritualístico de seppuku pouco antes de um de seus ajudantes decapitá-lo com um sabre[947][948]

### V

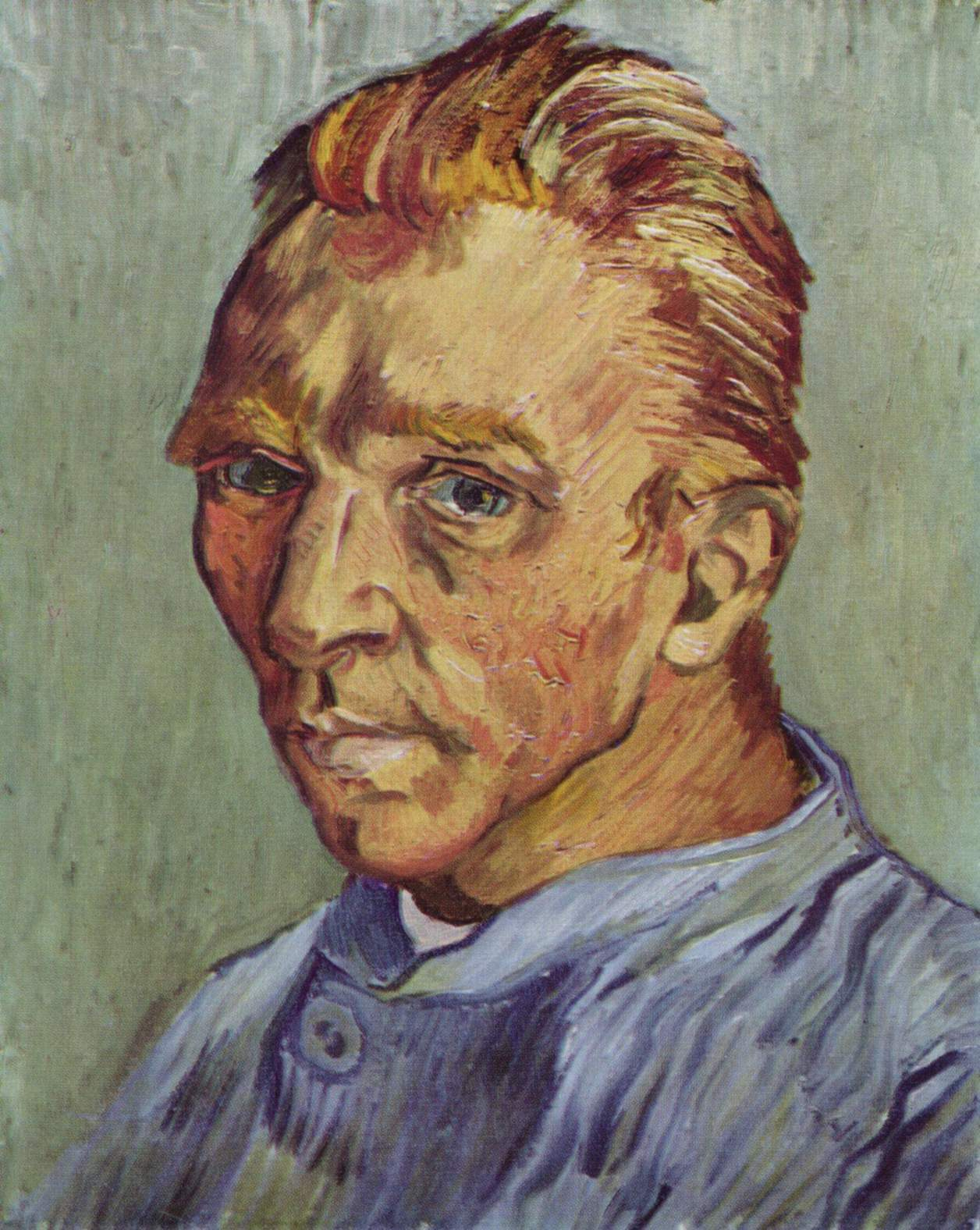
Vincent van Gogh

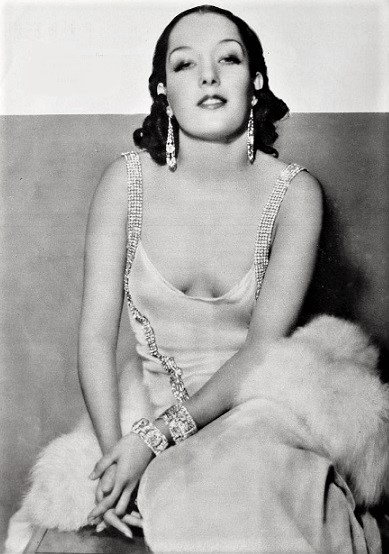
Lupe Vélez

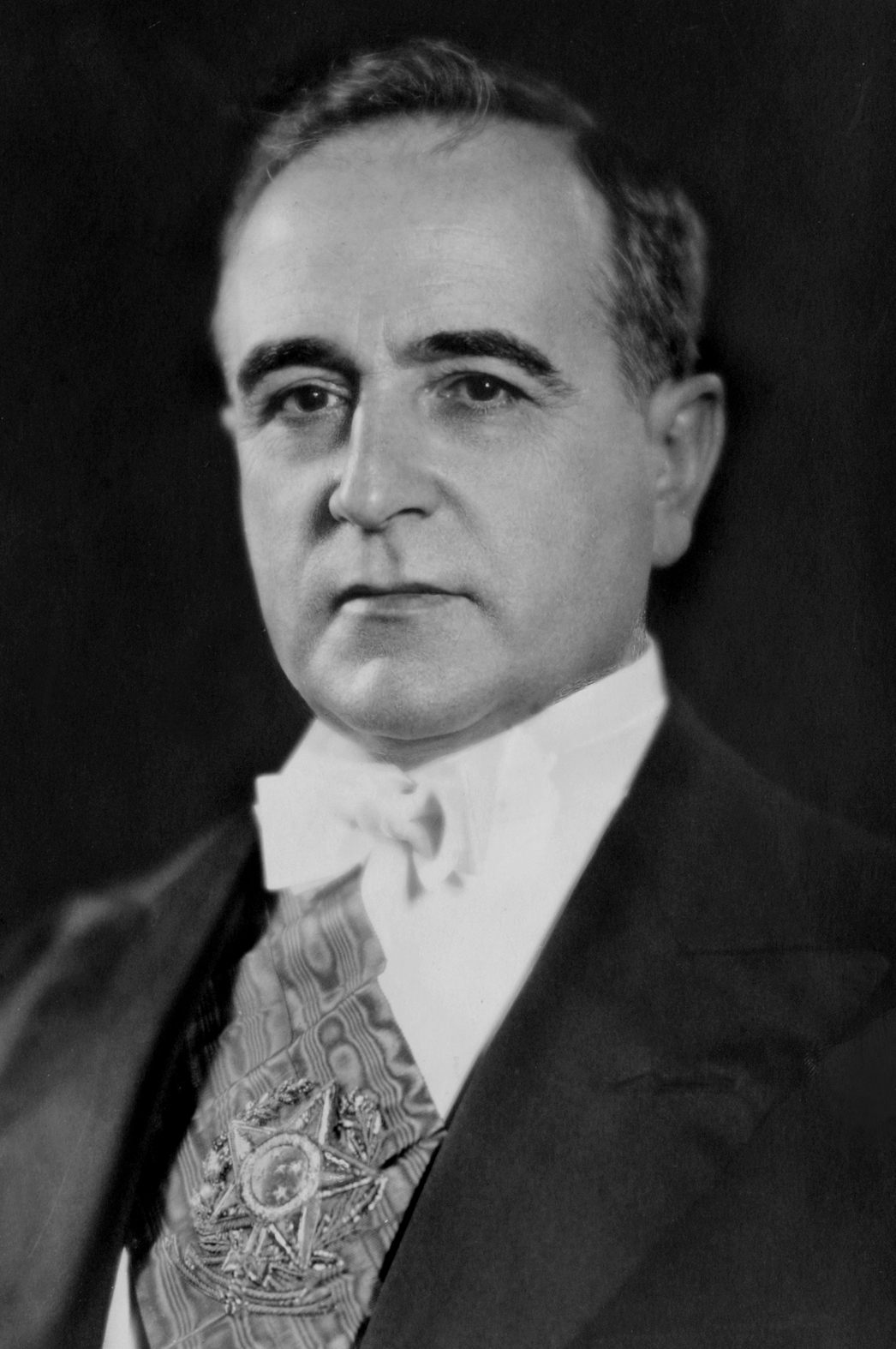
Getúlio Vargas

- Edwin Valero (2010), boxeador venezuelano, enforcamento[949]
- Kelly Jean Van Dyke (1991), atriz pornográfica americana, enforcamento[950]
- Luigi Vannucchi (1978), ator italiano, overdose[951]
- Vincent van Gogh (1890), pintor pós-impressionista holandês, disparo por arma de fogo[952]
- George Washington Vanderbilt III (1961), explorador americano e membro da família Vanderbilt, saltou do 10º andar do Hotel Mark Hopkins[953]
- Johannes Vares (1946), poeta, médico e político estoniano, disparo por arma de fogo[954]
- Getúlio Vargas (1954), advogado, militar, político e presidente do Brasil em dois períodos, disparo por arma de fogo contra o coração.[955][956]
- Públio Quintílio Varo (9 d.C.), general romano, caiu sobre sua espada[957]
- Minnie Vautrin (1940), missionária americana na China, asfixia por inalação de de gás de cozinha[958][959]
- Lupe Vélez (1944), atriz mexicana, overdose de secobarbital[960]
- Dominique Venner (2013), escritor francês, disparo de arma de fogo contra a cabeça na Catedral de Notre-Dame de Paris[961]
- Marco Júlio Vestino Ático (65 d.C.), senador e cônsul romano, automutilação[962]
- Tito Vécio (104 AC), romano, membro da ordem equestre e líder de uma revolta de escravos[963]
- Lúcio Antíscio Veto (65 d.C.), senador romano, cônsul e governador da Germânia Superior[964]
- Maria Vidal, (1963), Atriz brasileira de rádio, teatro, cinema e televisão. Tomou soda cáustica e colocou a cabeça no forno.
- Juhan Viiding (1995), poeta e ator estoniano, cortou suas veias[965][966]
- Hervé Villechaize (1993), ator francês conhecido por seu trabalho na série de televisão Fantasy Island, disparo por arma de fogo[967]
- Lucius Annius Vinicianus (42 d.C.), senador romano, conspirador do assassinato de Calígula e rebelde contra Cláudio[968]
- Frank Vitkovic (1987), spree killer australiano que perpetrou o massacre da Queen Street, pulou da janela de um prédio da Queen Street, em Melbourne[969]
- Ned Vizzini (2013), escritoramericano de ficção, saltou de um edifício[970]
- Chris Von Erich (1991), lutador americano de wrestling profissional, disparo por arma de fogo na cabeça[971]
- Bulelani Vukwana (2002), matador de farra sul-africano, disparo por arma de fogo[972]

### W

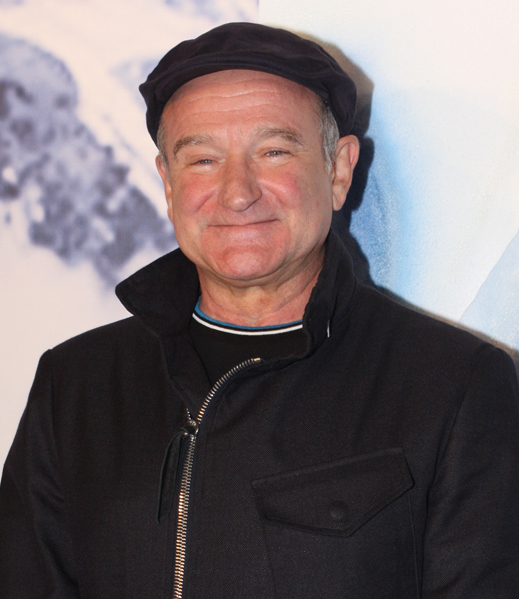
Robin Williams

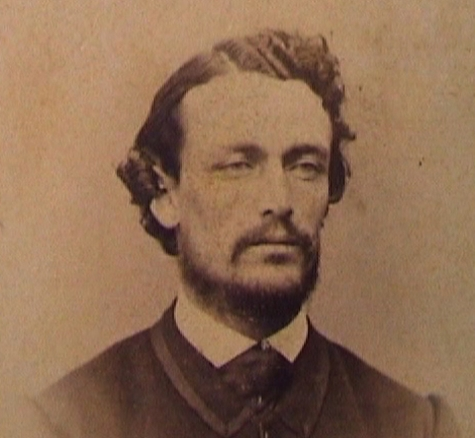
Tom Wills

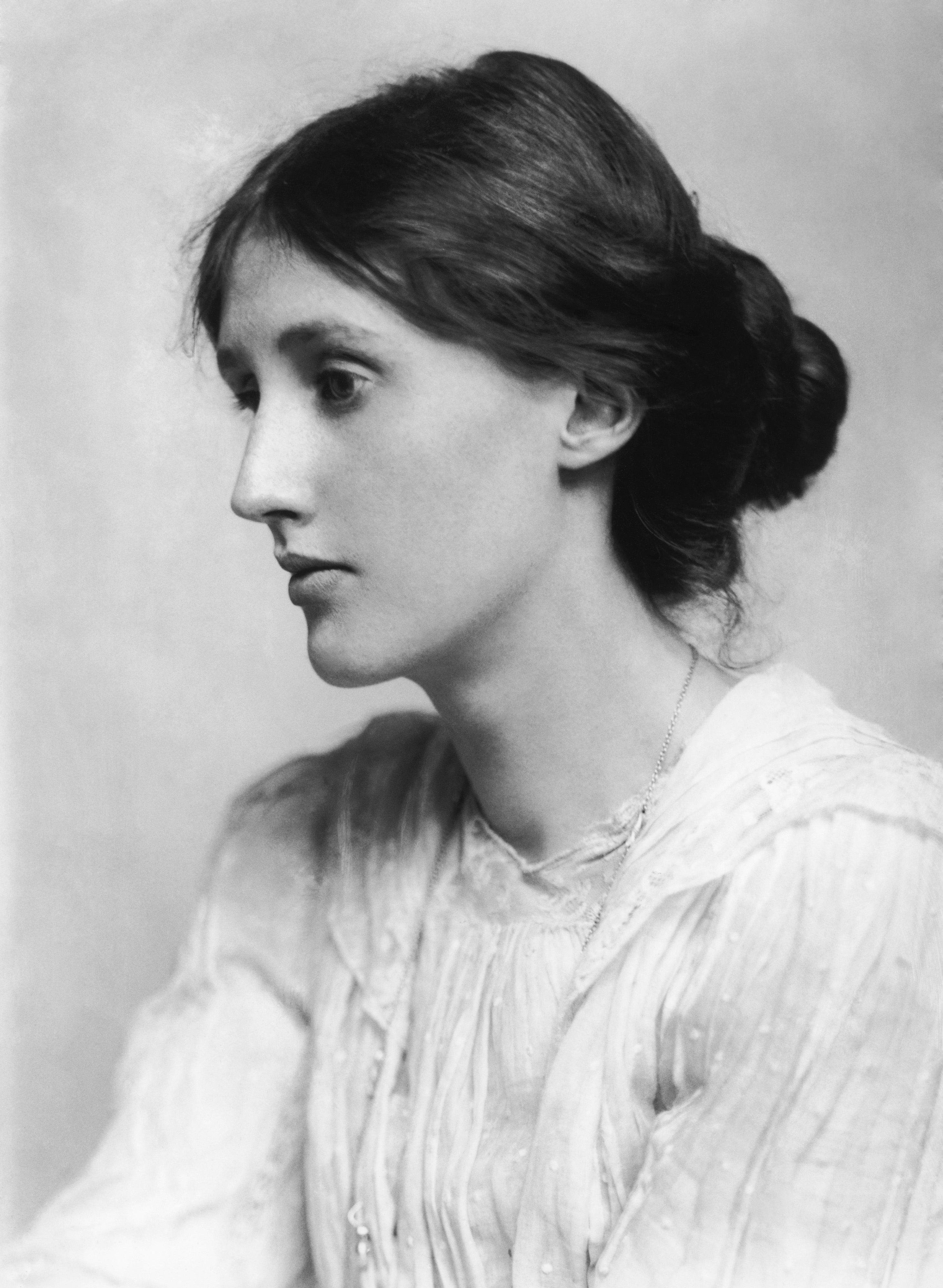
Virgínia Woolf

- Bradford Thomas Wagner (2005), agente imobiliário americano, ator pornô e suspeito de ser estuprador em série, enforcamento com um lençol[973]
- Gustav Wagner (1980), schutzstaffel austríaco e vice-comandante do campo de extermínio de Sobibor, automutilação[974]
- David Wallace (1904), pai da primeira-dama dos Estados Unidos Bess Truman, disparo por arma de fogo na cabeça[975]
- David Foster Wallace (2008), escritor americano, enforcamento[976]
- Stephen Ward (1963), médico osteopata inglês e uma das figuras centrais no caso Profumo de 1963, overdose de ansiolíticos[977]
- John William Warde (1938), bancário americano conhecido por passar 14 horas em uma saliência antes de pular do 17º andar do Hotel Gotham de Manahattan[978][979]
- Ed Warren (1963), ator americano, político e ex-prefeito de Cheyenne, no estado americano de Wyoming, asfixia por monóxidode carbono[980]
- Nick Wasicsko (1993), ex-prefeito de Yonkers, no estado americano de Nova York, disparo por arma de fogo na cabeça[981]
- Andre Waters (2006), ex-segurança da National Football League, disparo por arma de fogo na cabeça[982]
- Gary Webb (2004), repórter investigativo americano, disparo por arma de fogo na cabeça[983]
- Jaromir Weinberger (1967), compositor tcheco-aamericano, overdose de ansiolíticos[984][985]
- Otto Weininger (1903), filósofo austríaco, disparo por arma de fogo[986]
- Jeff Weise (2005), estudante americano do ensino médio que perpetrou o disparo por arma de fogoteio em Red Lake, disparo por arma de fogo[987]
- Dorrit Weixler (1916), atriz de cinema alemão, enforcamento[988]
- Bob Welch (2012), cantor e compositor de rock americano e ex-membro da banda Fleetwood Mac, disparo por arma de fogo no peito[989]
- Dawn-Marie Wesley (2000), estudante canadense do ensino médio vítima de bullying, enforcamento[990]
- Fred West (1995), serial killer inglês, enforcamento[991]
- Assia Wevill (1969), física judia alemã e amante do poeta inglês Ted Hughes, assassinato-suicídio com sua filha Hughes, asfixia por gás[992]
- James Whale (1957), diretor inglês, afogamento[993]
- Dan White (1985), político de São Francisco que assassinou o prefeito George Moscone e o ativista LGBT Harvey Milk, asfixia por monóxido de carbono[994]
- Kurt-Werner Wichmann (1993), alemão suspeito de ser assassino em série e principal suspeito dos assassinatos de Göhrde, enforcamento[995]
- Robin Williams (2014), ator e comediante americano, enforcamento[996][997][998]
- Rozz Williams (1998), músico americano, vocalista principal da banda Christian Death, enforcamento[999]
- Wendy O. Williams (1998), cantora e compositora americana do grupo musical Plasmatics, disparo por arma de fogo[1000]
- Tom Wills (1880), jogador de críquete australiano e inventor do futebol australiano, automutilação com tesoura[1001]
- Jarrid Wilson (2019), pastor e escritor americano[1002]
- Christopher Wilmarth (1987), escultor americano, enforcamento[1003]
- Sheree Winton (1976), atriz inglesa, overdose de barbitúricos[1004]
- Jack Wishna (2012), presidente e CEO da CPAmerica, asfixia por monóxido de carbono[1005]
- Jiverly Antares Wong (2009), cidadão americano naturalizado do Vietnã que perpetrou massacre de Binghamton, disparo por arma de fogo[1006]
- Tobi Wong (2010), designer canadense e artista conceitual, overdose[1007][1008]
- Bum-kon Woo (1982), policial sul-coreano e matador de farra[1009]
- Seung-yeon Woo (2009), atriz e modelo sul-coreana, enforcamento[1010]
- Wally Wood (1981), escritor e cartunista americano, disparo por arma de fogo[1011]
- Francesca Woodman (1981), fotógrafa americana, saltou de uma janela[1012]
- Virginia Woolf (1941), escritora, feminista, ensaísta e editora inglesa, afogamento[1013]
- Stephen Wooldridge (2017), ciclista australiano[1014]
- Tera Wray (2016), atriz pornográfica americana[1015]
- Marcin Wrona (2015), diretor de cinema polonês, enforcamento[1016]
- Wu Zixu (484 a.C.), político e general chinês do Reino de Uu, automutilação com uma espada[1017]

### Y

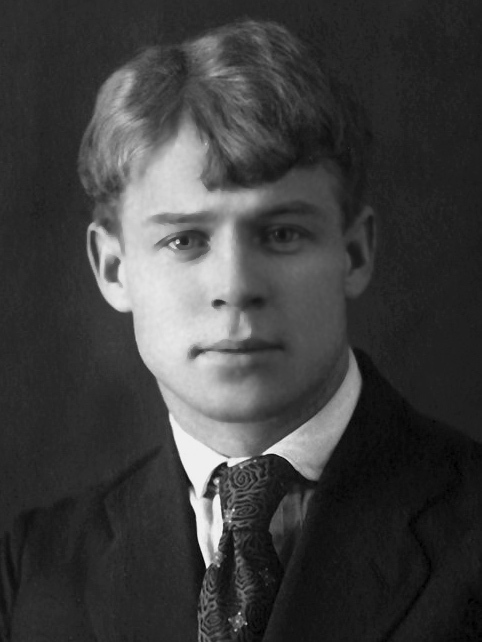
Sergei Yesenin

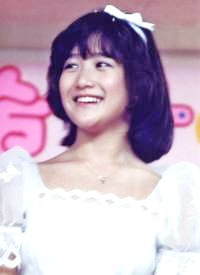
Yukiko Okada

- Yakushiji Motoichi (1504), samurai japonês e vice-governador da antiga província de Settsu, seppuku[1018]
- Otoya Yamaguchi (1960), nacionalista japonês que assassinou Inejiro Asanuma, enforcamento[1019]
- Yang Yang (2019), tenor chinês e professor de música, atirou-se do 26º andar do prédio onde morava[1020][1021]
- Yasmine (2009), cantora belga, enforcamento[1022]
- Seizō Yasunori (1945), piloto kamikaze japonês, manobrou seu avião contra o USS Bunker Hill (CV-17)[1023]
- Kelly Yeomans (1997), estudante inglesa que sofreu bullying no ensino médio, overdose de dextropropoxifeno[1024]
- Serguei Iessienin (1925), poeta soviético, enforcamento[1025]
- Francis Parker Yockey (1960), filósofo político e neofascista americano, envenenamento por cianeto[1026]
- Yoon Ki-won (2011), futebolista sul-coreano, asfixia por monóxido de carbono[1027]
- Atsumi Yoshikubo (2014), psiquiatra japonês, perdeu-se propositalmente na Taiga canadense[1028][1029]
- Gūwalgiya Youlan (1921), nobre manchu, consorte principal de Zaifeng, Príncipe Chun e mãe do último imperador da China, Pu Yi, overdose de ópio[1030]
- Cy Young (1964), jogador sino-americano de beisebol, overdose de barbitúricos[1031]
- Faron Young (1996), cantor americano de música country, disparo por arma de fogo[1032]
- Gig Young (1978), ator americano, disparo por arma de fogo após assassinar sua esposa[1033]
- Lee Thompson Young (2013), ator americano, disparo por arma de fogo[1034]
- Fakhra Younus (2012), dançarina paquistanesa, saltou de um prédio[1035]
- Yukiko Okada (1986), cantora, atriz e modelo japonesa, pulou do sétimo andar da agência em que trabalhava, sua morte acabou causando a "Síndrome Yukiko" causando o suícidio de mais de 40 pessoas.[1036]

### Z
- Bill Zeller (2011), programador de computador americano, desenvolvedor do myTunes e abusador sexual de crianças, enforcamento[1037]
- Hai Zi (1989), poeta chinês, atingido por trem ao esperar deitado nos trilhos de uma ferrovia[1038][1039][1040]
- Marion Zioncheck (1936), congressista americano 1º distrito de Washington, saltou da janela de seu escritório[1041]
- Joost Zwagerman (2015), escritor, poeta e ensaísta holandês[1042][1043][1044]
- Stefan Zweig (1942), romancista austríaco, dramaturgo, jornalista e biógrafo, overdose de barbitúricos em conjunto com sua esposa[1045][1046][1047]

## Suicídios prováveis

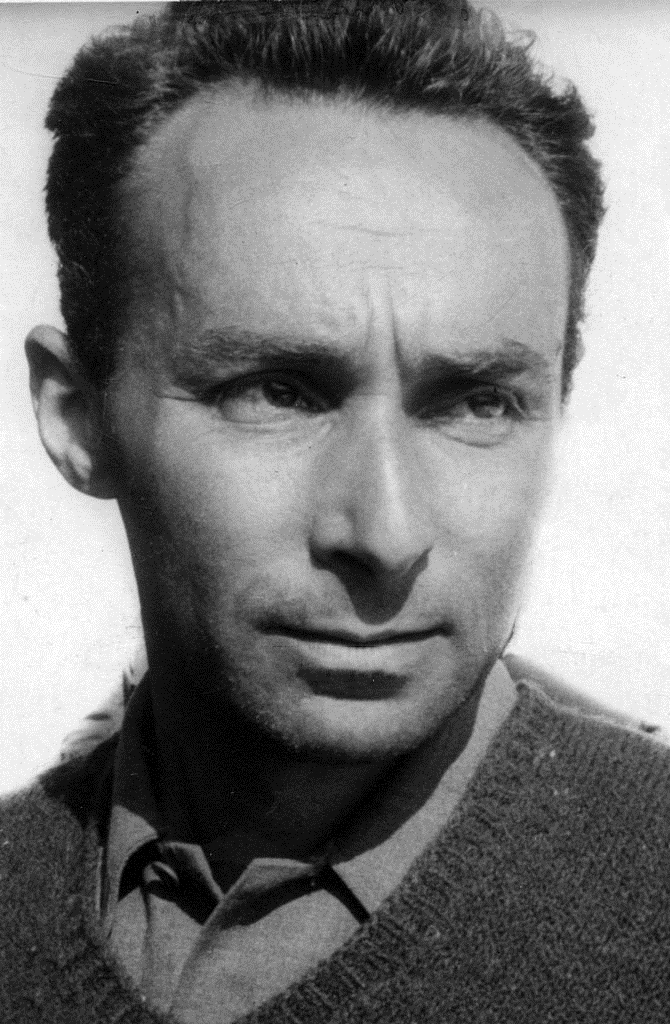
Primo Levi

- Clódio Albino (197 d.C.), imperador romano, morreu após uma derrota em batalha, há dúvidas se por suicídio ou se foi executado por Septímio Severo[1048]
- Salvador Allende (1973), presidente do Chile, disparo por arma de fogo[1049][1050][1051][1052]
- Gameel Al-Batouti (1999), piloto egípcio da EgyptAir e ex-oficial da Força Aérea do Egito que foi morto na queda do voo EgyptAir 990. Há debates se o acidente foi causado por mau funcionamento mecânico ou propositalmente[1053]
- Scotty Beckett (1968), ator americano, overdose de barbitúricos ou álcool[1054][1055]
- Wade Belak (2011), jogador canadense de hóquei no gelo. Belak foi encontrado morto em sua casa em Toronto, e a polícia investigou sua morte como suicídio[1056] Mais tarde, o analista de hóquei e ex-jogador PJ Stock alegou que a morte de Belak não foi um suicídio, mas acidental.[1057] Embora PJ Stock mais tarde tenha recuado em seus comentários, outros membros da família de Belak também acreditam que sua morte foi acidental[1058]
- Le Corbusier (1965), um dos pioneiros da arquitetura moderna. Encontrado morto no Mar Mediterrâneo[1059]
- Jeffrey Epstein (2019), empresário americano e criminoso sexual condenado, enforcamento.[1060] Há debates sobre se a morte de Epstein foi um suicídio ou um homicídio[1061]
- James Forrestal (1949), Primeiro Secretário de Defesa dos EUA, Secretário da Marinha, caiu do 16º andar do prédio, há contestações sobre a intencionalidade do ato[1062]
- Rick Genest (2018), artista performático, ator e modelo, cai de uma varanda[1063][1064]
- Kurt Gödel (1978), lógico, matemático e filósofo austríaco-americano, inanição por se recusar a comer tudo que não fosse preparado por sua esposa, por medo de ser envenenado. Há debates sobre se o fato é considerado suicídio[1065]
- Kim Sung-jae (1995), cantora sul-coreana e ex-integrante da dupla de K-pop Deux, o braço continua 28 marcas de furos feitos com uma seringa contendo anestésico animal. Não se sabe se foi um assassinato ou suicídio[1066]
- David Koresh (1993), líder americano do Ramo Davidiano, disparo por arma de fogo, não se sabe se ele foi assassinado por um dos Ramo Davidianos ou se suicidou[1067]
- Jules Lequier (1862), filósofo francês, provavelmente nadou voluntariamente para o oceano[1068]
- Primo Levi (1987), químico italiano, escritor e sobrevivente do Holocausto, queda acidental, especula-se suicídio[1069][1070]
- Meriwether Lewis (1809), explorador dos Estados Unidos e parceiro de William Clark, disparo por arma de fogo; há debate se sua morte foi um suicídio[1071]
- Lucrécio (c. 55 a.C.), poeta romano e filósofo epicurista. A única fonte de seu suicídio é Jerônimo, que é considerado pelos estudiosos como não confiável devido a sua relação hostil com Lucrécio[1072]
- Kizito Mihigo (2020), cantor gospel ruandês, sobrevivente do genocídio em Ruanda e ativista pela paz, enforcado. Organizações de direitos humanos e ativistas ruandeses contestaram isso[1073]
- Alighiero Noschese (1979), imitador de televisão italiano, disparo por arma de fogo ao ser recuperado sob tratamento de depressão clínica. Como armas de fogo e outros objetos letais não são permitidos para pacientes deprimidos, suspeita-se que alguém assassinou Noschese ou contrabandeou a arma para ele[1074]
- Orgetórix (60 a.C.), conspirador gaulês membro da classe dominante dos helvécios. Não se sabe se ele cometeu suicídio ou se foi executado[1075]
- Freddie Prinze (1977), ator e comediante americano, disparo por arma de fogo sob influência de metaxalona e álcool. Inicialmente considerado suicídio, mas posteriormente determinado como acidental[1076][1077]
- Jean Seberg (1979), atriz americana, overdose de barbitúricos, provavelmente contra sua vontade[1078][1079]
- Elliott Smith (2003), cantor, compositor e músico americano, automutilação. Embora a morte de Smith tenha sido inicialmente relatada como suicídio, o relatório oficial da autópsia divulgado em dezembro de 2003 deixou em aberto a questão do homicídio[1080][1081]
- Sócrates (399 a.C.), filósofo grego de Atenas, considerado um dos fundadores da filosofia ocidental, bebeu veneno, provavelmente cicuta,[1082][1083][1084][1085] como sentença de sua condenação por impiedade e corrompimento das mentes dos jovens atenienses, há debates se foi considerado suicídio[1086]
- Luigi Tenco (1967), cantor e compositor italiano, disparo por arma de fogo na cabeça[1087]
- Sid Vicious (1979), músico inglês e membro dos Sex Pistols, overdose de heroína provavelmente acidental[1088][1089]